# Franquismus
Als Franquismus (spanisch franquismo [fɾaŋˈkismo], deutsch auch Franco-Regime und Franco-Diktatur), andere Schreibweise Frankismus, werden das System und die ideologische Untermauerung der rechtsgerichteten Diktatur Francisco Francos in Spanien von 1936 respektive 1939 bis zu den ersten freien Wahlen 1977 bezeichnet. Der amtliche Landesname lautete damals Spanischer Staat (Estado Español).

Spanische Flagge zur Zeit des Franco-Regimes in der Version von 1945 bis 1977

Die Herrschaftsform bzw. das System des Franquismus gilt als ausgesprochen personalistisch, das heißt, dass die Person des Diktators selbst dafür prägender war als eine bestimmte Ideologie. Der als wenig charismatisch geltende Franco verstand es, sich seine fast unumschränkte Macht bis zu seinem Tod im Jahr 1975 zu erhalten. In Spanien gab es während seines Regimes keine kodifizierte Verfassung, sondern nur eine geringe Anzahl von ihm erlassener Grundgesetze mit Verfassungsrang. Franco hielt unter anderem dadurch die Zügel in der Hand, dass er alle wichtigen politischen Ämter bis hin zur Provinzebene auf der Basis persönlicher Vertrauensverhältnisse besetzte. Zudem hielt er diejenigen Institutionen, denen er Machtbefugnisse übertragen hatte oder die er nicht ignorieren konnte – unter anderem die Staatspartei Movimiento Nacional, die katholische Kirche und das Militär – dadurch unter Kontrolle, dass er sie fortwährend gegeneinander ausspielte.
Seine Legitimation leitete der Franquismus aus der Sicht seiner Eliten im Wesentlichen aus dem militärischen Sieg im Spanischen Bürgerkrieg ab, der nicht nur als Sieg der eigenen Weltanschauung, sondern darüber hinaus als Verteidigung der spanischen und europäischen Zivilisation und Kultur gedeutet wurde. Da der Katholizismus als integrierender Bestandteil der spanischen Kultur betrachtet wurde, kam es zu einer engen Zusammenarbeit von Kirche und Staat im Rahmen des nacional-catolicismo („Nationalkatholizismus“).
Der Franco-Staat war während der 39 Jahre seiner Existenz in wirtschaftlicher und außenpolitischer, in geringerem Maße auch in innenpolitischer Hinsicht bedeutenden Entwicklungen unterworfen. Daher lässt sich die Zeit der Herrschaft des Diktators in mehrere Phasen einteilen. Die anfängliche Despotie, in der massive Vergeltung an den im Bürgerkrieg unterlegenen Bevölkerungsgruppen geübt wurde, wies gewisse Merkmale zeitgenössischer faschistischer Systeme auf und zeigte planwirtschaftliche Züge. Zum Schluss war die Herrschaftsform eher autoritär-konservativ geprägt und nach langer innerer Stagnation erlebte Spanien ein Wirtschaftswunder. Es gelang der Aufstieg vom Niveau eines Entwicklungslandes unter die zehn größten Industrienationen der Erde. Dem ökonomischen Fortschritt stand allerdings keine nennenswerte politische Öffnung im Inneren gegenüber.

## Entstehung des franquistischen Systems

### Francos Weg zur Macht
Francisco Francos Herrschaft begann 1936 mit dem Spanischen Bürgerkrieg in den von der nationalspanischen Koalition beherrschten Teilen Spaniens. Ausgangspunkt war ein Putsch gegen die wenige Monate zuvor gewählte Regierung der Zweiten Republik, die aus einem Volksfront-Bündnis hervorgegangen war. In der Interimshauptstadt Burgos entstand bereits in der ersten Woche des Bürgerkriegs eine provisorische Junta, die umgehend alle Gewerkschaften und Parteien sowie die Autonomierechte der Regionen aufhob und Streiks verbot.
Dem bereits seit seiner Rolle bei der Niederschlagung des asturischen Bergarbeiteraufstandes von 1934 bei der spanischen Rechten angesehenen Franco gelang es, durch den propagandawirksamen Entsatz Toledos und die besondere Unterstützung Hitlers, der in Franco den fähigsten der putschenden Generäle sah, in dieser Junta eine Führungsrolle zu übernehmen. Am 1. Oktober 1936, später im franquistischen Jahreslauf als „Tag des Caudillo“ festlich begangen, wurde Franco im Thronsaal des Palasts von Burgos (Casa del Cordón) von dieser Junta und den Vertretern der befreundeten faschistischen Mächte Deutschland, Italien und Portugal zum Generalísimo aller Streitkräfte ernannt. Am 1. Oktober 1936 wurde auch die Junta Técnica del Estado zum Zweck der Einrichtung eines provisorischen Staatswesens begründet. Von da an galt Franco als unumschränkter Herrscher der nationalspanischen Bürgerkriegspartei. Die möglichen Rivalen Sanjurjo und Mola starben während des Bürgerkriegs (am 20. Juli 1936 bzw. am 3. Juni 1937) bei Flugzeugabstürzen.
Nicht alle Beteiligten an der frente nacional, der Nationalen Front, kämpften – anders als es oft vereinfachend dargestellt wird – im Zeichen und für Ziele des Faschismus. Das Bündnis beruhte vielmehr auf einem recht allgemeinen kleinsten gemeinsamen Nenner: dem von einem rigiden Antikommunismus herrührenden Wunsch nach einem anderen Spanien sowie der Abneigung gegen die Demokratie im Allgemeinen und gegen die herrschende Volksfrontregierung (Frente Popular) im Besonderen. Die Angreifer im Spanischen Bürgerkrieg bestanden aus einer Koalition verschiedenartiger radikaler, aber auch gemäßigt rechter Parteien, Bewegungen und Sympathisanten. Diese umfasste sowohl die Großgrundbesitzer, die rechtsrepublikanisch-katholische Partei CEDA, die akademisch-katholische Laienbewegung Acción Católica als auch Monarchisten und Carlisten bis hin zu der „einzige[n] Gruppe, die man mit einigem Recht für faschistisch halten durfte, die Falange Española“ – wobei freilich die Grenzen zum Faschismus bei einigen Organisationen wie insbesondere der Jugendorganisation der CEDA, der Juventudes de Acción Popular (JAP), fließend waren.
Vorrangig wurden, nach Auffassung vieler Historiker, im Spanischen Bürgerkrieg alte Konflikte der mindestens seit der Zeit der napoleonischen Kriege unversöhnlich entzweiten Gesellschaft (Konzept der dos Españas, der „zwei Spanien“) gewaltsam ausgetragen, die oft nur oberflächlich mit den politischen, ideologischen und sozialen Streitfragen des damaligen Europas verbunden waren.

„Über viele Jahre hin [wurde Spanien] durch politische Mißgriffe und durch die Verschleppung alter sozialer und politischer Übel in einen hoffnungslosen Zustand des Chaos und der Anarchie manövriert […]“

Die Putschisten hatten, wie bereits beim vereitelten Putschversuch Sanjurjos von 1932, ohne vorherige klare politische Zielvorstellungen gehandelt. Die beteiligten Generäle erwarteten nämlich, binnen weniger Tage die Herrschaft über das Land erringen zu können, ohne hierbei auf Bundesgenossen wie die Falange angewiesen zu sein (die Carlisten nahmen hingegen an der Verschwörung teil). Abgesehen von einigen Schlagworten und Vorstellungen darüber, was abgeschafft werden sollte, existierte während mehrerer Monate kein weitergehendes Konzept für die angestrebte politische Nachkriegsordnung, auf das sich alle Mitglieder der Nationalen Front hätten einigen können.
Im Detail waren die politischen Ziele der Koalitionsteilnehmer vielfach fast völlig unvereinbar. Franco sah die Gefahr des Scheiterns und strebte danach, die auf nationalspanischer Seite am Bürgerkrieg teilnehmenden Kräfte möglichst umgehend unter seiner Führung zu vereinen und die Deutungshoheit über Sinn und Zweck des Kampfes gegen die Republik zu erlangen.

### Der Griff nach der Falange

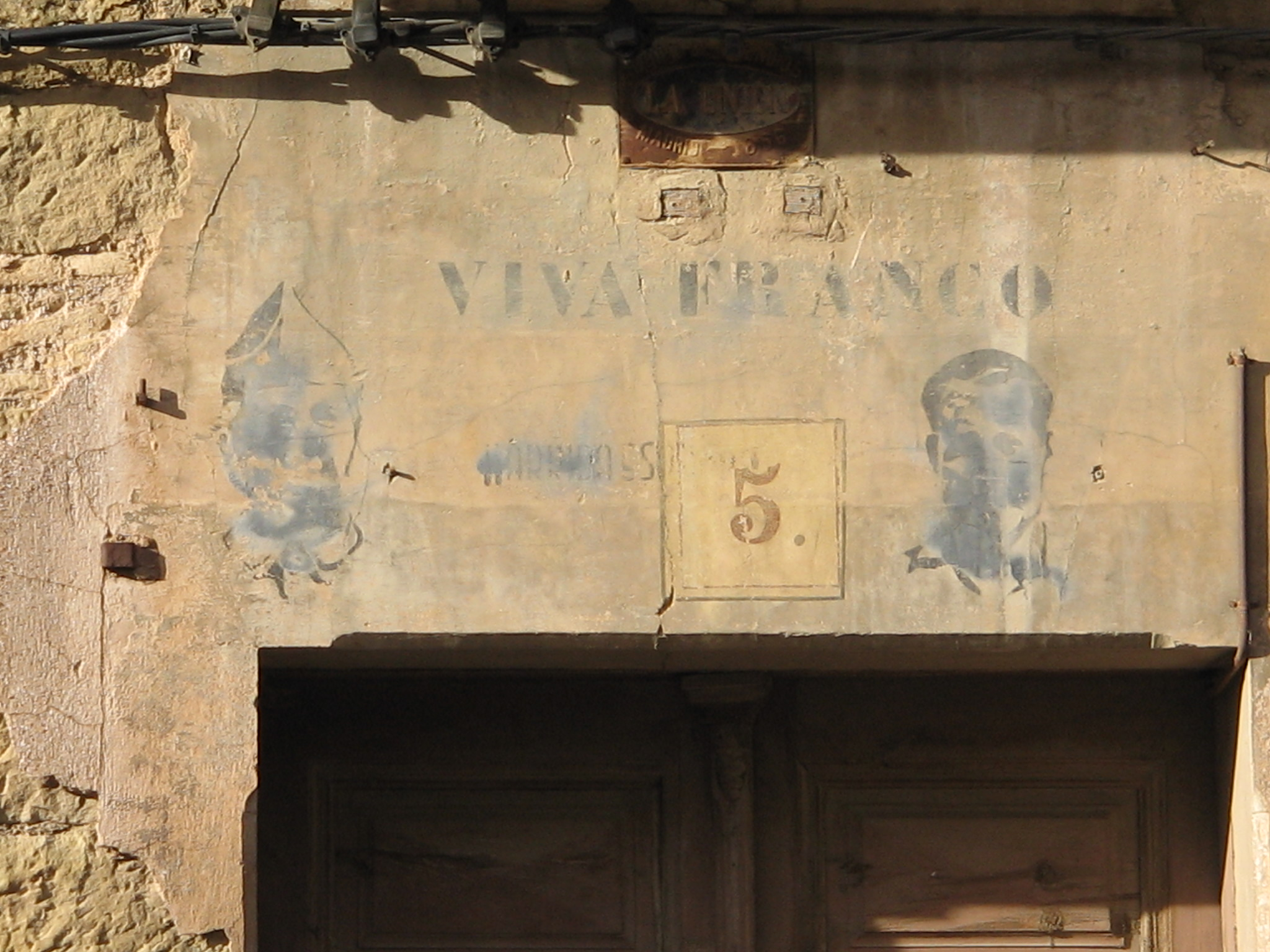
Ayerbe: Graffiti aus der Zeit des Bürgerkriegs

Mit der Rolle des Anführers der Junta konnte sich Francisco Franco auf Dauer nicht zufriedengeben. Er wollte nach seinem ausdrücklichen Bekunden die Fehler des früheren spanischen Diktators Miguel Primo de Rivera vermeiden, dessen Diktatur zwischen 1923 und 1930 nie über eine „persönliche Militärdiktatur lateinamerikanischen Stils“ hinausgekommen war, weil seine Herrschaft jeder politischen Inspiration, Doktrin oder Struktur entbehrt hatte. Zur Vereinigung der spanischen Rechten unter seiner Führung bedurfte es jedoch eines geeigneten Sammelbeckens. Er fand es in der „Falange Española de las JONS“, die aufgrund ihres Führerprinzips (caudillaje) dafür besonders geeignet schien.
1934, noch zu Zeiten der Zweiten Republik, hatte sich die 1933 gegründete Falange Española mit den ihr weltanschaulich nahestehenden Juntas de Ofensiva Nacional Sindicalista (JONS), zu deutsch „Vereinigungen der Nationalsyndikalistischen Offensive“ zur „Falange Española de las JONS“ zusammengeschlossen. Die neue Organisation propagierte in einem aus 27 Punkten bestehenden Parteiprogramm aus dem Jahr 1934 unter anderem die Abschaffung der Demokratie und einen „nationalen Syndikalismus“. Unter Letzterem verstand sie die Erfassung der Bevölkerung in ständischen Organisationen. Hierbei beschränkte sich der Falangismus jedoch im Wesentlichen auf die Zwangsmitgliedschaft aller Arbeitsfähigen in Syndikaten. Ferner enthielt das Programm Forderungen nach Verstaatlichung des Bankenwesens und einer radikalen Agrarreform.
Der Anführer der Falange, José Antonio Primo de Rivera, Sohn Miguel Primo de Riveras, glorifizierte ähnlich wie Mussolini das Soldatentum. Der 1935 aus der Falange wieder ausgeschlossene Ramiro Ledesma, vormals Anführer der JONS, war ein offener Bewunderer der faschistischen Schwarzhemden, die Italien in den Jahren um den „Marsch auf Rom“ (Herbst 1922) mit Terror überzogen hatten. Der Einfluss dieser Partei mit ihren etwa acht- bis zehntausend Mitgliedern war während der gesamten Zweiten Republik zu vernachlässigen. In den letzten Wahlen von 1936 hatte sie nicht ein einziges Mandat erhalten. Sie gehörte auch nicht zu den Urhebern des pronunciamiento im Juli 1936. Obwohl die Falange von den Putschplänen wusste, war sie nicht daran beteiligt.

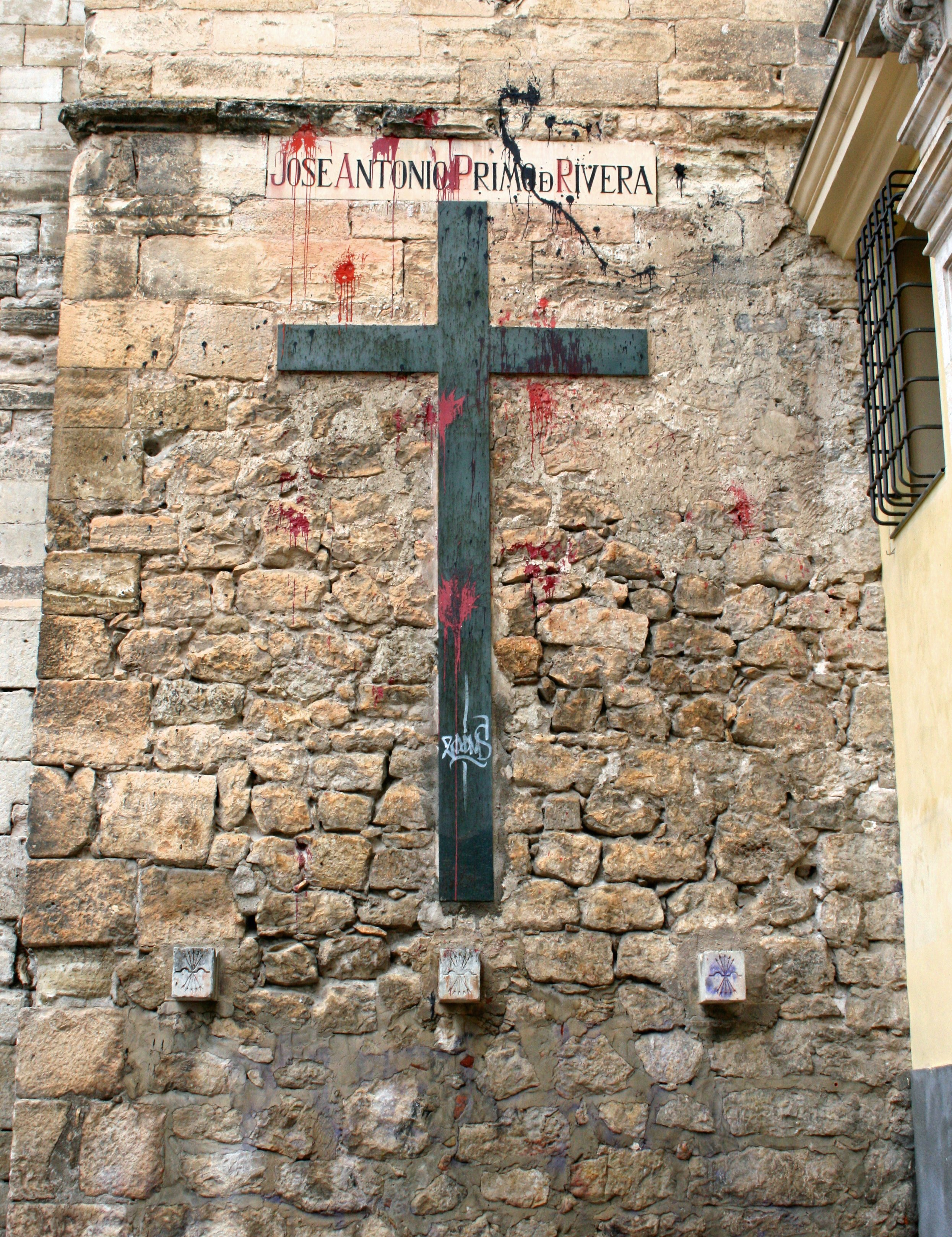
Gedenkkreuz für Primo de Rivera jun. an der Kathedrale von Cuenca

Am 20. November 1936 wurde der bereits seit März dieses Jahres inhaftierte José Antonio Primo de Rivera durch die spanische Republik nach einem Gerichtsverfahren hingerichtet und die Partei damit führerlos. Franco (dem Beevor nachsagt, dass er einen Befreiungsversuch persönlich unterbunden habe, um keinen charismatischen Rivalen im eigenen Lager zu haben) bemächtigte sich an Stelle des vorläufigen Führers der Falange, Manuel Hedilla, handstreichartig der geschwächten und zerstrittenen falangistischen Bewegung und wurde deren Caudillo (span. „Anführer“). Er hatte der Falange vorher weder angehört noch politisch nahegestanden. Dieser Erhebung Francos zum Caudillo wohnt etwas Zufälliges inne. Hätte sich eine andere Bewegung mit vergleichbarer Verfassung und ähnlicher Eignung für die Herrschaft über einen autoritären Staat angeboten, hätte Franco sich wohl ebenso gut dieser anderen Bewegung bedient. Ironischerweise hatte Primo de Rivera junior aus der Zelle heraus seine Anhänger ermahnt:

„‚Passt auf die Rechte auf … Die Falange ist keine konservative Kraft.‘ Sie sollten sich nicht als Außenseiter an einer Bewegung beteiligen, ‚die nicht zur Errichtung des national-syndikalistischen Staats führen wird‘. Offensichtlich wusste er, dass ein solcher Versuch bevorstand […] Nur wenige Tage vor Ausbruch des nationalistischen Aufstands, am 12. Juli, schrieb er an einen Freund: ‚Eines der schrecklichsten Dinge würde die nationalrepublikanische Diktatur sein. Ein anderer falscher Versuch, den ich befürchte, ist […] die Herrschaft eines falschen, konservativen Faschismus ohne revolutionären Mut und junges Blut.‘ […] Was er befürchtete, war genau das, was eintrat.“

Franco zeigte bald darauf, dass er sich der Falange hauptsächlich zum Zweck der Machtergreifung und als Klammer für die Parteien und Bewegungen der frente nacional bemächtigt hatte. Ernst Nolte geht so weit zu sagen, dass „der spanische Faschismus […] den konservativen Mächten nicht mehr bloß verbündet, sondern versklavt war“. Mit den Zielsetzungen der Falange identifizierte Franco sich wenig, obwohl er gewisse Punkte und Forderungen des Parteiprogramms umsetzte. Das falangistische Programm von nunmehr sechsundzwanzig Punkten wurde in den Rang einer Staatsdoktrin erhoben, während Franco dieses Programm nur als Ausgangspunkt bezeichnete, das nach den Anforderungen der Zeit abzuwandeln sei. Darum nahm er die falangistischen Vorstellungen auf und ließ sie wieder fallen, wann immer das opportun erschien.

„General Franco hatte nicht die geringste Absicht, die revolutionären Losungen und Forderungen der Falange zu übernehmen, mit denen er keinerlei Sympathie hatte. Er war ein Konservativer der alten Schule und der Aufstand der Generale ein Putsch, und nicht die soziale und nationale Revolution, von der die Falange geträumt hatte. […] Da er [Primo de Rivera jun.] die Kreise des Regimes nicht mehr stören konnte, wurde er zum offiziellen Märtyrer und Schutzheiligen der Diktatur Francos, einer Diktatur, deren erklärter Gegner er sicherlich geworden wäre, falls sein Leben länger gedauert hätte.“

### Die Gründung der franquistischen Staatspartei

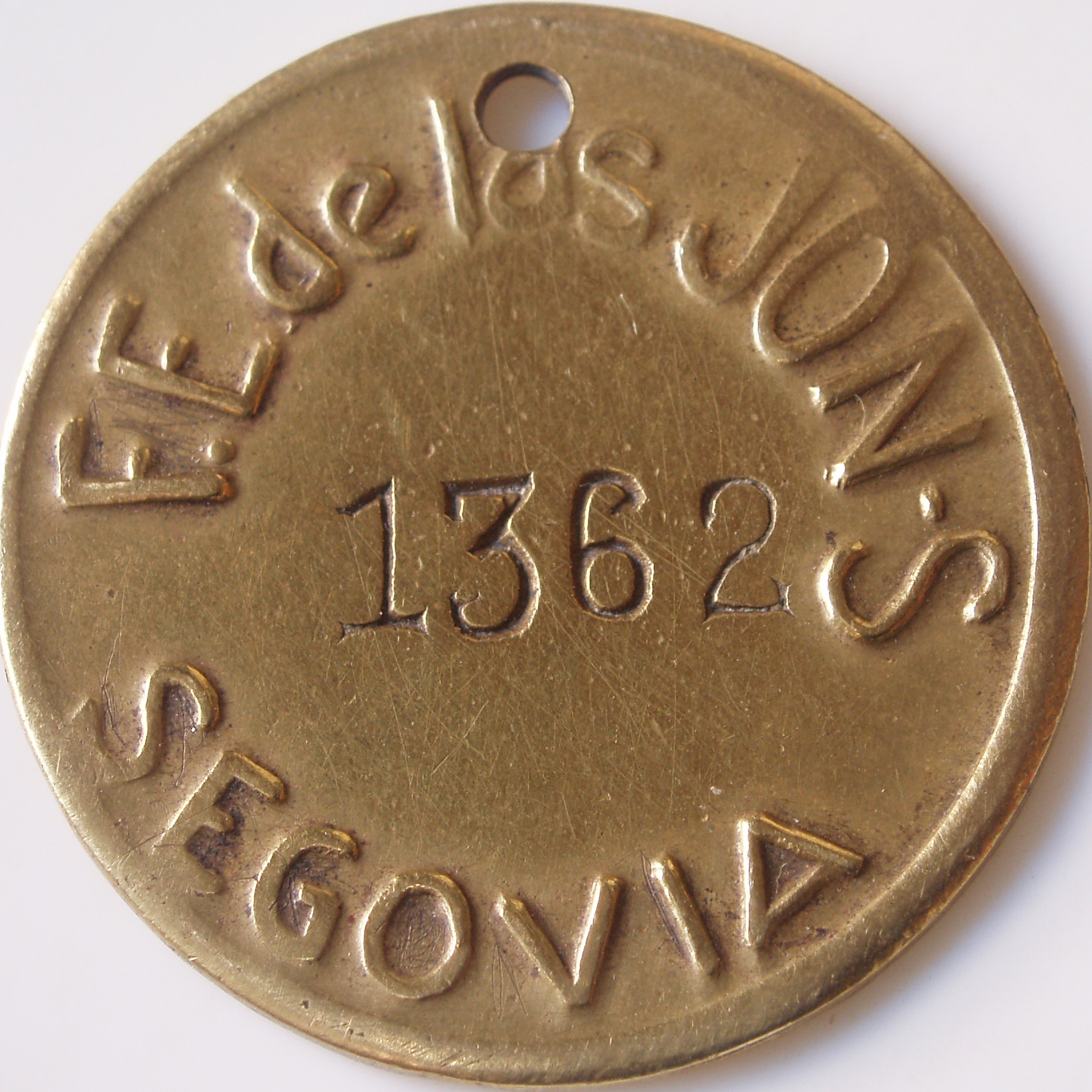
Erkennungsmarke der Falange Española de las JONS während des Bürgerkriegs

Der 19. April 1937 ist die eigentliche Geburtsstunde des franquistischen Staates. An diesem Tag wurde die revolutionär-antimonarchistische Falange mit der monarchistisch-absolutistischen und daher im Spektrum der rechten Bewegungen genau entgegengesetzten carlistischen Comunión Tradicionalista zur Einheitspartei Falange Española Tradicionalista y de las JONS zusammengeschlossen. Diese eigenartige Vereinigung einer revolutionären mit einer reaktionären Bewegung kam auf das Betreiben von Francos Schwager Ramón Serrano Súñer zustande, der selbst weder der Falange noch den Carlisten, sondern der CEDA angehörte. Serrano hatte Franco die Vereinigung vorgeschlagen, da seiner Ansicht nach keine der an der nationalspanischen Koalition beteiligten Fraktionen den „Anforderungen des Tages“ entsprach. Er selbst wurde auf Wunsch Francos der erste Generalsekretär der neuen Partei und befasste sich damit, die verschiedenen Teile der neuen Bewegung zu koordinieren. Dies gelang ihm aber nicht vollständig, da nicht alle Falangisten sich dem neuen Kurs anschließen wollten. Ansonsten ließen die vorher selbständigen Organisationen die Vereinigung geschehen, da Franco ihnen für die Zeit nach Abschluss des Bürgerkriegs die Beteiligung an der Macht in Aussicht stellte.

„Die olympische Verachtung, die Franco für die Spanier, für Freund und Feind empfand, äußerte sich von Anfang an in der Auffassung von dem Staat, zu dessen Oberhaupt er sich ausrief. […] Unterstützt von einem unübersichtlichen Konglomerat von Faschisten, die sich ‚Falangisten‘ nannten (d. h. Republikaner und Syndikalisten), ‚Traditionalisten‘, also religiös verwurzelten Karlisten, ‚Juntas de ofensiva nacional sindicalista‘, also Nazis mit Knoblauchsuppe, knetete er diese seelenruhig wie einen Brotteig zusammen zur ‚Falange Española Tradicionalista y de las JONS‘. Konnte man sich eine größere Beleidigung dieser drei Gruppen mit ihren grundverschiedenen Ideologien denken? Aber sie hörten ihn unbewegt, dann begeistert an, weil es ihnen dabei um nicht wenig politische Macht ging, zum ausschließlichen und monopolistischen Gebrauch.“

Durch diesen Zusammenschluss der beiden sehr ungleichen Partner hatte Franco das franquistische System in seinen Grundzügen angelegt: aus einer lockeren Koalition war eine Bewegung unter Francos alleiniger Führung geworden. Bald darauf wurden auch die legitimistischen Monarchisten der Bewegung angeschlossen, andere Organisationen wie die CEDA waren zu diesem Zeitpunkt schon aufgelöst.
Die neue Organisation „F.E.T. y de las JONS“, genannt „Movimiento Nacional“ legte in vieler Hinsicht Ideologie und Zielsetzungen der „alten“ Falange ab: konservative und monarchistische Zielsetzungen traten in den Vordergrund, von einer Bodenreform war keine Rede mehr. Andererseits wurden zentrale falangistische Programmpunkte wie der Syndikalismus beibehalten. Die F.E.T. y de las JONS stellte, bedingt durch ihre Heterogenität, einen Kompromiss dar, der allen etwas bot: den spanischen Antimonarchisten ebenso wie den Königstreuen, der alten Rechten ebenso wie den faschistischen, teilweise sozialrevolutionär orientierten Falangisten.
So wurden nach und nach alle politischen Kräfte der nationalspanischen Kriegspartei unter Francos Führung zusammengefasst, während umgekehrt das politische Spektrum auf Seiten der Republik – das noch heterogener als die nationale Seite war  – immer uneiniger wurde und (wie in Barcelona im Frühjahr 1937) sogar Bürgerkriege innerhalb des Bürgerkriegs austrug. „Während die Linke in fast jeder wichtigen Frage gespalten ist, findet die Rechte sich immer fester zusammen“. Neben den italienischen Waffenlieferungen war dieses geschlossene Vorgehen der Grund für den Sieg der nationalspanischen Sache über die Republik im Frühjahr 1939. Der Franquismus herrschte nunmehr in ganz Spanien.

## Die Phasen des franquistischen Regimes

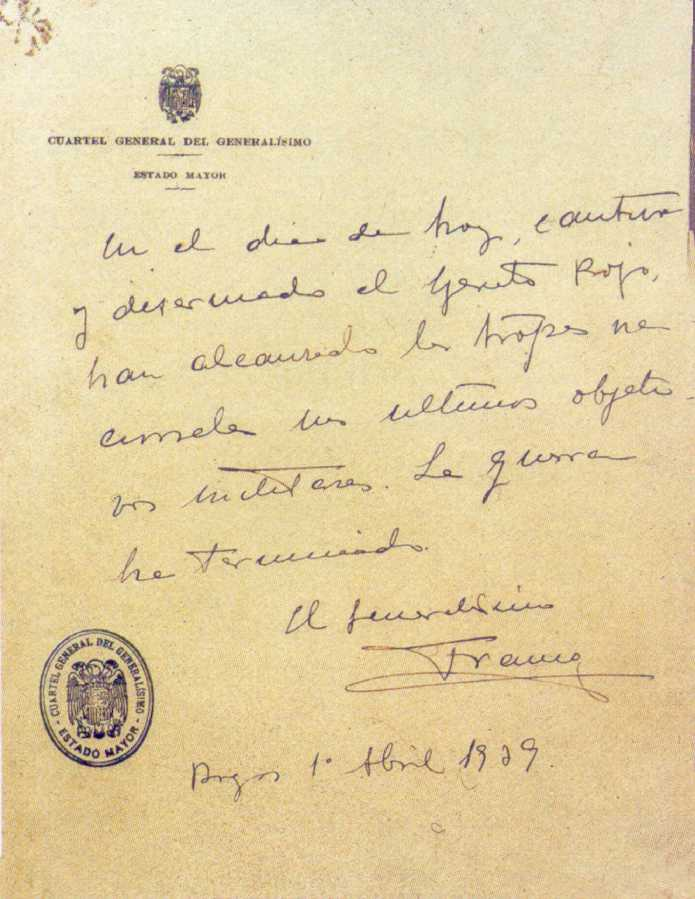
Franco stellte am 1. April 1939 das Ende des Bürgerkriegs fest. Der Text lautet auf Deutsch wie folgt:

Die Franco-Diktatur begann nach dem militärischen Erfolg mit einer etwa fünfjährigen Phase gewaltsamer „Säuberungen“, gefolgt von einem eher ideologisch geprägten Zeitabschnitt, in dem versucht wurde, Ansätze einer Planwirtschaft durchzusetzen. Ab etwa Ende der 1950er Jahre bis zu Francos Tod folgte eine lange Zeit der politischen und gesellschaftlichen Lethargie, der jedoch eine beachtliche wirtschaftliche Belebung gegenüberstand.
Der Umstand, dass sich der Franquismus nach den vorangegangenen Phasen politischer Instabilität fast vierzig Jahre lang halten konnte, wird nicht zuletzt darauf zurückgeführt, dass sich Franco nach dem Sieg im Bürgerkrieg in einer Position sah, die ihm praktisch absolute Macht einräumte und ihm erlaubte, sein Herrschaftssystem nach seinem Gutdünken zu gestalten.

### Die „Blaue Periode“
Verkörpert im „Estado Nuevo“, zeigte sich der Franquismus in den Jahren des Spanischen Bürgerkriegs und in der unmittelbaren Nachkriegszeit als grausame Despotie in einem verwüsteten, bankrotten und wirtschaftlich am Boden liegenden Land. Nach der Parteifarbe der Falange wurden die Säuberungsaktionen auch als „blauer Terror“ bezeichnet. Vom Beginn des Bürgerkriegs an dominierten in den nationalspanisch beherrschten Landesteilen Repression, Folter und Rache am politischen Gegner. Die spanische Gesellschaft teilte sich in Sieger und Besiegte, und „[die] Besiegten, die in den Augen Francos das absolut Böse verkörpert hatten, sollten zahlen und büßen“. Schon am 13. Februar 1939 wurde ein Dekret über das „Verfahren mit politischen Missetätern“ in Kraft gesetzt, das Aktivitäten, die von Franco als umstürzlerische Tätigkeit angesehen wurden, bis zurück in das Jahr 1934 rückwirkend unter Strafe stellte.
Hinter den Verbrechen des „nationalen“ Lagers steht, wie etwa der Historiker Carlos Collado Seidel schreibt, eine „tendenziell genozidale Intention“, die Spanien durch die „physische Vernichtung alles als unspanisch wahrgenommenen Lebens“ reinigen wollte. Francos Presseattaché gab zu Protokoll, für das Ziel, das Krebsgeschwür des Marxismus in einer blutigen Operation aus dem spanischen Volkskörper zu entfernen, dürfe ein Drittel der männlichen Bevölkerung Spaniens eliminiert werden. In dieser Vernichtungsabsicht besteht nach Ansicht mancher Historiker ein grundlegender qualitativer Unterschied zu den im Bürgerkrieg begangenen (und auch quantitativ geringeren) Repressionen der republikanischen Seite.
Die Zahl der politisch motivierten Hinrichtungen ging in die Hunderttausende. Walther L. Bernecker gibt die Zahl derer, die im franquistischen Spanien zwischen 1936 und 1944 durch politischen Mord und Justizverbrechen ums Leben kamen, mit 300.000 bis 400.000 Menschen an.  Neuere Schätzungen (u. a. von Michael Richards) gehen von 150.000 bis 200.000 Opfern aus. Die Exekutierten wurden in der Regel anonym in Massengräbern beigesetzt, um sie dort dem Vergessen zu überantworten; in Galicien soll darum sogar die Ausstellung von Totenscheinen verweigert worden sein.
Mindestens rund 35.000 ermordete Anhänger der Republik, die außerhalb der Dörfer und Städte verscharrt worden waren, sollen bis heute in zumeist ungekennzeichneten Massengräbern liegen. Diese Schätzung wurde nach jüngsten Forschungsergebnissen aber um ein Vielfaches nach oben korrigiert. Allein für Andalusien wird neuerdings die Zahl der „verschwundenen“ Republikaner mit 70.000 angegeben. Die Personenerfassung seitens der Hinterbliebenenverbände, der erste Versuch einer gründlichen Zählung, ergab eine vorläufige Zahl von 143.353 (Stand Mitte 2008). Spanien weist infolge der Diktatur die zweithöchste Anzahl an Verschwundenen weltweit auf.
In der Literatur wird die Zahl der politischen Häftlinge nach dem Bürgerkrieg zumeist auf ca. 1,5 Millionen geschätzt. Sie und ihre Angehörigen wurden beispielsweise bei der Zuteilung von Lebensmittelmarken systematisch benachteiligt, hatten ständige Demütigungen hinzunehmen und lebten auch nach Entlassung aus der Haft in ständiger Angst vor einer erneuten Inhaftierung. Die Kinder von Republikanern wurden vielfach von ihren Familien getrennt und der Obhut der katholischen Kirche übergeben. Die aktuelle Forschung spricht von 30.000 solcher Fälle von politisch motivierter Kindesentziehung. Mit nationalsozialistischer Unterstützung wurden medizinische Studien an in Konzentrationslagern inhaftierten politischen Häftlingen vorgenommen, die im Zusammenhang mit ihren marxistischen Anschauungen deren angebliche geistige und rassenbiologische Minderwertigkeit belegen sollten.
Nach seiner Konsolidierung ging das Regime allmählich zu weniger offen gewaltsamen Repressionsmaßnahmen über. Doch die letzten Konzentrationslager Francos, von denen es über ganz Spanien verteilt rund 190 gegeben hat und in die bald eine halbe Million Parteigänger der spanischen Republik, und während des Zweiten Weltkriegs auch einige zehntausend Flüchtlinge aus ganz Europa interniert wurden, wurden erst 1962 geschlossen. Hinzu kamen Strafbataillone (Batallones de Trabajadores, kurz: BB.TT.), deren Angehörige etwa im Straßen- und Bahnbau, in der Stahlindustrie, als Minenarbeiter oder zur Arbeit an gewissen Prestigebauten des Regimes wie etwa dem Valle de los Caídos eingesetzt wurden. Allein im Gebiet der westlichen Pyrenäen (Navarra) wurden 15.000 politische Häftlinge als „Sklavenarbeiter“ aus ganz Spanien zur Zwangsarbeit im Straßenbau verpflichtet.
Rund 500.000 Menschen, darunter allein 150.000 Basken, flüchteten ab 1939 hauptsächlich nach Frankreich, wo sie in verschiedene Lager interniert wurden. Einige der Flüchtlinge konnten aber auch nach Mexiko emigrieren, wohin sich auch die republikanische Exilregierung wandte. Hierbei handelte es sich um die größte Exilantenbewegung der spanischen Geschichte. Führende Politiker der Republik wurden jedoch von Vichy-Frankreich oder durch die Gestapo an Spanien ausgeliefert und dort – wie im Falle von Lluís Companys – hingerichtet. In der Forschung ist von 13.000 „Rotspaniern“ die Rede, die nach der Besetzung Frankreichs durch Hitlers Truppen aufgegriffen wurden und den Weg in deutsche Konzentrationslager nahmen, wo mindestens 10.000 von ihnen ums Leben gekommen sein sollen – 7.000 davon allein im KZ Mauthausen. Bekannt ist in diesem Zusammenhang der Interbrigadistenblock im KZ Dachau. Etwa die Hälfte aller Exilanten ist demnach aufgrund einer Anzahl von Straferlassen – wie Ende 1939 einer Teilamnestie für kleinere Vergehen der „Marxisten“ – in den Jahren nach dem Zweiten Weltkrieg wieder heimgekehrt. Eine Generalamnestie wurde jedoch niemals ausgesprochen, und so kehrten sehr viele Spanier erst nach Francos Tod aus dem Exil zurück.
1946 hatte die UNO einen diplomatischen Boykott gegen Spanien verhängt. Nach dem Ende des Zweiten Weltkriegs war das Franco-Regime außenpolitisch und wirtschaftlich fast vollständig isoliert. Dies führte zu großen Problemen bei der Versorgung der Bevölkerung. Erst 1953 konnte Franco vor dem Hintergrund des Kalten Krieges mit den USA ein Truppenstationierungsabkommen abschließen. Wenig später wurde ein Konkordat mit dem Vatikan geschlossen. 1955 trat das Land schließlich der UNO bei.

### Der Spätfranquismus

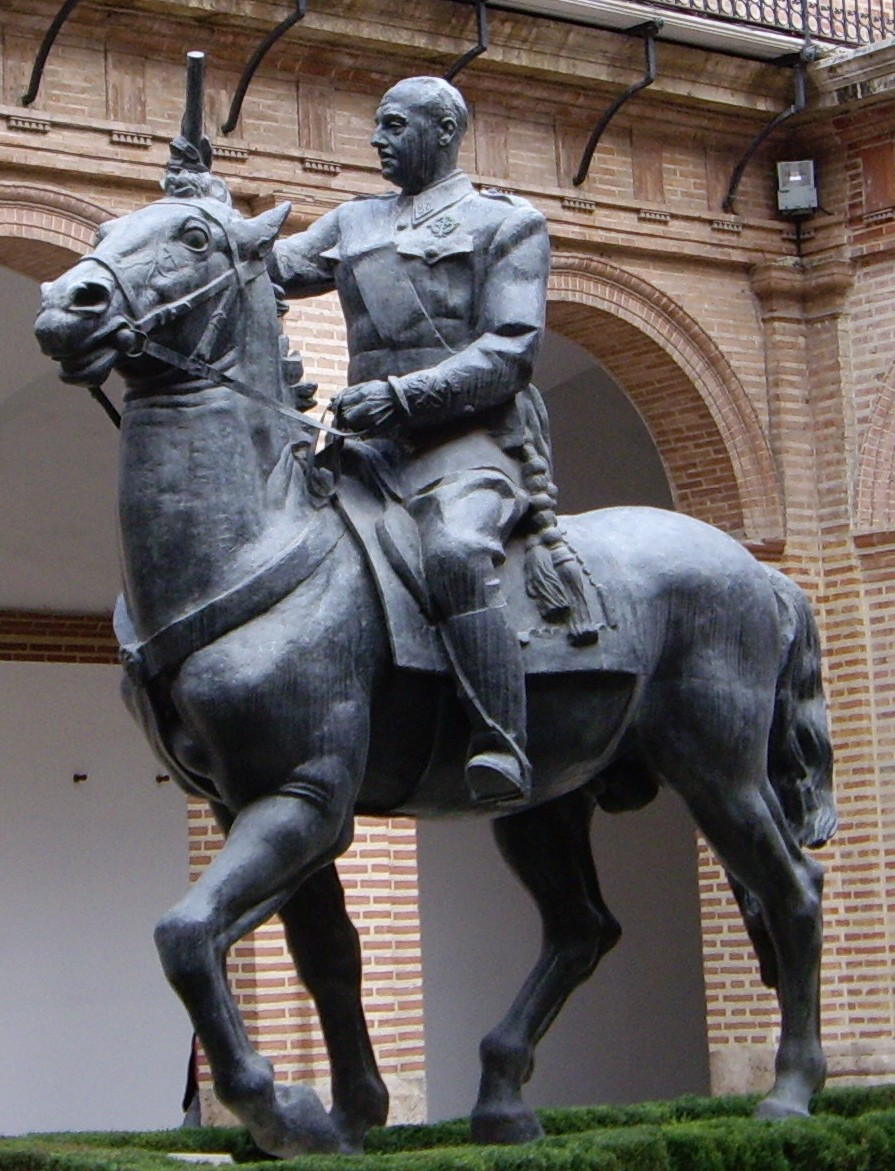
Franco-Statue in Valencia.

Der außenpolitischen Offensive zur Absicherung des Franquismus folgten keine politischen Freiheiten. Erst unter dem Druck eines bevorstehenden wirtschaftlichen Kollapses und nach wachsenden Protesten der Bevölkerung kam es, nach einem fast vollständigen Austausch der Regierungsmannschaft durch ein Technokratenregime, zu einer wirtschaftspolitischen Liberalisierung, die von konservativen Eliten wie etwa Angehörigen des Opus Dei getragen wurde.
Die Phase des Regimes, die mit diesem wirtschaftlichen Umschwung anhob, wird als tardofranquismo („Spätfranquismus“) bezeichnet. Mit der allerdings erst spät einsetzenden wirtschaftlichen Gesundung Spaniens und dem daraus folgenden zunehmenden Wohlstand breiterer Schichten der spanischen Bevölkerung konsolidierte Franco seine Herrschaft noch einmal. Dieser wirtschaftspolitische Paradigmenwechsel, der innenpolitisch mit dem relativen Machtverlust des Militärs und des Movimiento einherging, wurde dadurch ermöglicht, dass Franco auf Grundlage der außenpolitischen Erfolge auch die innere Lage stabilisieren konnte.
Der Franquismus endete in einem Staat, der zwar eine autoritäre Diktatur geblieben war, andererseits aber seine Bürger im Alltag weitgehend unbehelligt ließ – wenngleich in den letzten Jahren des Franquismus die Repression wegen der Aktivitäten der ETA und weiterer oppositioneller Gruppen wieder zunahm. Franco vertrat bis zu seinem Tod antimodernistische staatspolitische Vorstellungen. Er gestand der Bevölkerung kaum demokratische Rechte und keine Koalitionsfreiheit außerhalb der vom System kontrollierten Syndikate zu und behielt sich als Diktator vor, jederzeit nach seinem Ermessen sämtliche Instrumente politischer und gesellschaftspolitischer Unterdrückung gegen jede Art von Opposition einzusetzen. Die staatlichen Institutionen von der Staatspartei Movimiento Nacional bis zu den ständischen Organisationen der Sindicatos verticales blieben bis zuletzt Instrumente der persönlichen Machtausübung des Caudillo. Der franquistische Staat übertrug der Polizei (einschließlich der Guardia Civil) und den Sicherheitsdiensten erhebliche Macht. Die internen Sicherheitskräfte waren in vieler Hinsicht besser ausgerüstet und organisiert als die spanische Armee. Besonders die Guardia Civil bekämpfte jahrzehntelang mit erheblicher Brutalität alle Versuche, unabhängige, partikularistische oder oppositionelle Parteien und Gewerkschaften zu bilden oder entsprechende persönliche Meinungen zu äußern.
Der franquistische Staat wurde nach dem Tod des Diktators 1975 binnen weniger Jahre im Rahmen einer Transition (spanisch Transición) beispielhaft friedlich – mit der Ausnahme des Putschversuchs in den Cortes am 23. Februar 1981 – in eine parlamentarische Monarchie umgewandelt.

## Das System des Franquismus

Spanisches Wappen zur Zeit des Franquismus

Francos System bestand in der Hauptsache – wie Hugh Thomas und Bernecker übereinstimmend feststellen – aus einem Kompromiss zwischen Militär, Movimiento Nacional und katholischer Kirche. Seine Fähigkeit bestand darin, dass er fortwährend alle diese innenpolitischen Gruppierungen, die ihn stützten bzw. die er nicht ignorieren konnte, gegeneinander ausspielte. Daneben gab es, wie Bernecker ausführt, mit den Latifundisten und der Großfinanz weitere Gruppierungen, die zahlenmäßig weniger bedeutend waren, aber deren Einfluss in Spanien unübersehbar war. Außerdem sind in dem Zusammenhang die Acción Católica und nicht zuletzt das erst in späteren Jahren einflussreiche Opus Dei zu nennen. Im Zusammenhang mit dem Aufbau des franquistischen Staats dürfen ferner die Zwangskorporationen, die „Sindicatos verticales“, nicht vergessen werden.
Mit den einzelnen Phasen des Regimes wechselten auch die Stützen des Staates, ihre Bedeutung für das System oder der Grad ihrer Loyalität zu Franco – der Diktator selbst war die einzige echte Konstante des Systems. Auf lange Sicht verloren nicht nur die Anhänger der Spanischen Republik, sondern auch viele Gruppen, die Franco im Bürgerkrieg an die Macht gebracht hatten, an Einfluss zugunsten des Despotismus eines Einzelnen und seiner Vasallen.

„Die Ziele, für die man gekämpft hatte, waren 1939 … mehr oder minder tot. Aus leidenschaftlichen ideellen Konflikten war zum Schluss nur noch ein opportunistisches Tauziehen um die Weiterexistenz der Kämpfenden geworden. Liberalismus und Freimaurerei waren ausgetrieben, aber die Kirche war von der Falange praktisch entmachtet. Die sozialen Ziele der Falange jedoch waren fast ebenso verblichen wie die der Kommunisten, Anarchisten und Sozialdemokraten. Carlisten und legitime Monarchisten konnten ihren Standpunkt nicht durchsetzen. Auf dieser Schädelstätte der Ideologien thronte triumphierend ein kühler, farbloser, grauer Mann, der den Spanischen Bürgerkrieg überlebt hatte wie Octavian den römischen. Cäsar und Pompeius, Brutus und Antonius, Cato und Cicero – alle diese Genies ermangelten des geringeren Talents, die Dinge überleben zu können. Francisco Franco war der Octavian Spaniens.“

### Der Diktator: Francisco Franco

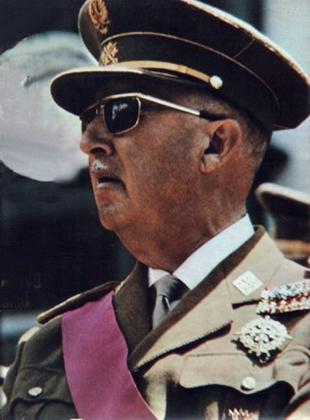
Porträtaufnahme Francos in der Uniform des Generalissimus, 1969 in Argentinien

Francos Griff nach der Macht in den Jahren 1936 und 1937 war im politischen Umfeld einer ausgesprochen heterogenen Kriegspartei erfolgt. Es war abzusehen, dass die einzelnen Gruppen der fragilen, im Wesentlichen nur durch die augenblickliche Krisenlage zusammengehaltenen Koalition früher oder später ihre Waffen gegeneinander richten würden. Die schlecht austarierte Koalition konnte jederzeit zerbrechen, sobald eine der Gruppierungen, aus denen sie sich zusammensetzte, aus welchen Gründen auch immer, das Übergewicht erhalten und sodann die eigenen Zielvorstellungen gegen die anderen Parteien durchzusetzen versuchen würde. Franco löste dieses Dilemma, indem er die unter seiner Führung kämpfenden politischen Gruppierungen teils durch Zwang, teils durch Überredung und Versprechungen unter seine persönliche Kontrolle brachte und ihre überschüssigen politischen Energien auf Flügelkämpfe im Rahmen des Movimiento Nacional richtete. In der Staatspartei hielt er die einzelnen Fraktionen dadurch in Gleichgewicht, dass er sie gegeneinander auszuspielen pflegte. Das ideologische Vakuum füllte Franco absichtlich bis zuletzt nicht aus: Basis und Legitimationsquelle seiner Herrschaft war neben dem traditionalen Katholizismus im Wesentlichen die im Bürgerkrieg erworbene Machtfülle, über die Franco nach dem Prinzip „teile und herrsche“ verfügte.
Im Unterschied zu anderen zeitgenössischen Diktaturen wurde Spanien weniger von einer die Staatsziele vorgebenden Ideologie als vielmehr von der Person des Diktators geprägt, was auch in der Bezeichnung „Franquismus“ zum Ausdruck kommt, obwohl es Franco kaum gegeben war, Volksmassen zu begeistern. Der kleingewachsene Franco wirkte in seinem physischen Erscheinungsbild reichlich unmilitärisch und hatte sich in seiner aktiven Militärzeit darum Spitznamen wie „Kommandantchen“ oder „Franquito“ zugezogen. Auch Payne will Franco Charisma höchstens aufgrund des Umstands zusprechen, dass er den Bürgerkrieg gewonnen hatte, nicht aber wegen seiner Persönlichkeit. Diesem fehlenden Charisma versuchte der Generalísimo, dessen Fistelstimme „seinen Kommandos den Klang eines Gebets“ gab, mit der Inszenierung eines Personenkults aufzuhelfen. Das System funktionierte auch ohne charismatischen Führer. Franco, der sich in Naturell und Temperament und seiner eher verschlossenen Art von Mussolini und Hitler wesentlich unterschied, war phantasielos, scheu, zurückhaltend, introvertiert und alles andere als ein Mann der Tat, sondern verdankte sein politisches Überleben bis zuletzt seiner Umsicht, seinem Organisationstalent und seiner Fähigkeit, Probleme auszusitzen und nie etwas zu überstürzen. Bernecker berichtet von einer bezeichnenden Anekdote, wonach sich auf Francos Schreibtisch zwei Aktenstapel befunden hätten – einer für Probleme, die sich mit der Zeit erledigt hatten, und ein anderer für Probleme, die sich mit der Zeit noch erledigen mussten. Auch darin, dass Franco eher reagierte als agierte, sich allzu sehr zu exponieren oder wo möglich die Initiative zu ergreifen vermied und Risiken möglichst aus dem Weg ging, zeigt sich – wie Hugh Thomas es ausdrückt – der „Unterschied zwischen Franco und dem imperialistischen, eroberungssüchtigen Diktatoren des eigentlich faschistischen Typs“: Franco wusste, wann man aufhören muss. Nach Beevor hatte Franco jedenfalls vor dem Bürgerkrieg trotz allem eine Leidenschaft, nämlich alles begierig zu lesen, was er über die „bolschewistische Gefahr“ auftreiben konnte.
Obwohl Franco nicht in vergleichbarem Maße wie andere zeitgenössische Diktatoren in der Öffentlichkeit in Erscheinung trat, war seine Stellung im Staatsganzen in vieler Hinsicht unabhängiger als diejenige anderer Despoten. Davon abgesehen, dass sich während Francos gesamter Regierung nie ein ernstzunehmender Konkurrent zeigte, war dies darauf zurückzuführen, dass Franco über einige wenige Leitlinien und Schlagworte hinaus nie eine zusammenhängende Ideologie formulierte und somit auch kaum durch eine solche in seiner Entschlussfreiheit beschränkt war. Hinzu kam, dass nicht eine der verschiedenen Fraktionen des Movimiento Nacional und auch nicht eine der anderen Stützen des Regimes wie die katholische Kirche und sogar das Militär wirklich für sich in Anspruch nehmen konnte, dass Franco einer der Ihren sei. Franco herrschte, indem er alle seine Stützen gegeneinander ausspielte und es vermied, sich zugunsten einer Gruppierung festzulegen. Der Diktator hielt sich im Hinblick auf seine eigene Haltung zu Fragen der Staatsführung und gesellschaftliche Politik häufig bedeckt und behielt sich die Rolle des die Debatte abschließenden Schiedsrichters vor. Abgesehen von seiner Familie brachte er nur sehr wenigen Personen jemals echtes Vertrauen entgegen.
Dies ging so weit, dass zahlreiche Institutionen des franquistischen Staats und viele der Elemente des franquistischen Ideologiegebäudes weniger auf Franco selbst als vielmehr auf das Betreiben der Säulen von Francos Macht – wie insbesondere des durch die Falange dominierten Movimiento Nacional und der Kirche – zurückzuführen waren. Die Staatsgewalt ist zwar nicht ohne die Verflechtung mit diesen Machtzentren, doch großenteils ohne die Konzessionen vorstellbar, die Franco den Stützen des Systems je nach Opportunität machte. Einzelne Punkte der ideologischen Ansätze stellten sich zudem als verhandelbar heraus, wenn es Franco für seine Zwecke nützlich erschien. Salvador de Madariaga stellt Franco als einen machtgierigen Egoisten ohne Ideale dar:

„Er [Franco] war ein Besessener, besessen von dieser Herrschergabe, und bis zu seinem Ende herrschte in ihm die Herrschsucht derart, dass er nicht einmal dem Tod erlauben wollte, sie ihm streitig zu machen […] Diese Verachtung für alles und jeden, die er selten zu verheimlichen bemüht war (außer im religiösen Bereich, und auch dort, ohne sich sehr anzustrengen), rührte daher, dass er nur von einem Gedanken beseelt war: Franco diente nur Franco. Die politischen Theorien und Ideologien ließen ihn unberührt. Er unterstützte Hitler, weil damals die ganze Macht von Hitler ausging. […] Als er ins amerikanische Lager übergehen musste, warf er seine antidemokratischen Reden in den Papierkorb. Franco hat nie eine uneigennützige Meinung vertreten, die sich aus Logik, Vernunft, Großmut, Nächstenliebe oder dem Rechtsgefühl ergeben hätte; jegliche Interpretation seiner Handlungen, die Religiöses zur Erklärung zulässt, muss irrig sein. Franco glaubte stets nur an Franco.“

Nach Francos Vorstellungen sollte jedoch seine eigene diktatorische Herrschaftsform nicht von Dauer sein, wenngleich der autoritär-konservative Charakter des spanischen Staates erhalten bleiben sollte. Er sorgte bereits zu Lebzeiten dafür, dass nach ihm niemand dieselbe Machtfülle auf sich vereinen würde. Das Amt des Regierungschefs übertrug er bereits zu Lebzeiten zuerst auf Luis Carrero Blanco, nach dessen Ermordung durch die ETA im Jahr 1973 auf Carlos Arias Navarro. Bereits 1947 hatte Franco die Monarchie in Spanien gesetzlich wieder verankert, jedoch den Thron zu seinen Lebzeiten vakant gelassen. Diese Wiedereinführung sah Franco jedoch als Instauration, nicht als Restauration an, da die Monarchie zukünftig in vollem Einklang mit den Prinzipien des Movimiento Nacional stehen sollte. Sich selbst sah Franco wohl als Reichsverweser an, der die Wiedereinsetzung der Monarchie vorbereiten wollte, sich aber selbst mit monarchischem Glanz umgab. So trug er eine Uniform, die an sich dem König vorbehalten war. Überdies ließ er sein Konterfei auf dem Münzgeld abbilden und maß sich sogar Gottesgnadentum bei – sein persönlicher Titel lautete por la gracia de Dios, Caudillo de España y de la Cruzada ("von Gottes Gnaden Caudillo Spaniens und des Kreuzzugs "). Zudem genoss Franco die liturgischen Ehrenrechte, die vordem dem König zugestanden hatten. Er übernahm und leitete die Erziehung Juan Carlos’ I., den er schließlich 1969 zu seinem Nachfolger ernannte, nachdem er die Entscheidung über die Festlegung seines königlichen Nachfolgers jahrzehntelang aufgeschoben und dabei alle möglichen Prätendenten, einschließlich derjenigen der Carlisten, gegeneinander ausgespielt hatte.

### Das Militär
Franco, der aus den Reihen des Militärs kam, räumte diesem anfangs – quasi als Siegesbeute – bedeutende Macht und eine Anzahl von Privilegien ein. Schon bald entzog er ihm jedoch nach und nach seinen politischen Einfluss und besetzte die Regierungsämter überwiegend mit Zivilisten. Das Militär, das ihm im Wesentlichen treu ergeben war, blieb jedoch infolge seines Einflusses auf die Sicherheitskräfte sowie seiner Stellung in der öffentlichen Verwaltung und im Wirtschaftsleben während der gesamten Regierungszeit Francos eine Macht, die er nicht vernachlässigen durfte. Das Militär erwies sich als zuverlässige Stütze bei der „Entfaschisierung“ des Systems in den Nachkriegsjahren, als es vorübergehend – bis zur Berufung modernerer Eliten – einige der bis dahin von der F. E. T. y de las JONS gehaltenen Positionen, vor allem im Bereich der öffentlichen Verwaltung, übernahm.
Dieser Einfluss des Militärs sollte jedoch nicht darüber hinwegtäuschen, dass Francos Herrschaft – jedenfalls nach Ende des Zweiten Weltkriegs – keine Militärdiktatur im eigentlichen Sinne war. Dies zeigt sich einerseits am anhaltend niedrigen Anteil der staatlichen Rüstungsausgaben nach 1945 und andererseits daran, dass die Repräsentanten des Heers bei wichtigen politischen Weichenstellungen keine entscheidende Rolle spielten und vor allem im Spätfranquismus auch kaum gefragt wurden.
Das Selbstverständnis des Militärs hatte sich während Francos Herrschaft gewandelt. Der Umstand, dass es zuletzt kaum noch Einfluss auf politischer Ebene ausüben konnte, führte zu einer längst überfälligen Entpolitisierung und Disziplinierung des Militärs. So kam es, dass nach Francos Tod die Streitkräfte, sieht man von einem gescheiterten, durch den König beendeten Putschversuch ab (siehe 23-F), in den Prozess der transición nicht eingriffen, sondern den legalen Machtwechsel auf der Basis freier Wahlen geschehen ließen. Diese Haltung war keineswegs selbstverständlich, wenn man berücksichtigt, dass die Streitkräfte vor dem Bürgerkrieg für ihren Prätorianismus berüchtigt waren und allein im 19. Jahrhundert etwa 50 Putsche und Putschversuche ins Werk gesetzt hatten.

### DerMovimiento Nacional
Staatspartei des franquistischen Systems war die Falange Española Tradicionalista y de las Juntas de Ofensiva Nacional Sindicalista (in wörtlicher Übersetzung: „Spanische Traditionalistische Phalanx der Vereinigungen der Nationalsyndikalistischen Offensive“, kurz F.E.T. y de las JONS, eine „Organisation […] so schwerfällig wie ihr Name“). Ihre Namensbestandteile weisen auf die carlistische Comunión Tradicionalista („Traditionalistische Glaubensgemeinschaft“) und auf die faschistische Falange Española de las JONS hin. Sie wurde auch Movimiento Nacional oder nach der lange Zeit dominierenden Teilfraktion oft einfach Falange genannt.
Bernecker bezeichnet die Herrschaft dieser Bewegung während des Bürgerkriegs und in den ersten Nachkriegsjahren als die „Blaue Periode“. Die Machtfülle des Movimiento Nacional war besonders groß, als Franco zwischen den Parteien des Zweiten Weltkrieges die Balance zu wahren und nach Kriegsende die außenpolitische Isolation zu überwinden versuchte. In den frühen Jahren bis nach dem Zweiten Weltkrieg prägte die Bewegung entscheidend die Ideologie des Franquismus. Franco führte jedoch während seiner gesamten Amtszeit den Einfluss des Movimiento immer weiter zurück. Einige Historiker sprechen sogar – soweit der ideologische Zustand dieses rechten Sammelbeckens dies rechtfertigt – von einer „Entfaschisierung“ des franquistischen Staats durch Franco selbst. So kosteten die Regierungswechsel von 1957 und 1969 den Movimiento jeweils erhebliche Macht, die anderen Gruppierungen, vor allem dem Militär und später dem Opus Dei übertragen wurde. Da zahlreiche Altfalangisten (camisas viejas, „Althemden“) den Kurs Francos ablehnten, der auf ihre Zurückdrängung abzielte, gab es im franquistischen Spanien sogar rechte oppositionelle Gruppierungen. Francisco Herranz, ein Mitbegründer der Falange, ging so weit, sich 1969 aus Protest gegen den „Verrat an der Falange“ selbst zu erschießen.
Ab 1958 erwähnten die offiziellen Texte des Staats die Bezeichnung Falange nicht mehr, und ab 1970 wurde die Bewegung auch offiziell in Movimiento Nacional umbenannt. Der Movimiento füllte die Funktionen einer Staatspartei immer eingeschränkter aus. Bereits während des Bürgerkriegs hatte die Staatspartei einen Vergleich mit den Parteiorganisationen totalitärer Regimes nur eingeschränkt zugelassen. Ihre ideologische Ausrichtung war wegen der Verschiedenartigkeit der in ihm zusammengefassten Organisationen bereits während des Bürgerkrieges unklar und wurde nach einem umfangreichen Zustrom von Mitgliedern im Jahr 1939 noch diffuser. Der Movimiento setzte sich ausschließlich aus Flügeln zusammen, weil ein ideologisches Zentrum oder eine Parteilinie kaum auszumachen war. Aus diesem Grund war er auch weit entfernt von der ideologischen Geschlossenheit eines Partito Nazionale Fascista oder gar einer NSDAP. Waren die Fraktionen des Movimiento auch von der direkten Macht ausgeschlossen, die von Franco ausgeübt wurde, so waren sie deshalb nicht machtlos. Ihre Anführer wurden durch Franco auf Basis eines Vertrauensverhältnisses eingesetzt, was dazu führte, dass keine dieser Gruppen gänzlich oder auf Dauer übergangen wurde.
Der Movimiento bewirkte aufgrund seiner unübersichtlichen Zusammensetzung aber immerhin, dass im autoritären System Francos in der Praxis ein sehr eingeschränkter Pluralismus möglich war, der in totalitären Systemen – man denke in Hinblick auf den deutschen Nationalsozialismus nur an Gregor Strasser oder Ernst Röhm – undenkbar gewesen wäre.
Ideologisch deutlich divergierende Gruppen wie etwa die carlistischen, monarchistischen, altrechten und falangistischen Flügel innerhalb der F.E.T y de las JONS konnten sich gerade aufgrund des für den franquistischen Staat charakteristischen Fehlens einer positiv formulierten Staatsideologie bilden und ihre mitunter sehr verschiedenen Auffassungen zu tagesaktuellen und auch grundsätzlichen Fragen artikulieren. Franco verwendete große Sorgfalt darauf, dass dieser sehr relative Pluralismus der einzelnen Fraktionen nicht etwa in oppositionelle Haltungen umschlug. Als der Prätendent der carlistischen Bewegung, Francisco Javier (I.), Verständnis für baskische und katalanische Autonomiebestrebungen äußerte und sein Sohn Carlos-Hugo seinen Vater wegen dessen Haltung, den Anhängern der carlistischen Bewegung im Zuge des Plebiszits von 1966 über das Staatsorganisationsgesetz (Ley Orgánica del Estado) eine Zustimmung zu Francos Nachfolgeregelung zu empfehlen, sinngemäß als Opportunisten bezeichnete, ließ Franco den Prätendenten und sämtliche Prinzen der II. Carlistischen Dynastie aus Spanien ausweisen.
Die amorphe und hochbürokratisierte F.E.T. y de las JONS übte nicht, wie die entsprechenden Parteiorganisationen Deutschlands oder Italiens, das Monopol der Rekrutierung sämtlicher Machteliten aus, allein schon weil Franco sich in der Zusammensetzung seiner Regierungen gerne auf Kleriker und Militärs stützte, die der Staatspartei nicht anzugehören brauchten. Somit war der Movimiento nur ein Element in der Architektur des franquistischen Staats. Er war – Bernecker zufolge – ein „innenpolitisches Instrument Francos“, das er dazu verwendete, die rechten Kräfte in Spanien gegeneinander auszuspielen. Mit dem Antimonarchismus der falangistischen Fraktion etwa war es ihm demnach möglich, ein Gegengewicht zu den monarchistischen Gruppen, vor allem den Carlisten zu schaffen. Aus demselben Grund war die Falange wegen ihres sozialistischen Einschlags gegenüber den Konservativen und der alten Rechten nützlich. Auch Teile des Militärs, die mit der Falange sympathisierten, ließen sich gegen andere Fraktionen innerhalb des Militärs in Aufstellung bringen.
Der Movimiento behielt jedoch bis zuletzt eine nicht zu übergehende Stellung durch die ständische Organisation des Staatswesens, durch seine Vertretung in den Cortes Generales sowie durch seinen Einfluss auf das Universitätssystem und auf die Massenmedien: Radio und Fernsehen waren gänzlich, die Presse zu einem beträchtlichen Teil von der Staatspartei kontrolliert.

### DieSindicatos verticales
Der Estado Nuevo zeigt deutliche Ansätze einer korporativen Gliederung, umfasste jedoch nicht die gesamte Gesellschaft. Das ständestaatliche Modell – das im franquistischen Staat unter der Bezeichnung „organische Demokratie“ geführt wurde  – wurde im Gesetz über die Prinzipien des Movimiento Nacional von 1958 festgeschrieben. Art. VI sah neben den Familien und den Gemeinden die Syndikate als entidades de la vida social („Elemente des gesellschaftlichen Lebens“) und estructuras básicas de la comunidad nacional („Grundstrukturen der nationalen Gemeinschaft“) an. Politische Organisationen, die außerhalb der genannten Grundstrukturen und anderer für diesen Zweck eingerichteter Körperschaften, insbesondere also außerhalb der Syndikate standen, waren nach Art. VIII verboten (Toda organización política de cualquier índole al margen de este sistema representativo será considerada ilegal).
Das System der Syndikate „erlaubt[e] es den Herrschenden, die Entstehung von Gruppen zu verhindern, deren Wünsche möglicherweise nicht mit der von oben angeordneten Linie übereinstimmen könnten, sowie die öffentliche Meinung zu kanalisieren und von oben her in die gewünschte Richtung zu lenken. Als organisch [wurde] dieses System bezeichnet, weil es von der Behauptung ausg[ing], dass alle Gruppen von einem gemeinsamen Interesse zusammengehalten würden: alle Personen, die sich mit Metall beschäftigen, im Metallsyndikat, alle in der Landwirtschaft Tätigen im Agrarsyndikat, alle Rechtsgelehrten in der Anwaltskammer. Dabei [wurde] außer Acht gelassen, dass ein Großgrundbesitzer andere Interessen hat als sein Tagelöhner, ein Arbeiter andere als der Generaldirektor, ein Anwalt, der politische Häftlinge verteidigt, andere als der Assessor im Arbeitsministerium und ein Beleuchter andere als der Theaterdirektor.“
Die Syndikate gingen auf José António Primo de Rivera zurück. Dieser hatte bereits 1935 die Umwandlung der Gewerkschaften und Arbeitgebervereinigungen in berufsständische Syndikate gefordert, die, nach Produktionszweigen gegliedert, Arbeitnehmer und Arbeitgeber in einer einzigen Organisation unter Aufsicht und Leitung des Staates zusammenfassen sollten. Andere Organisationen mit gewerkschaftsähnlichen Funktionen wurden aufgelöst und mit einem Verbot der Neubildung belegt. Dieses Verbot wurde jedoch nicht lückenlos durchgesetzt, da die Hermandades Obrera de Acción Católica („Arbeiterbruderschaften der Katholischen Aktion“, HOAC) sich weiter betätigten und offen als Alternative zu den Sindicatos verticales darstellten. Wegen ihres immer schärferen Konfrontationskurses wurde Anfang der 1960er Jahre schließlich die katholische HOAC-Führungsmannschaft auf Druck des Regimes abgesetzt.
Die Syndikate hatten eine politische und eine repräsentative Funktion, verfügten allerdings über wenig konkrete Machtbefugnisse. Erst 1958 erhielten die schon 1947 eingerichteten Betriebsausschüsse das Recht, die Interessen der jeweiligen Arbeitnehmerschaft bei betrieblichen Abkommen zu vertreten. Wie Bernecker ausführt, wurden trotz dieser relativen Stärkung der Kompetenzen in den Folgejahren die „Kritik an der mangelnden Repräsentivität der Syndikatsführung, der Unverantwortlichkeit der Befehlslinie und der Abhängigkeit der Syndikate von der politischen Führung geübt“.
Das Syndikatssystem bestand im Wesentlichen unverändert bis zu Francos Tod, wurde allerdings von illegalen Interessenvertretungen wie den Comisiones Obreras (CC.OO) zuletzt bis fast zur Bedeutungslosigkeit unterwandert und ausgehöhlt.

### Die katholische Kirche

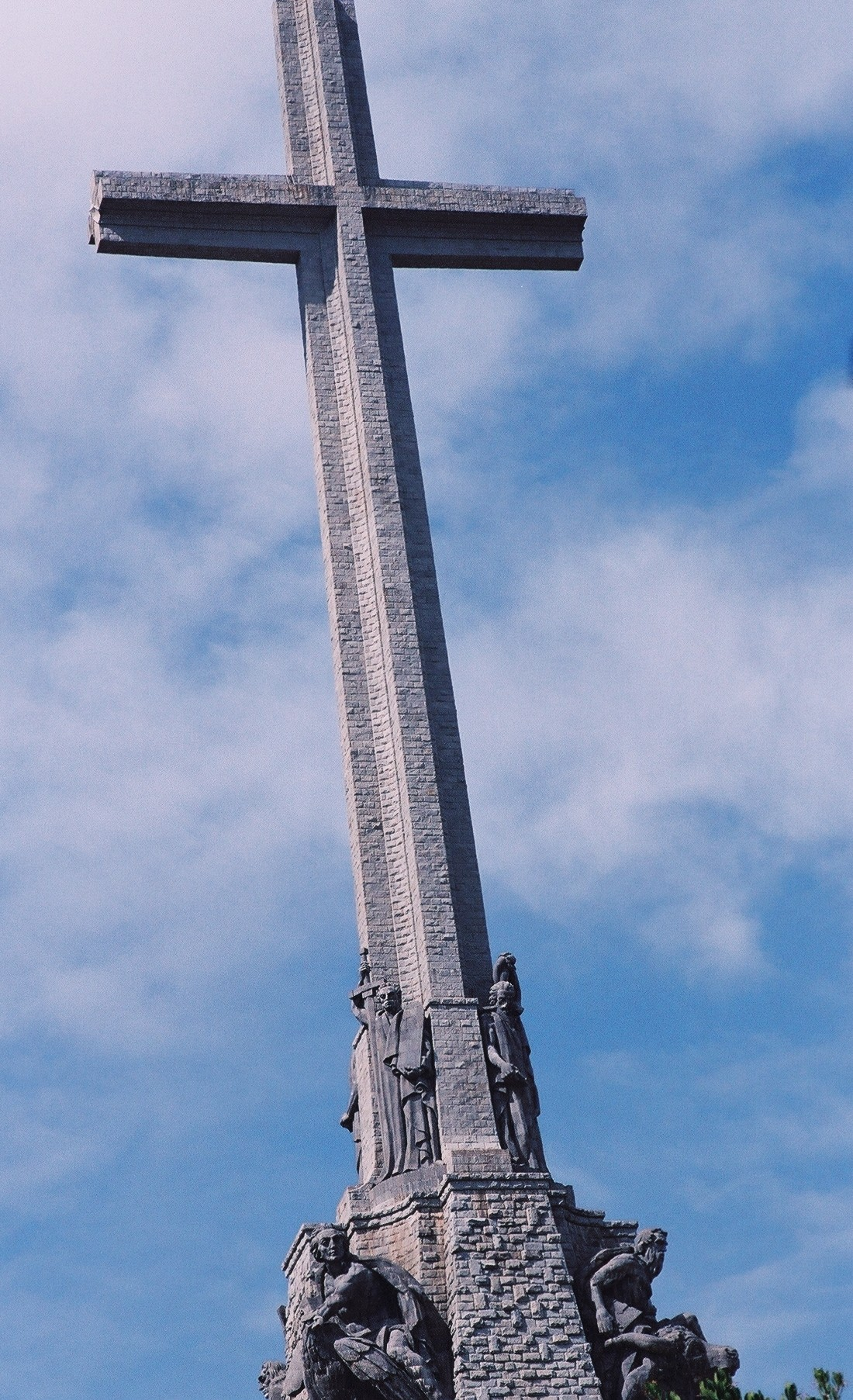
Gipfelkreuz des Monumento Nacional de Santa Cruz del Valle de los Caídos

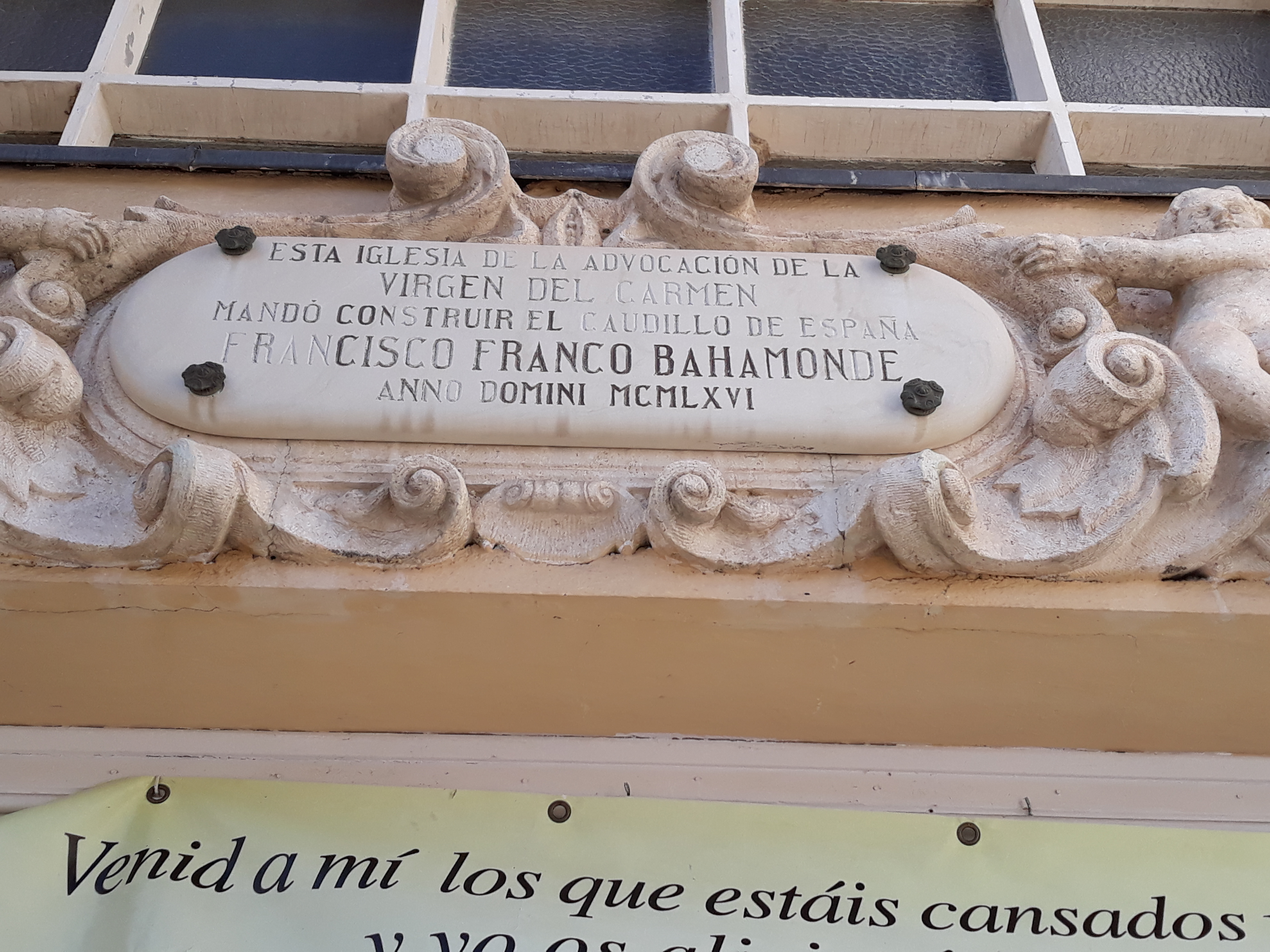
Inschrift an der 1966 geweihten Kirche "Virgen del Carmen" im Stadtteil El Pardo von Madrid.

Während etwa der ersten zwei Jahrzehnte der ausgeprägt klerikalistischen Herrschaft Francos war die katholische Kirche eine der wirksamsten Stützen des franquistischen Staats. Im Gegenzug für die Legitimierung der Diktatur erhielt sie weitreichenden Einfluss auf dem Gebiet der spanischen Gesellschaftspolitik. Dieser nacional-catolicismo der Franco-Zeit lastet nach Manfred Tietz auch nach der Demokratisierung des Landes als schwere Hypothek auf der spanischen Kirche.

#### Der Nationalkatholizismus
Die Herrschaft Francisco Francos gab sich betont katholisch und suchte die Nähe der kirchlichen Institutionen, von denen sie Legitimation beanspruchte und erhielt. So erkannte die Kirche Franco unter anderem ein Gottesgnadentum zu, das Bestandteil seines offiziellen Titels wurde. Dieses besondere Verhältnis zwischen Kirche und Diktator wurde als nacional-catolicismo bezeichnet.
Der nacional-catolicismo hatte bereits während des Bürgerkriegs Gestalt angenommen. Einerseits ging es der spanischen Kirche mit ihrer Parteinahme für die nationalspanische Seite darum, ihre Privilegien zurückzuerhalten, die sie in der antiklerikal geprägten Zweiten Republik verloren hatte. Andererseits lagen dieser Entscheidung aber auch die zahlreichen gewalttätigen Übergriffe gegen Klerus, Laien und Kirchengebäude während der Zweiten Republik und des Bürgerkriegs zugrunde, angesichts derer sich die Kirche in einem Kampf auf Leben und Tod wähnte. 1937 erschien darum ein von allen spanischen Bischöfen bis auf zwei verfasster Hirtenbrief an alle Bischöfe der Welt, in dem der Kampf gegen die Republikaner als „Kreuzzug“ und „nationale Bewegung“ gerechtfertigt wurde. Franco versicherte sich dieses mächtigen Bundesgenossen dadurch, dass er seinen Putsch als einen Kampf für die gesamte Christenheit in Gestalt der westlichen Zivilisation im Allgemeinen und der Hispanität (hispanidad) im Besonderen ausgab und als cruzada („Kreuzzug“) zur Verteidigung der Religion bezeichnete. Dieser Kampf für die Religion wurde zu einem Gründungsmythos des franquistischen Regimes (s. u. im Abschnitt „¡Viva Cristo Rey!“).
Die Haltung des Heiligen Stuhls unterschied sich jedoch durchaus von derjenigen der spanischen Kirche. Pius XI. wird seit der Öffnung der vatikanischen Archive für die Zeit seines Pontifikats im September 2006 nach Forschungen des Historikers Vincente Cárcel Ortí „eine Distanz […], wenn nicht gar Opposition des Papstes gegen den Generalísimo“ zugeschrieben. Es sei jedenfalls „falsch […], den Ratti-Papst als Verbündeten Francos hinzustellen“. Pius nahm in seiner Enzyklika Divini redemptoris aus dem Jahr 1937 zwar Partei gegen die „Greuel des Kommunismus in Spanien“, ohne allerdings Franco selbst gutzuheißen.
Nach dem Bürgerkrieg räumte Franco den kirchlichen Institutionen die alten Privilegien wieder ein und garantierte sie im „Grundgesetz der Spanier“ auch verfassungsrechtlich. Dem Katholizismus wurde als einziger Konfession die Abhaltung öffentlicher Zeremonien und Kundgebungen ermöglicht. Die Kirche war in den Cortes direkt repräsentiert, Kleriker waren in politischen Spitzenpositionen vertreten. Das ranghöchste franquistische Grundgesetz, das „Gesetz über die Prinzipien des Movimiento Nacional“ von 1958, formulierte (in Art. II) das enge Verhältnis zwischen Kirche und Staat wie folgt: La nación española considera como timbre de honor el acatamiento a la Ley de Dios, según la doctrina de la Santa Iglesia Católica, Apostólica y Romana, única verdadera y fe inseparable de la conciencia nacional, que inspirará su legislación (etwa: „Die spanische Nation rühmt sich der Ehrfurcht vor Gottes Gesetz gemäß der einzig wahren Lehre der heiligen katholischen, apostolischen und römischen Kirche und dem vom nationalen Bewusstsein untrennbaren Glauben, der ihre Gesetzgebung inspirieren wird“). Im Rahmen des nacional-catolicismo kam es so zu einer Verschmelzung von Kirche und Staat. Eine für das Franco-Regime bezeichnende Geste war es, der Mutter Gottes den Rang eines Ehrengenerals der spanischen Armee einzuräumen.

#### Das Konkordat von 1953
Im Jahr 1953 schloss Franco mit dem Vatikan ein für den Heiligen Stuhl sehr vorteilhaftes Konkordat ab. Abgesehen davon, dass sich der Franco-Staat und die katholische Kirche gegenseitig offen begünstigten, steht der Abschluss dieses Konkordats auch im Zusammenhang mit den Bemühungen des Franco-Regimes, die internationale Ächtung zu durchbrechen. Daher hatte der Vatikan lange mit dem Abschluss einer solchen Vereinbarung gezögert. Erst die Verhandlungen der USA über den Abschluss eines Stationierungsabkommens mit Spanien beendeten die Hinhaltetaktik des Heiligen Stuhls.
Das Konkordat sicherte der katholischen Kirche neben der Bestätigung bereits bestehender Vorrechte eine noch weitergehendere Einflussnahme auf das öffentliche Leben – insbesondere durch die Übertragung elementarer Teile des Bildungs- und Erziehungswesens sowie von Zensurbefugnissen in dogmatischen und moralischen Belangen. Der Kirche wurde das spanische Bildungs- und Erziehungswesen größtenteils übertragen; das Konkordat schrieb unter anderem verbindlichen Religionsunterricht von der Grundschule bis zur Universität vor, der in vollem Einklang mit der katholischen Dogmatik und Morallehre zu stehen hatte.
Weitere Bestandteile des Konkordats waren großzügige Steuerbefreiungen für die kirchlichen Institutionen und eine Entschädigung für staatliche Enteignungen während der Zweiten Republik. Ferner sollte der spanische Staat für den Unterhalt der Priester und die Erhaltung der Kirchengebäude aufkommen. Die Möglichkeit einer zivilrechtlichen Scheidung wurde abgeschafft. Bis 1979 gab es keinerlei zivile Trauungen. Im Gegenzug erhielt der Staat ein Vorschlagsrecht für die Besetzung der spanischen Bischofsstühle und damit die Möglichkeit der Einflussnahme auf die Spitzen der spanischen Kirche. Erst 1967 kam es im Rahmen eines Gesetzes über die Freiheit des Kultus (Ley de la libertad de cultos) zu einer Besserstellung der nichtkatholischen Konfessionen, die allerdings bei Weitem keine Gleichberechtigung bewirkte.
Während des Spätfranquismus drängte die Kirche auf eine Revision des Konkordats, weil ihr die enge Verflechtung mit dem Regime nunmehr als Belastung erschien. Nachdem der Vatikan Franco vergebens aufgefordert hatte, auf sein Mitbestimmungsrecht bei der Investitur von Bischöfen zu verzichten, ließ er Bischofssitze vakant und ernannte lediglich Weihbischöfe, ein Amt, bei dessen Besetzung Franco Mitbestimmung laut Konkordat nicht zustand. Zu ersten Änderungen des Konkordats kam es in der Endphase des Franquismus 1976. 1979 wurden schließlich etwa zwei Drittel der Bestimmungen gestrichen.

#### Gegenbewegungen innerhalb der Kirche
Ab etwa dem Jahr 1960 griff indessen an der kirchlichen Basis eine andere, oppositionelle Einstellung zum Regime um sich. Es ist ein häufig zu beobachtendes Phänomen, dass der Klerus (nicht nur der katholischen Kirche in Spanien) in autoritären Staaten Freiräume bietet und die Rolle von Korporationen wie zum Beispiel Gewerkschaften ausfüllt, die dem Volk vorenthalten werden. Die Kirche wurde – zuerst im Baskenland – zu einer Keimzelle und Zuflucht für die Opposition gegen das Regime und rückte von der ihr zuerkannten Rolle ab, das Regime zu legitimieren. Dies war ein schleichender Prozess, der lange Jahre in Anspruch nahm. An der Kirchenbasis handelten in diesem Sinne die curas rojos und (als Kommunisten verschriene) Arbeiterpriester. Zusammen mit Institutionen wie der Acción Católica und vor allem ihrer Arbeiterbruderschaft HOAC bot die spanische Kirche an ihrer Basis denjenigen Menschen in Francos Staat, denen es versagt war, sich öffentlich zu artikulieren, manche Freiräume. Die Staatsmacht reagierte auf diese Betätigung mit der üblichen Repression und nahm Priester ohne Zustimmung ihrer Bischöfe fest, um sie einem besonderen Gefängnis für Geistliche (bei Zamora) zuzuführen. Durch solche Maßnahmen kam es auch an der Kirchenspitze zu einem Umdenken und zu einer zunehmenden Distanzierung von Franco, was nach dem II. Vaticanum dazu führte, dass die Spanische Bischofskonferenz Franco die Forderungen der katholischen Weltkirche vortrug.
Hinzu kam das Engagement der Kirche für die nichtkastilische Bevölkerung, das einen Höhepunkt erreichte, als der Bischof von Bilbao, Antonio Añoveros, auch um den Preis eines ernsten Konflikts mit Franco um 1974 das Recht der Basken auf eigene Sprache und Kultur postulierte.
Auch das Kloster Montserrat, in dem die Messen in der verbotenen katalanischen Sprache gelesen wurden, ist in diesem Zusammenhang bekannt geworden. Das Loblied auf die Muttergottes von Montserrat, Virolai de Montserrat, ersetzte während der Franco-Zeit die verbotene katalanische Hymne Els Segadors.

### Latifundisten und Großfinanz
Als Stützen des Systems sind noch der Großgrundbesitz und die Finanz-Bourgeoisie zu erwähnen. Diese Kreise profitierten vor allem in der Autarkiephase nach 1939 erheblich, konnten auch nach Ende dieser Phase, und sogar nach Francos Tod, ihren Einfluss bewahren.
Die Großgrundbesitzer hatten Franco von Anfang an ideell und vor allem finanziell unterstützt. Sie waren seit Langem die wesentlichen Träger des Klientelsystems caciquismo, die das Wahlverhalten der Landbevölkerung kontrollierte. Der Diktator dankte es ihnen mit staatlich garantierten Abnahmepreisen.
Eng mit den Latifundisten war die Finanz-Bourgeoisie verflochten: Die bestehenden Banken erhielten von 1936 bis 1962 eine gesetzlich durch den status quo bancario garantierte Monopolstellung, wobei Franco unbedenklich das Parteiprogramm der Falange von 1934, das die Verstaatlichung der Banken forderte, ein weiteres Mal überging. Dieses Bankenoligopol wurde mit einem Verbot der Neugründung von Banken verbunden. Die Folge davon war ein starker Konzentrationsprozess auf dem Banksektor, in dessen Zuge sich sieben Großbanken etablierten, während die Zahl der Banken durch Übernahmen und Fusionen sich fast halbierte. Diese Großbanken bildeten auch nach der Bankenreform von 1962 noch lange „eine uneinnehmbare Festung“, die von wenigen, untereinander vielfach verwandten und verschwägerten Clans gehalten wurde.
Bis zur Reform entzogen sich die Banken faktisch der Kontrolle durch den Staat, den sie im Gegenteil als seine Financiers in der Hand hatten. Sie hielten auch danach praktisch das Monopol auf dem Geldmarkt und machten so die spanische Wirtschaft von sich in sehr hohem Maße abhängig – auch dadurch, dass sie für die Vergabe von Krediten die Einräumung von Anteilen des Darlehensschuldners oder die Entsendung von Vertretern in den Aufsichtsrat zu fordern pflegten.

### Das Opus Dei
Das Opus Dei stieß erst später zu den staatstragenden Kräften und Organisationen hinzu, wenngleich eine pauschale Zurechnung dieser Organisation zu den „Stützen des Systems“ ebenso sehr oder ebenso wenig seine Berechtigung hat wie im Falle der katholischen Kirche selbst. Auch führende Männer der Opposition gehörten dem Opus Dei an. Gegründet und geleitet wurde dieser katholische Laienorden von dem Franco-Bewunderer Josémaría Escrivá de Balaguer.
Ende der 1950er Jahre war Francos Herrschaft ernstlich gefährdet, als die Autarkiepolitik das Regime an den Rand einer wirtschaftlichen Katastrophe führte. Franco warf im Jahr 1957 das Ruder herum und berief ein Technokratenkabinett, dessen Schlüsselressorts Handel und Finanzen mit Alberto Ullastres beziehungsweise Navarro Rubio besetzt wurden, beide Männer des Opus Dei. Diese Organisation konnte nun auf Kosten der Falange ihre Macht ausbauen. Bereits im Jahr 1962 konnten Mitglieder des Opus Dei alle wirtschaftlich bedeutenden Positionen im Kabinett besetzen.
Hinter dem Opus stand dessen Förderer Luis Carrero Blanco, der als graue Eminenz des Franco-Staates galt, selbst diesem Orden aber nicht angehörte. Er soll auf das Opus aufmerksam geworden sein, als er sich zwecks Trennung von seiner Ehefrau an eine Anwaltskanzlei wandte, während der befasste Anwalt Lopez Rodó, der dem Orden angehörte, es durch seine Bemühungen fertig gebracht haben soll, die kriselnde Ehe erfolgreich zu kitten.
Das Opus Dei ist wegen der Verschwiegenheitspflicht seiner Mitglieder und wegen ihres Wirkens im Sinne der Ideale ihres Bundes in Alltag und Beruf gelegentlich mit der Freimaurerbewegung verglichen worden. Seine Mitglieder, unter denen Laien weit überwiegen, bilden keine Konvente, sondern bleiben in der Welt und in ihren Berufen tätig. Das Opus Dei ist eine Bewegung akademisch gebildeter Eliten und als solches ein, wenngleich vergleichsweise straff geführtes und hierarchisch aufgebautes, inkorporiertes Netzwerk Gleichgesinnter. Nach Manfred Tietz stellten sich Ideologie und Handeln des Opus Dei „häufig als militanter Katholizismus, autoritärer Konservativismus, klerikaler Integrismus und gesellschaftspolitischen Elitismus“ dar. Bernecker hingegen hebt hervor, dass die Doktrin des Opus Dei durch „starke Betonung des Arbeits- und Pflichtethos […] große Bedeutung für die Überlagerung vorkapitalistischer Strukturen und Einstellungen durch eine kapitalistische Wirtschaftsgesinnung [erlangte]“. In anderen Worten wurde – wie Bernecker im weiteren anklingen lässt – die Entwicklung, welche die spanische Wirtschaft in den 1960er und 1970er Jahren einschlug, durch eine Organisation vom Schlage des Opus Dei vielleicht überhaupt erst möglich.
In Spanien hatte sich das Umfeld für das Opus Dei besonders günstig gezeigt. Dort waren in der Zeit nach dem Bürgerkrieg Studenten aus den höheren gesellschaftlichen Schichten, die sich weder von der Falange noch von traditionellen Orden angezogen fühlten, keine Seltenheit. Dieses bereits seit Jahren auf seine Chance hinarbeitende Netzwerk überwiegend gut ausgebildeter jüngerer Männer sorgte nach dem jähen Sturz der Falange dafür, dass Gleichgesinnte in führende Positionen nachrückten, was zu einer beachtlichen wirtschaftlichen und politischen Konzentration von Macht und Mitteln in seinen Händen führte. Das Opus Dei ermöglichte es Franco, Spanien einem umfassenden Modernisierungsschub auszusetzen, ohne dass der Kongregation daran gelegen gewesen wäre, zugleich eine politische Liberalisierung herbeizuführen, wenngleich allerdings Bernecker hervorhebt, dass „innerhalb des Opus Dei [stets] ein relativ breiter Meinungspluralismus bestehen [blieb] – etwa hinsichtlich der Staatsform oder der einzuschlagenden Wirtschaftskonzeption“.
Denn durch die historische Chance um 1957 konnte sich die Gemeinschaft erst im Bankenwesen und schließlich in weiten Teilen der spanischen Industrie etablieren und damit der falangistischen Autarkiepolitik und dem Staatsdirigismus ein Ende setzen, indem sie die Wirtschaft nach wirtschaftsliberalen Gesichtspunkten neu organisierte. Dabei erzielten ihre Mitglieder beachtliche Erfolge: das „spanische Wirtschaftswunder“ nach langen Jahren der Stagnation war wesentlich auf ihre Reformen zurückzuführen. Hierbei konzentrierte sich das Opus zunächst auf den Bankensektor, da die Frage der Finanzierung von Investitionen im Rahmen moderner Finanzprodukte für die Entwicklung der spanischen Industrie wesentlich war.
Der Einfluss des Opus Dei war vorrangig auf wirtschaftlichem und wirtschaftspolitischem, weniger hingegen auf allgemeinpolitischem Gebiet spürbar. Die unmittelbare Einflussnahme auf die spanische Politik sollte daher nicht überschätzt werden, und wirklich gehörten von 116 durch Franco während seiner Regierungszeit ernannten Ministern gerade acht dem Opus Dei an. Hinzu kam allerdings eine Anzahl von Personen in führenden politischen Positionen, die dem Opus zwar nicht angehörten, aber ihm nahestanden und ihn förderten, wie vor allem Luis Carrero Blanco. Bis über das Ende des Franco-Regimes hinaus übte das Netzwerk des Opus Dei starken Einfluss auf die spanische Wirtschaftspolitik, insbesondere im Bereich des Bankwesens und im Bildungssektor aus.
Durch den Matesa-Skandal von 1969, der Affäre um einen Steuer- und Subventionsbetrug unter Beteiligung des führenden Opus-Dei-Mitglieds Juan Vilá Reyes, wurde der Glauben an die Integrität der Kongregation stark beschädigt, die politische Macht demzufolge erheblich gemindert. Dieser Fall soll durch die Falange bekannt geworden sein, welche hoffte, damit die unliebsamen Konkurrenten des Opus entmachten zu können. Immense Kredite waren an eine winzige Firma vergeben worden, wo das Geld mit unbekanntem Ziel versickert war – nach Vermutung der Falange in Organisationen des Opus. Dieser Skandal – ein kompliziertes Gewirr aus Nepotismus, Korruption und Politik – wurde niemals aufgeklärt, da Franco höchstselbst anordnete, die Ermittlungen einzustellen, nachdem amtierende Minister in den Sog der Ermittlungen zu geraten drohten.
Mit dem Tod seines Protektors Carrero Blanco im Jahr 1973 wurden dem Opus seine Möglichkeiten zur direkten Einflussnahme auf die spanische Politik im Wesentlichen genommen.

### Die Acción Católica
Die katholisch-akademische Laienbewegung Acción Católica hatte 1931, nach der Aufgabe der alten monarchistischen Parteien, mit der Acción Nacional – später Acción Popular – einen politischen Arm gebildet, der sich als katholische Reaktion auf die Zweite Republik verstand. Diese Partei akzeptierte die Republik, wenngleich nicht ihre antikirchliche Gesetzgebung. Gleichwohl war ihre Hauptforderung die Wiederherstellung der alten Verfassung. Ihr Anführer José María Gil-Robles y Quiñones nahm sich den Korporativismus des österreichischen Ständestaates unter Bundeskanzler Engelbert Dollfuß zum Vorbild. Mit einigen kleineren Gruppen ähnlicher Ausrichtung bildete die Acción Popular die Confederación Española de Derechas Autónomas (CEDA), die in der Zweiten Republik für zwei Jahre zur Regierungspartei wurde. Mit allen anderen Parteien verschwand auch die CEDA, die Teil der nationalspanischen Koalition wurde, 1936 unter Franco von der Bildfläche. Es verblieb die Acción Católica.
Neben dem Opus Dei stellte auch die Acción Católica vor allem nach der Zurückdrängung der F.E.T. y de las JONS ab 1957 zahlreiche Mitglieder in führenden Positionen, insbesondere im Außenministerium und im diplomatischen Corps. Dieser Bewegung war im Konkordat, als einziger Laienorganisation, das Recht auf Betätigung eingeräumt worden. Doch auch hier wendeten sich im letzten Jahrzehnt der Franco-Diktatur zahlreiche Mitglieder von dem franquistischen Regime ab.
Teile der Bewegung, nämlich die HOAC, entwickelten teils neben, teils zusammen mit der illegalen freigewerkschaftlichen Bewegung der CC.OO. Züge einer Gewerkschaft, obwohl die gewerkschaftliche Betätigung außerhalb der sindicatos verticales verboten war.
Im Umkreis der HOAC wurde Anfang der 1960er Jahre ferner die illegale unabhängige Gewerkschaft USO (Unión Sindical Obrera, „Arbeitergewerkschaftsbund“) mit einem linkskatholischen Programm errichtet, die sich vorübergehend mit der ebenfalls illegalen freien Gewerkschaftsbewegung der CC.OO verbündete. Gil-Robles, der 1980 verstarb, versuchte sich nach Francos Tod an der Gründung einer christdemokratischen Partei, die allerdings in den Wahlen von 1977 nicht erfolgreich war.

## Ideologie des Franquismus
Die Franco-Herrschaft war eine personalistische, also sehr stark von der Persönlichkeit Francos geprägte Diktatur. Salvador de Madariaga bringt es wie folgt zum Ausdruck:

„Francisco Franco war der einzige despotische Monarch in der Geschichte Spaniens. Während seiner ganzen Regierungszeit war es immer sein höchster Wille, der das öffentliche Wohl bestimmte, ohne Beratung oder Berufung. Weder die Katholischen Könige noch die Habsburger oder die Bourbonen haben auch nur annähernd die Identifikation zwischen Staatsgewalt und dem persönlichen Willen erreicht, wie dies Franco in den 39 Jahren seiner Herrschaft gelungen ist.“

Daher stand im franquistischen System keine positiv formulierte Ideologie im Vordergrund. Francos Weltanschauung und politische Ziele setzten sich im Wesentlichen aus Negationen zusammen. Schon in seinem Manifest zu Beginn des Bürgerkriegs eröffnete der spätere Diktator – neben der Aufzählung einer Reihe von umzusetzenden Maßnahmen wie der Auflösung aller Gewerkschaften und der Bildung einer Regierung von „Fachleuten“ – kaum ideologische Perspektiven, abgesehen von recht allgemeinen Formulierungen wie der Einführung der „strengsten Grundsätze der Autorität“ oder der Herbeiführung „vollständiger nationaler Einheit“.
Der Franquismus war, wenngleich oder gerade weil er der katholischen Kirche und katholisch-traditionalistischem Gedankengut die Eigenschaft eines staatstragenden Elements einräumte, selbst keine politische Religion mit determiniertem Geschichtsbild wie der Nationalsozialismus oder der Kommunismus. Franco erklärte niemandem die Weltgeschichte und postulierte keine nach bestimmten Schemata ablaufenden gesellschaftlichen Entwicklungen; er interessierte sich kaum für derartige Themen, sieht man davon ab, dass er die Verantwortung für Misserfolge regelmäßig der „internationalen Freimaurerei“ anlastete. Insofern unter einer Ideologie – nach François Furet – „ein System zur Erklärung der Welt“ zu verstehen ist, „das dem politischen Verhalten der Menschen eine vorherbestimmte Richtung gibt, die jedoch frei von göttlichem Einfluss ist“, wies der Franquismus darum keine Ideologie auf.

### Die politischen Ziele des Diktators

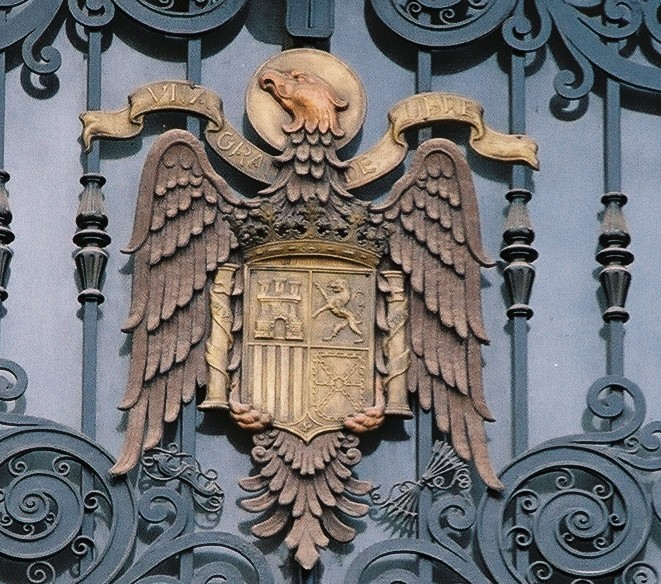
Franquistisches Staatswappen Spaniens

Eine positive – das heißt: sich nicht lediglich aus Negationen zusammensetzende – Formulierung des ideologischen Gehalts des Franquismus fällt nicht leicht. Die wesentlichen Elemente lassen sich in erster Linie den Grundgesetzen des franquistischen Staats oder dem freilich erst nach Francos Tod veröffentlichten Testament des Diktators entnehmen, wenngleich Franco einige Sorgfalt darauf verwendete, diesen Grundgesetzen Formulierungen zu geben, die seine Handlungsfreiheit möglichst wenig einengten. Er [Franco] musste nach wie vor seine Mission für Spanien erfüllen, die kaum genau zu definieren war, aber nach seiner Auffassung hoch über der Tagespolitik stand. Der Franco-Staat erhielt – wie unten gezeigt werden wird – auf dem Wege allmählich und über die gesamte Dauer seines Regimes hinweg erlassener Grundgesetze erst nach und nach eine Art Verfassung; Franco interessierte sich nicht sonderlich für staatsrechtliche Fragen.

#### Allgemeines
Franco war – weit eher als an einem totalitären Staat nach faschistischem Muster – insgesamt an einer konservativ-katholischen gesellschaftlichen Renaissance interessiert. Seine Herrschaft kann am treffendsten als konservativ-autoritärer und katholischer Paternalismus klassifiziert werden.
Die klaren Vorstellungen von der künftigen Staatsform, welche die Falange vor Ausbruch des Bürgerkriegs zum Programm gemacht hatte, wurden von Franco vollkommen ignoriert, ihre sozialrevolutionären Programmpunkte wurden bis fast zur Unkenntlichkeit mit dem Traditionalismus vermengt, und von einer Kontrolle des Bankensektors, einer Bodenreform oder der Verstaatlichung der Industrie war keine Rede mehr. Selbst das Verhältnis der Einheitspartei Movimiento Nacional zum Staat und zum Diktator war unklar.
In Art. 2 und 3 des Ley de Principios del Movimiento Nacional waren einige Grundsätze des franquistischen Staats andeutungsweise festgeschrieben worden, zu denen das intime Verhältnis zwischen Kirche und Staat (nacional-catolicismo) und die aus der Zusammengehörigkeit der spanischsprachigen Völker erwachsende Propagierung und Förderung als besonders spanisch angesehener Werte (hispanidad) gehörten.
Hinzu kam eine ständestaatliche Organisation des öffentlichen Lebens, weshalb der spanische Staat in der Präambel des Fuero del Trabajo (in der bis 1967 gültigen Fassung) als „national und syndikalistisch“ bezeichnet wurde, worunter – charakteristischerweise wiederum im Wege einer schwammigen Formulierung und einer Negativabgrenzung – einerseits zu verstehen war, dass der Staat ein instrumento totalitario al servicio de la integridad patria („totalitäres Instrument im Dienst der Unverletzlichkeit des Vaterlands“) sei, andererseits, dass sich die spanische Ordnung sowohl gegen den „liberalen Kapitalismus“ als auch gegen den „marxistischen Materialismus“ wandte.
In seinem Testament beschwor Francisco Franco ein letztes Mal eine Bedrohung der christlichen Zivilisation: ein Gedanke, den er bereits im Bürgerkrieg unter dem Schlagwort der cruzada aufgegriffen hatte. Dieses vielseitige Schlagwort umfasste neben dem Gedanken der Hispanidad und dem als integralen Bestandteil der spanischen Kultur angesehenen katholischen Bekenntnis den Kampf gegen alles, was Franco als Bedrohung der spanischen Gesellschaft ansah, vor allem den Parlamentarismus, der nach Francos Auffassung nur zu kleinlichem Gezänk führte, und insbesondere den Marxismus. Ein Austausch von Botschaftern mit der Sowjetunion wurde erst im Jahre 1973 beschlossen.

#### DieHispanidad
Unter der Hispanidad („Hispanität“) – einem zuerst von dem falangistischen Vordenker Ramiro de Maeztu geprägten Schlagwort – versteht man sowohl die Gesamtheit der spanischsprachigen Welt als auch eine Spanien verherrlichende Lehre von der Größe, Sendung und Auserwähltheit des Landes, auf Spanisch mit der Bezeichnung la vocación imperial („Berufung zum Imperium“) umschrieben. Diese Anschauung erhob Franco zu einem der Hauptziele der Außenpolitik, das als Programmsatz sogar Verfassungsrang hatte: Nach Art. I des „Gesetzes über die Prinzipien des Movimiento Nacional“ von 1958 war Spanien als una unidad de destino en lo universal (etwa: „weltumspannende Schicksalsgemeinschaft“) anzusehen und empfand sich nach Art. III als raíz de una gran familia de pueblos, con los que se siente indisolublemente hermanada („Ursprung einer großen Völkerfamilie, der es sich unauflöslich verbunden fühlt“). So zielte der Gedanke der Hispanidad auf einen Führungsanspruch Spaniens in der spanischsprachigen Welt ab. Zu diesem Zweck wurde 1941 ein „Rat der Hispanität“ eingesetzt, der sich aus spanischen Intellektuellen und den Botschaftern der lateinamerikanischen Staaten zusammensetzte, wobei freilich unklar blieb, was eigentlich Aufgabe dieses Rates sein sollte.
Dieser Führungsanspruch ist allerdings weniger im Sinne eines aggressiv nach außen wirkenden Nationalismus zu verstehen. Franco-Spanien träumte nicht von einem „Groß-Spanien“, trachtete nicht nach fremdem Gebiet, und es setzte seine Nachbarn nicht unter Druck – abgesehen von Gibraltar, das Spanien allerdings auch heute noch beansprucht. Auch der Druck auf die Ethnien an den Rändern des Staates wie den Basken und Katalanen war weniger auf die Hispanidad – die nicht mit einem kastilischen Nationalismus zu verwechseln ist – als vielmehr auf den franquistischen Zentralismus zurückzuführen.
Von diesen vordergründigen außenpolitischen Aspekten abgesehen allerdings wandte sich der Gedanke der Hispanidad – als weit wichtigerer Aspekt dieser politisch-kulturellen Haltung – vornehmlich nach innen als Wunsch nach einer Wiedergeburt Spaniens, welche Nationalspanien sich von einem Sieg über die Republik versprach und nach dem Bürgerkrieg ins Werk zu setzen beabsichtigte. So wollte der Franquismus im Sinne der Hispanidad hinter die moderne Zeit zurück und auf eine Gesellschaft hinaus, die in ihrer Pflege christlicher und als besonders spanisch angesehener Werte ideale Züge trug. Diese Werte sollten nach dem Empfinden der Anhänger der Hispanidad von der gesamten spanischsprachigen Welt geteilt werden. Ein in diesem Sinne wiedergeborenes Spanien würde sodann erneut unbestrittene Vormacht der spanischsprachigen Welt sein – nicht durch militärische Gewalt, sondern indem es ihr gleichsam durch die Würde und Majestät eines mächtigen, einigen und starken Mutterlands als natürliches Oberhaupt vorstehen würde.
Die Zeit als Spanien eine Weltmacht war, in deren Reich die Sonne nicht unterging, war eine Zeit der strengen Ordnung einer mittelalterlichen Gesellschaft mit ihrer konfessionellen Geschlossenheit, ihrer ständischen Ordnung und der unangefochtenen Autorität des Königs und der Kirche gewesen. Spanien konnte im Sinne seiner Sendung, wie sie im Lichte der Hispanidad gesehen wurde, damals Großes bewirken: es konnte im Rahmen der Conquista ein Weltreich erobern und im Zuge dessen ganze Kontinente zum Christentum bekehren, und es war der Motor der Gegenreformation in Europa gewesen. Die Hispanidad stellte hier einen Zusammenhang her: Spanien war demnach eine Macht gewesen, weil es damals seine „spanischen“ Werte lebte. Diese idealisierte Vergangenheit Spaniens klang auch in nationalspanischen Bürgerkriegsplakaten an, welche Parolen wie „España, orientadora espiritual del mundo“ („Spanien, geistiger Führer der Welt“) zeigten und Schlagwörter wie dasjenige von der cruzada („Kreuzzug“) proklamierten. Der Verwendung dieses Begriffs tat es keinen Abbruch, dass im Bürgerkrieg auf der Seite Nationalspaniens zahlenstarke marokkanische Regimenter zum Einsatz kamen, die sich aus den Nachfahren der Mauren zusammensetzten.
Die Gruppierungen, auf die der Franquismus sich stützte, verfolgten den Gedanken der Hispanidad in unterschiedlicher Ausprägung und Intensität. Dabei tat sich der Carlismus – eine absolutistisch-monarchistische Bewegung, die lange die Religionsfreiheit abgelehnt und die Wiedereinführung der Inquisition gefordert hatte – besonders hervor. Doch selbst die antimonarchistische und in Teilen ihres Programms deutlich sozialistisch inspirierte Falange entlehnte ihre Symbole – Joch und Pfeilbündel – der Zeit der Reyes Católicos, die auch sie als Spaniens größte Zeit betrachtete. Die Falange propagierte den Gedanken der Hispanidad zudem ausdrücklich in ihrem Programm vom Oktober 1934.
Zu einer solchen geistigen und moralischen Führung hatte Spanien in den Augen der spanischen Rechten sich seit geraumer Zeit wenig geeignet: sie empfanden Spanien als durch Parteienhader und „unspanische“ linke Umtriebe heruntergekommen. Daher war ein rigider Antikommunismus einer der wenigen gemeinsamen Nenner der Parteien der nationalspanischen Koalition und ihre wesentliche Antriebskraft während des Bürgerkriegs. Die Zweite Republik stand in ihren Augen stellvertretend für alle die zahlreichen Demütigungen, welche die frühere Weltmacht seit Napoleon hatte hinnehmen müssen und von denen das Jahr 1898 (noventa y ocho), als Spanien im Spanisch-Amerikanischen Krieg durch die USA die letzten Kolonien und somit die letzten Illusionen über seinen Niedergang abgenommen wurden, besonders hervorzuheben ist. Auch aus diesem Grunde war es für den Franquismus essentiell, die Erinnerung an den Bürgerkrieg wach zu halten und gleichsam die Republik jedes Jahr zum Siegestag erneut zu schlagen.
Die aus europäischer Sicht isolationistische Hispanidad und mit ihr der Franquismus waren mangels Attraktivität für jedes andere europäische Land freilich nicht exportierbar und sollten es auch nicht sein – sie richtete sich vielmehr auf das spanischsprachige Lateinamerika, wo die Hispanidad ebenfalls populär war und Franco ein Vorbild für zahlreiche Diktatoren wurde. Als institutionelle Schaltstelle der internationalen Zusammenarbeit mit rechtsgerichteten Kräften anderer spanischsprachiger Ländern unter dem Vorzeichen der Hispanidad entstand 1945 das zunächst von der Falange dominierte Instituto de Cultura Hispánica („Institut für Hispanische Kultur“, ICH). Die Aktivitäten des Kulturinstituts, bei dem der später bedeutende konservative Politiker Manuel Fraga (1951–1956 Generalsekretär) seine politische Karriere begann, und die Betonung der Hispanidad im Bereich der internationalen Beziehungen sind im Zusammenhang der Bemühungen des Franco-Regimes zu sehen, die nach der Niederlage der Achsenmächte in Europa eingetretene politische Isolation Spaniens zu kompensieren.

#### Sportbewegung
Die Hispanidad stand im Widerspruch zu den Zielen der internationalen Sportbewegung, die zu Zeiten des Faschismus gerade auf das Durchdringen der internationalen Sportorganisationen und Demonstration der eigenen Stärke ausgelegt war. So stand bis zum Ende des Zweiten Weltkrieges der Stierkampf im Vordergrund. Auch in Spanien war jedoch das Regime darauf angewiesen nicht nur Macht auszuüben, sondern im Sinne Gramscis Hegemonie zu erlangen. Erst nach dem Krieg diente auch der Spitzensport dazu, die kulturelle Isolation zu durchbrechen. Hierbei machte sich zunächst vor allem Juan Antonio Samaranch verdient, der zunächst im Rollhockey internationale Meisterschaften nach Spanien holte und auch noch gewann. Später waren es die Erfolge von Real Madrid, die das franquistische Spanien darstellten. Der Sport ist auch eine der wenigen Möglichkeiten gewesen, kulturelle Eigenständigkeit zu beweisen. So wurde der FC Barcelona zum Symbol der Eigenständigkeit Kataloniens. Der Spitzensport ist auch ein Feld, auf dem man den gelungenen Übergang von Franco in die Demokratie am Beispiel Samaranch verfolgen kann.

### Typologie des Franquismus

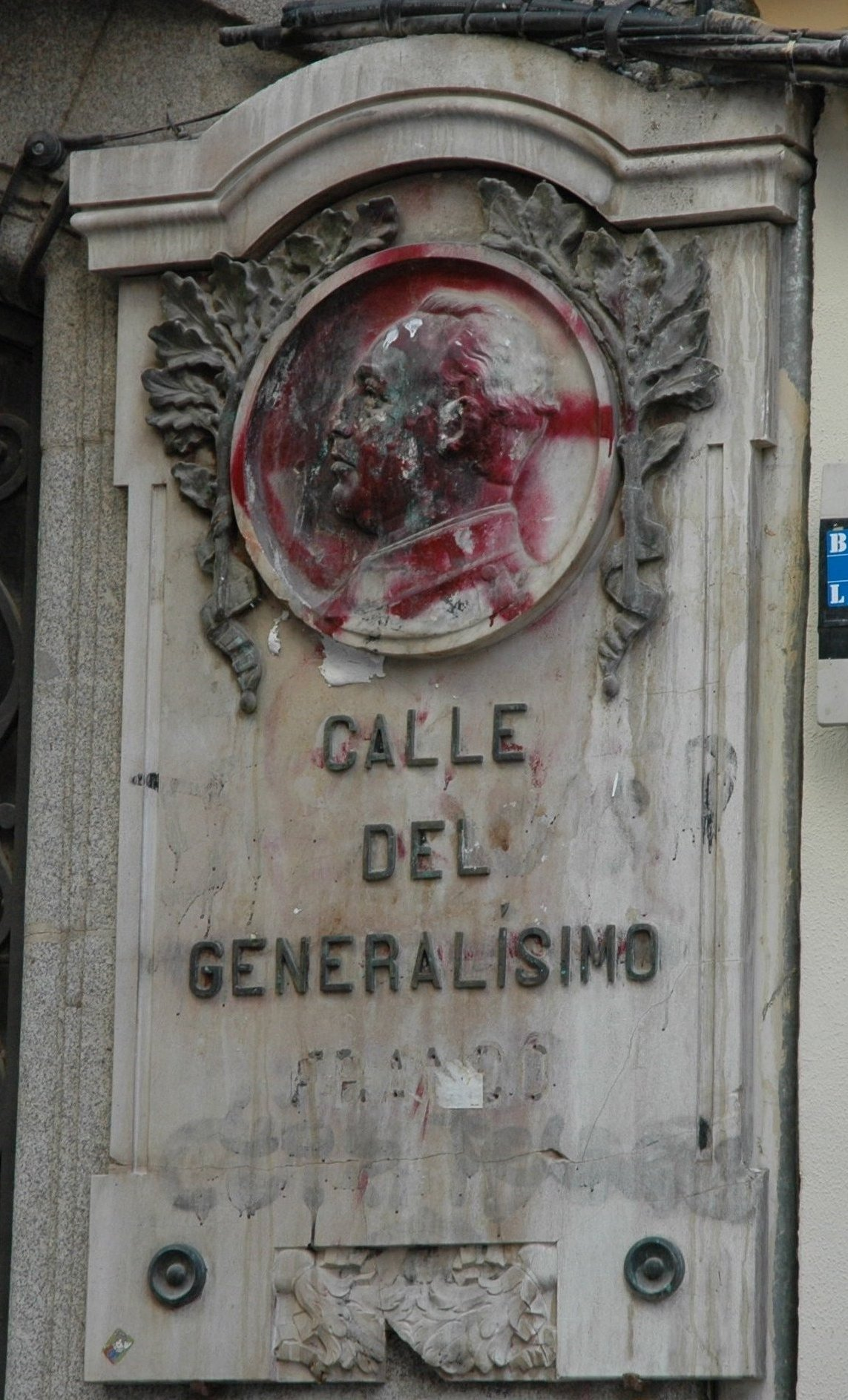
Straßenschild in Ávila

Der Franquismus wurde und wird gelegentlich als der „spanische Faschismus“ bezeichnet. Diese Typisierung geht von einer Anzahl unstrittiger augenscheinlicher Gemeinsamkeiten aus; nach Ansicht vieler Autoren nimmt diese Klassifizierung allerdings zu wenig Rücksicht auf die häufig zu konstatierende Oberflächlichkeit dieser Gemeinsamkeiten und die oft grundlegenden ideologischen und systemtechnischen Unterschiede, die das franquistische System und dasjenige anderer faschistischer Staaten oder Bewegungen aufwiesen. Zudem ist nicht immer einfach zu unterscheiden, wie weit diese Gemeinsamkeiten systemimmanent waren und wie weit ihnen bloßer Opportunismus zugrunde lag. So nimmt Payne an, dass im Falle des militärischen Obsiegens der Achse im Zweiten Weltkrieg „der Franquismus wahrscheinlich in seiner Form weniger konservativ und rechtsgerichtet und mehr radikal und offen faschistisch geworden“ wäre.
Nach Ansicht vieler Historiker ist der Faschismusbegriff allerdings sehr gut auf die totalitäre (nach Juan J. Linz, genauer: unvollständig totalitäre) Epoche des frühen Franquismus anzuwenden, da, nicht zuletzt auch aufgrund „des hohen Grades von Terror und Gewalt gegenüber den politischen Gegnern über das Ende des Bürgerkriegs hinaus“, eine „deutliche Parallele zum italienischen Faschismus und zum deutschen Nationalsozialismus gezogen“ werden könne.
Diese grundsätzliche Zuordnung der „kriegerisch-totalitären“ Frühgeschichte des Franco-Regimes zum Faschismus ist nicht nur in der spanischen Literatur, sondern auch in Deutschland verbreitet üblich: Der Historiker Walther L. Bernecker etwa kategorisiert den frühen Franquismus als „spanischen Faschismus“, der aufgrund der Entstehungsgeschichte der Einheitspartei als ein „Faschismus von oben“ zu bezeichnen sei. Auch der deutsche Politologe Klaus von Beyme konstatierte, dass man den Franquismus „wenigstens bis 1945 zu den faschistischen Systemen rechnen“ könne und dass „bis in die Endphase in seiner Politik kleriko-faschistische und korporativ-faschistoide Elemente wirksam“ geblieben seien.
Dieser Typisierung wird jedoch nicht allseits uneingeschränkt zugestimmt; es werden auch kategorische Einordnungen des frühen Franco-Regimes vertreten, die eine Typisierung für die Zeit nach seiner Konsolidierung nach dem Bürgerkrieg als zur Gänze „faschistisch“ abschwächen oder im Vergleich zu zeitgenössischen faschistischen Regimes zum Schluss gelangen, dass diese Systeme mit dem Franquismus nicht zur Gänze gleichzusetzen seien. Diese Auffassungen gehen jedoch ihrerseits durchwegs davon aus, dass das frühe Regime in vieler Hinsicht faschistischen Charakters gewesen sei oder zumindest starke faschistische Elemente aufgewiesen habe. Das Regime in der Zeit nach dem Bürgerkrieg möchte etwa Bernecker in einer anderen Publikation lediglich als „faschistisch inspiriert“ bezeichnen. Payne hält die Bezeichnung des Franco-Regimes der ersten Jahre als „halbfaschistisch“ für am zutreffendsten, da der frühe Franquismus einerseits „eine starke faschistische Komponente“ enthielt, aber das Regime in Francos Spanien „nicht von generischen oder kategorischen Faschisten beherrscht und aufgebaut“ wurde und die erwähnte faschistische Komponente „eingezwängt [war] in einer rechtsgerichteten, prätorianischen, katholischen und halbpluralistischen Struktur“. Payne verweist andererseits auf zahlreiche Gemeinsamkeiten des frühen Franco-Staates mit dem mussolinischen Italien und die – außer auf außenpolitischem Gebiet – nach seiner Auffassung weitgehend parallele politische Entwicklung in beiden Systemen, räumt jedoch ein, dass es sich hierbei um „ein ziemlich gängiges Muster neuer Systeme“ handele. Beevor bezeichnet das franquistische System, „das der siegreiche Franco zuwege brachte.“ als „das grausame – reaktionäre, militärische und klerikale – Regime mit oberflächlich faschistischem Putz“.
Den meisten Autoren erscheint aber jedenfalls eine pauschale Kategorisierung als Faschismus in Hinblick auf die Wandlungsfähigkeit und die lange Dauer des Regimes nicht geeignet, alle Phasen des Regimes – die „blaue Periode“ der unmittelbaren Nachkriegszeit ebenso wie den „tardofranquismo“, die späte Franco-Zeit – gleichermaßen zu charakterisieren. Der „tardofranquismo“ wird zur Unterscheidung von der Frühphase des Regimes von Juan J. Linz darum auch als mobilisierendes autoritäres Regime klassifiziert.
Zwar wurde, wie Bernecker ausführt, das franquistische Spanien lange auch in seiner Gesamtheit als totalitär und faschistisch charakterisiert. Und

„[z]weifellos wies das Regime (vor allem in seiner Frühphase) eine Reihe von Charakteristiken auf, die es als faschistisch erscheinen ließen: Es war dem Anspruch nach und in der Terminologie einiger Propagandisten totalitär; eine Einheitspartei war die einzig zugelassene politische Organisation, deren faschistischer, unter Hedilla stehender Flügel anfangs eine Parteidiktatur erstrebte und Bündnisse lediglich unter der Führung der Falange abschließen wollte; die Arbeiterbewegungen und ihre Interessenvertretungen wurden zerschlagen, eine Gleichschaltung auf vielen Gebieten versucht, der Terror massiv als Einschüchterungsmittel der(!) Zivilbevölkerung eingesetzt.“

Freilich lassen sich, so Bernecker weiter, diese Eigenschaften auch dazu ins Feld führen,

„um Zweifel an ebendiesem ‚faschistischen‘ Charakter des Franquismus zu äußern. Denn: Auch wenn Falange/Movimiento eine ‚Einheitspartei‘ war, übte sie nie die unumstrittene Herrschaft im Staate aus; auch gelang ihr nie eine Mobilisierung der Massen wie etwa der NSDAP im ‚Dritten Reich‘; viel eher könnte von einer weitverbreiteten politischen Apathie gesprochen werden. Des Weiteren fehlte es dem Regime an einer umgreifenden, einheitlichen und verbindlichen Ideologie, da allzu viele gegensätzliche politische Kräfte in der ‚Bewegung‘ zusammengeschlossen waren. […] Der Staat erwies sich als unfähig, das Erziehungssystem voll zu kontrollieren; er überließ es größtenteils der Kirche […] und was den systematischen Einsatz terroristischer Mittel betrifft, so ist er keineswegs auf faschistische Systeme beschränkt. Lassen diese Einschränkungen bereits deutlich werden, dass die Charakterisierung des Franco-Regimes als ‚faschistisch‘ eher politisch-polemischem Sprachgebrauch als analytischer Terminologie entspricht, so weist das Abrücken der Regime-Anhänger von faschistischen Symbolen oder Gesten (etwa dem Faschistengruß) spätestens ab 1943 auch äußerlich auf eine zunehmende Distanzierung zum politischen System der Achsenmächte hin… [Die] Charakterisierung des Franquismus als totalitär oder faschistisch [ist] inzwischen weitgehend aufgegeben [worden] und [findet] fast nur noch zu primär akkusatorischen Zwecken Verwendung […]“

Diese verbreitete Einschätzung stößt jedoch auch auf Widerspruch. Manche Historiker betonen den über die verschiedenen Phasen des Regimes hindurch gleichbleibenden Kern des Franquismus, der von der äußerlichen Wandlungsfähigkeit des Regimes im Großen und Ganzen unberührt geblieben sei. So stellte nach Auffassung von Torres de Moral der Franquismus auch noch nach seiner totalitären Anfangsphase ein faschistisches Regime dar:

„Das Regime von Franco Bahamonde behielt immer seine ursprüngliche Identität und zögerte nicht, sie vierzig Jahre lang zu zeigen, wenn es dies für erforderlich oder opportun hielt.“

Zumeist wird jedoch betont, dass viele der Gemeinsamkeiten mit dem faschistischen Italien oder dem nationalsozialistischen Deutschland nur vordergründiger Natur seien: Bernecker weist an anderem Ort darauf hin, dass die Bezeichnungen „totaler Staat“ und „Einheit von Staat und Gesellschaft“ (wie etwa in der Präambel des Fuero de Trabajo) in der Praxis über bloße Floskeln nicht hinauskamen. Auch die „¡Franco! ¡Franco! ¡Franco!“-Rufe waren – nach Auffassung von Paynes – ebenso wie das Übernehmen gewisser parteilicher oder staatlicher Institutionen (wie des Auxilio de Invierno, auf Deutsch „Winterhilfswerk“) in den frühen Jahren „einfach Nachahmungen des italienischen Faschismus oder gelegentlich des Nationalsozialismus“.
Die Annahme des Titels Caudillo ist möglicherweise von den Bezeichnungen „Führer“ (Hitler) und „Duce“ (Mussolini) inspiriert, wenngleich „Caudillo“ keine direkte Übersetzung dieser Begriffe ist, sondern sprachgeschichtlich auf das ältere „Heerführer“ zurückgeht.
Obgleich Franco vordergründig mit der Einrichtung der sindicatos verticales einer zentralen Forderung der Falange nachkam, zeigt ein direkter Vergleich zwischen dem faschistischen und dem franquistischen Ständewesen einige Unterschiede in der Zielsetzung. Die Ansichten Francos und der Falange über die Funktion dieser Syndikate unterschieden sich beträchtlich: Während die Falange die Syndikate nach Art etwa der Deutschen Arbeitsfront als Werkzeug zur Ideologisierung und zur sozialen Revolution heranziehen wollte, hatte Franco mit der Stabilisierung, Überwachung und Ruhigstellung der Bevölkerung das ziemlich genaue Gegenteil im Sinn. Da sich die Falange auch hier nicht durchsetzen konnte, trug dies dazu bei, dass sich die ideologiefesten Falangisten, die camisas viejas („Althemden“), von Franco abwandten und eine an der reinen Lehre Primo de Riveras jun. orientierte oppositionelle Haltung einnahmen.
Das seinem Wesen nach restaurative franquistische System stützte sich wesentlich auf die Oberschicht und auf in Spanien traditionell mächtige Institutionen, wie vor allem die katholische Kirche. Das System in Italien und mehr noch in Deutschland stützte sich hingegen vorwiegend auf die Mittelschicht und auch das Proletariat – wenngleich auch dort Kompromisse und Bündnisse mit der Oberschicht oder Teilen davon geschlossen wurden, die im Gegenzug Beiträge zur Stützung Mussolinis bzw. Hitlers leisteten.
Das von Juan Linz postulierte wichtigste Unterscheidungsmerkmal autoritärer von totalitären Diktaturen – nämlich ein zwar sehr eingeschränkter, immerhin aber vorhandener Pluralismus – war in Gestalt der unübersichtlichen, praktisch nur aus Flügeln bestehenden F. E. T. y de las JONS auch in Franco-Spanien zu finden, zu schweigen von weiteren vom Regime wenig kontrollierten Körperschaften wie der spanischen Kirche.
Schließlich war das Franco-Regime keineswegs von der für faschistische Regimes so typischen Massenbegeisterung unter Propagierung immer neuer Feindbilder geprägt. Bernecker weist darauf hin, dass der spanische Historiker Juan J. Linz das Fehlen extensiver und intensiver politischer Massenmobilisierung konstatiert; passive Zustimmung und politische Apathie seien in autoritären Regimen viel häufiger anzutreffen als Enthusiasmus und Massenbegeisterung.
Zweifel daran, dass Francos Regime als faschistisches Regime gelten könne, äußerte auch der Mussolini-Biograf Renzo de Felice im Jahr 1975: Heute ist es [das Franco-Regime] das [ein faschistisches Regime] ohne Zweifel nicht, und man müsste darüber diskutieren, ob es das je gewesen ist. Wahrscheinlicher handelt es sich um ein klassisch autoritäres Regime mit modernen Einsprengseln, aber nicht mehr als das. Laqueur versteht das Franco-Regime „eher als konservative Militärdiktatur denn als faschistische[n] Staat“ und als autoritäres Regime. In diesem Zusammenhang weist Laqueur darauf hin, dass die Unterschiede zwischen einem autoritären und einem totalitären Staat beileibe nicht nur akademischer Natur sind, wobei er als bezeichnendes Beispiel die Schwierigkeiten beim Übergang zu einem demokratischen System heranzieht, die sich in Spanien und der Sowjetunion stellten:

„Die Leichtigkeit, mit der sich dieser Prozess auf der Iberischen Halbinsel vollzog, beweist schlagender als jede theoretische Debatte, dass die Unterschiede zwischen autoritären und totalitären Regimen in der Tat gewaltig sind.“

Auch darüber, ob vermittelnde Begriffe wie „Klerikalfaschismus“ oder „Halbfaschismus“ das Regime zutreffend charakterisieren, herrscht keine Einigkeit: Manfred Tietz etwa hält die Bezeichnung „klerikalautoritär“ für zutreffender. Wie oben schon dargestellt hält Payne jedenfalls den Franquismus der ersten Jahre für „halbfaschistisch“. Im Übrigen führt Bernecker aus, dass sich für den Franquismus systemtypologisch die Bezeichnung „Autoritarismus“ durchgesetzt habe.
Salvador de Madariaga gibt als einziges Land, dessen (zeitgenössisches) Regime demjenigen des franquistischen Spanien vergleichbar gewesen sei, Jugoslawien an, wo „ein Heerführer, nachdem er mit der Fahne in der Hand die Macht erobert hat, an der Macht geblieben [ist], mit oder ohne die Fahne, die ihm zum Aufstieg diente“, wobei er freilich einschränkt, dass sich bei Tito immerhin eine ideologische Überzeugung habe vermuten lassen.
Der deutsche Historiker Wolfgang Wippermann, der persönlich die Ideologie Franco-Spaniens dem Faschismus zuordnet, konstatierte zum Forschungsstand im Jahr 2009, dass diese These „nur von wenigen Historikern geteilt“ werde.

## Außenpolitik
Die außenpolitische Situation des Regimes bestand zunächst in einer Anlehnung an die Achsenmächte und war darum nach dem Krieg von weitgehender Isolation geprägt, welche sich erst spät einigermaßen abmildern ließ.

### Franco-Spanien zur Zeit des Zweiten Weltkriegs
Adolf Hitler und Benito Mussolini waren Francos erste außenpolitische Verbündete. Bereits in den ersten Tagen bewahrten sie den Militärputsch dadurch vor dem Scheitern, dass sie die in Spanisch-Marokko gebundenen Armeeteile auf das spanische Festland übersetzten. Sie unterstützten Franco erheblich durch Materiallieferungen und die Beistellung eigener Truppen. Es ist zweifelhaft, ob Franco ohne diese Hilfe den Bürgerkrieg für sich hätte entscheiden können. Der italienische und der deutsche Diktator sahen den konservativen General nicht recht als einen der ihren an. Es kam ihnen in erster Linie darauf an, ihren Einfluss auf Spanien auszudehnen, Zugriff auf seine kriegswichtigen Ressourcen zu erhalten sowie Frankreich und Großbritannien in Schach zu halten.

#### Franco und die Achsenmächte
In vielen Bereichen waren der deutsche Nationalsozialismus und der italienische Faschismus Vorbild für den Franco-Staat: so wurden nicht nur einige Strukturen der NSDAP, sondern auch verschiedene Institutionen aus Italien übernommen, beispielsweise das Gründungsgesetz des Instituto Nacional de Industria teils wörtlich von Mussolinis Istituto per la Ricostruzione Industriale (IRI) kopiert.

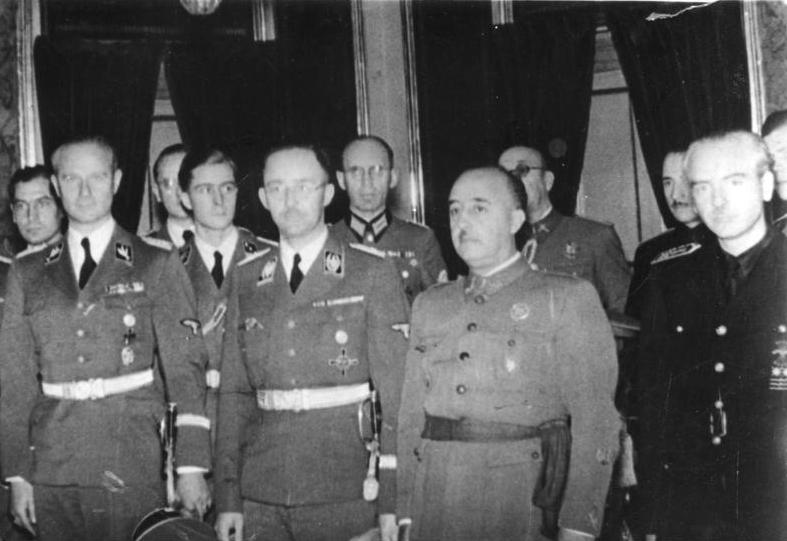
Heinrich Himmler zu Besuch bei Franco, 1940

Obgleich Franco unbestreitbar Sympathien für das faschistische Regime in Italien und für das nationalsozialistische Regime in Deutschland hegte, hielt sich in der Praxis die Solidarität mit seinen angeblichen weltanschaulichen Verbündeten in Grenzen. Mit den genannten Regimes verband ihn eher eine Geschäftsbeziehung als eine ideologische Schicksalsgemeinschaft. Spanien trat im März 1939 dem Antikominternpakt bei. Franco erklärte im Juli 1940, dass sein Land nicht neutral, sondern lediglich nicht Krieg führend sei und stellte gegenüber Hitler in einem vom Februar 1941 datierten Brief fest, dass wir drei Männer, der Duce, Sie und ich, durch den härtesten Zwang der Geschichte aneinander gebunden sind. Kennzeichnender für Francos Einstellung zu den Achsenmächten ist allerdings auch sein oben bereits erwähntes Verhalten in Hendaye im Jahr 1940 (somit auf dem Gipfelpunkt der nazideutschen Macht in Europa) anlässlich seines einzigen Zusammentreffens mit Hitler, als Franco für den Kriegseintritt Spaniens nicht nur französisches Kolonialgebiet forderte, sondern sich darüber hinaus weigerte, deutsche Truppen in sein Land zu lassen. Franco soll sich seinen eigenen Angaben zufolge Hitler gegenüber sogar dahin geäußert haben, dass Spanien gegen jeden Eindringling bis zum letzten Mann kämpfen werde, von wo immer er komme. Außerdem verlangte Franco die Lieferung von Rohstoffen wie Baumwolle und Kautschuk, die Deutschland kaum liefern konnte. Franco verschloss sich schließlich trotz seiner vordergründigen Zustimmung in diesem Punkt der Anregung Hitlers, das seit Langem von Großbritannien geforderte Gibraltar zu besetzen – denn dies hätte Francos Eintritt in den Zweiten Weltkrieg bedeutet. Sein Entgegenkommen bestand schließlich darin, dass er die División Azul an die Ostfront schickte, 47.000 falangistische Freiwillige unter General Agustín Muñoz Grandes, die er aber 1943 nach der Schlacht von Stalingrad dort wieder abziehen ließ. Außerdem stellte Franco Deutschland unter anderem U-Boot-Stützpunkte und Nachrichtenmaterial zur Verfügung.
Adolf Hitler zeigte sich mit Francos Politik unzufrieden und stellte im Juli 1942 im kleinen Kreis Überlegungen an, „eine für die Bereinigung der spanischen politischen Verhältnisse geeignete Persönlichkeit“ zu finden. Dabei dachte er besonders an General Muñoz Grandes und erklärte, die Blaue Division werde möglicherweise „bei der Erledigung des derzeitigen Pfaffensystems die entscheidende Rolle spielen.“
Noch weniger hatte das faschistische Italien von seiner Unterstützung der nationalspanischen Partei. Die italienische Intervention im spanischen Bürgerkrieg, die die Achsenmacht etwa 15.000 Tote und Verwundete und 4,5 Milliarden Lira kostete, honorierte Franco lediglich mit 100.000 Tonnen Eisen und einer protokollarischen Zusicherung, dass die Beziehungen zwischen Italien und Spanien „weiterentwickelt“ werden sollten.
Payne sieht bereits Absetzungsbewegungen Spaniens von Deutschland und Italien, noch bevor sich in Russland das Blatt wendete, da bereits zu dieser Zeit ein Artikel eines falangistischen Führers, in dem Spanien von den totalitären Regimes unterschieden wurde, in Druck gehen durfte. „1943 wurde dieser Gedanke Allgemeingut, so dass Spanien, als der Zweite Weltkrieg zu Ende ging, auf dem Weg des Übergangs von einem teilweise mobilisierten, halbfaschistischen Staat zu einem katholischen, korporativen und zunehmend demobilisierten autoritärem Regime schon weit fortgeschritten war.“ Als sich um das Jahr 1943 ihre Niederlage abzeichnete, ging Franco auf Distanz zu den Achsenmächten. Er erklärte in diesem Jahr Spanien für neutral und stellte im Austausch gegen alliierte Öllieferungen die materielle und ideelle Unterstützung Deutschlands weitgehend ein. Zudem entließ er die mit der Achse sympathisierenden Mitglieder seiner Regierung, darunter seinen Schwager Ramón Serrano Súñer. Durch dieses Umschwenken konnte Franco die Alliierten etwas beschwichtigen. Hinzu kam bereits während des Zweiten Weltkriegs die Abschaffung äußerer Symbole wie des Faschistengrußes. Für Franco waren Hitler und Mussolini nur so lange interessant, als sie mächtig waren und er etwas von ihnen zu erwarten hatte. Ein anderer Aspekt ist allerdings, dass das vom wenige Jahre zurückliegenden Bürgerkrieg noch immer stark geschwächte Spanien sich die Teilnahme an einem weiteren Waffengang nicht leisten konnte.
Spanien war Station auf einer der Rattenlinien, der Fluchtrouten der Würdenträger sowohl des NS-Regimes selbst als auch seiner weltanschaulich Verbündeten – häufig zum Zwecke einer Weiterreise nach Südamerika. Auch in Spanien selbst fanden einige von ihnen Zuflucht, so etwa Léon Degrelle, Anführer der belgischen Rexisten.

#### Spanien und der Holocaust
Die insbesondere vom Nationalsozialismus vertretenen Rassenlehren fanden in Spanien kaum Widerhall. Indem Spanien als Transitland nach Portugal fungierte, konnten sich nach aktuellen Schätzungen rund 20.000 bis 35.000 europäische Juden über Spanien vor der nationalsozialistischen Verfolgung retten.
Spanien zeigte sich – von den schon erwähnten Konzentrationslagern für Flüchtlinge einmal ganz abgesehen – insoweit insgesamt wenig gastlich, als zur Einreise ein französisches Ausreisevisum verlangt wurde, das die Flüchtlinge selten beibringen konnten, so dass oft nur die illegale Einreise blieb. Zudem operierten deutsche Diplomaten und später die Gestapo im spanischen Hinterland. Spanien wurde von Flüchtlingen in der Regel als Transitland angesehen, das man besser schnell hinter sich ließ. Dass die Flucht über die iberische Halbinsel manchen Verfolgten das Leben rettete, ist in erster Linie der Haltung Portugals zu verdanken, das ab 1941 die Verfolgung der Flüchtlinge weitgehend einstellte.
Ein angebliches Engagement bei der Rettung der bedrohten Judenheit, das Franco später für sich in Anspruch nahm, hat sich hingegen durch quellenkritische Forschungen als Konstruktion der Propaganda Francos aus der Nachkriegszeit herausgestellt und kann heute als widerlegt gelten. Franco soll sich zwar für einen Teil der sephardischen Gemeinden in Griechenland eingesetzt haben. Von diesen Sepharden hatten einige in den 1920er-Jahren als Nachfahren 1492 vertriebener spanischer Juden die spanische Staatsbürgerschaft annehmen können. Francos Engagement bezog sich nur auf diese Sepharden spanischer Staatsbürgerschaft, die mit 4.500 von 175.000 Sepharden verhältnismäßig gering an Zahl waren, während er die Gelegenheit nicht wahrnahm, zahlreiche weitere Sepharden aus dem deutschen Machtbereich zu entfernen. Selbst die Fälle der besagten 4.500 Staatsbürger wurden nur schleppend und mit bürokratischer Härte bearbeitet.
Neue Archivfunde aus Madrid belegen, dass Franco spätestens seit 1944 detailliert über die Judenvernichtung im KZ Auschwitz informiert war und das „Ausmaß der Vernichtung genauestens kannte“.
Das Gebaren des Regimes war besonders in seiner Anfangszeit außerdem antisemitisch. So stellte Franco im Dezember 1943 etwa gegenüber dem deutschen Botschafter Dieckhoff die offizielle spanische Position mit den Worten dar, dass

„… die Einstellung der spanischen Regierung gegenüber Bolschewismus und Kommunismus sich nicht ändern werde, und dass dieser Kampf im In- und Ausland fortgeführt werden würde, ebenso wie gegen das Judentum und die Freimaurerei.“

Bereits 1938 war die Synagoge von Madrid geschlossen worden, die während der Zweiten Republik in mehreren spanischen Städten errichteten jüdischen Gemeinden wurden wieder aufgelöst und Sakralgegenstände entwendet. Erst nach Ende des Zweiten Weltkriegs entspannte sich die repressive Haltung des Regimes in Hinblick auf die Behandlung der jüdischen Gemeinden wieder; die verbotenen jüdischen Gemeinden wurden wieder zugelassen, und einige profanierte Synagogen – etwa die von Barcelona – wurden wieder geöffnet.

### Nach dem Zweiten Weltkrieg
Außenpolitisch war das Franco-Regime direkt nach dem Zweiten Weltkrieg fast völlig isoliert: Spanien wurde als Verbündeter der Achsenmächte angesehen. Am 29. April 1946 verurteilte der Sicherheitsrat in der Resolution 4 das Regime und startete eine Untersuchung. Im Juni erneuerte er in der Resolution 7 die Verurteilung. Am 2. November beendete der Sicherheitsrat mit der Resolution 10 sein Engagement in der Sache und übergab die Akten der Generalversammlung. Im Dezember 1946 zogen nach einer UN-Resolution fast alle Staaten ihre Botschafter aus Madrid ab. Diese vor allem von der Sowjetunion und Polen initiierte Resolution kam allerdings in einer Weise zustande, die erkennen ließ, dass die USA und Großbritannien sie nicht begrüßten. Frankreich schloss zudem seine Pyrenäengrenze. Franco überstand diese Krise durch Geduld und durch umfangreiche Weizenlieferungen des mit ihm sympathisierenden argentinischen Präsidenten Juan Perón.
Bald schon änderte sich die außenpolitische Lage wieder zu Francos Gunsten: Mit Beginn des Kalten Kriegs konnte es sich die NATO nicht mehr leisten, das strategisch wichtige Spanien weiter auszugrenzen. 1950 hob die UNO ihr Verdikt gegen Spanien wieder auf. Es folgten der Austausch von Botschaftern und 1951 die Zahlung amerikanischer Fördermittel, die den años del hambre, den Jahren des Hungers, ein Ende setzten.
Obwohl eine Mitgliedschaft Franco-Spaniens für die NATO nicht in Frage kam, konnte Franco 1953 durch ein Stützpunktabkommen mit den USA (Tratado de Amistad y Cooperación, „Vertrag über Freundschaft und Zusammenarbeit“) einen fast gleichwertigen Status herbeiführen, wenngleich Spanien kaum greifbare Gegenleistungen von den USA erhielt. Was Spanien für die USA besonders interessant machte, war der Umstand, dass die Flugplätze außerhalb der Reichweite sowjetischer Maschinen lagen. Von den Zentren bei Sevilla, Saragossa und Madrid aus konnte das Strategic Air Command mit seinen Tankflugzeugen und seinem Jagdschutz operieren. Die Versorgung erfolgte durch den Stützpunkt Rota bei Cadíz. Durch den Stützpunktvertrag flossen 1,5 Milliarden Dollar zur Errichtung der militärischen Infrastruktur nach Spanien, was auf das Land einen tiefgreifenden Einfluss ausübte. Die Effekte, die diese Fördergelder nach sich zogen, sollen zu einem Gesinnungswandel der Eliten beigetragen haben, dass höhere Profite und Weiterentwicklung unter der bisher verfolgten Autarkiepolitik nicht zu erreichen waren.
Mit dem Abkommen mit den USA und dem Abschluss eines Konkordats mit dem Vatikan im Jahr 1953 war die außenpolitische Isolation aufgebrochen. Von da an hatte das Franco-Regime zwar noch immer wenige Freunde und weltanschaulich Verbündete (vornehmlich nur in Südamerika und im benachbarten Portugal), wurde aber respektiert. Die weitgehende Integration des Franco-Regimes in die westliche Staatenwelt stieß bereits früh auf die auch propagandistisch genützte Kritik seitens der Sowjetunion und von Teilen der europäischen Linken, die dem Westen vorwarfen, mit faschistischen Staaten Kumpanei zu treiben.
Dennoch erfolgte die Aufnahme in die Vereinten Nationen im Jahr 1955. Vom Beginn der 1960er Jahre an bemühte sich Franco um ein Assoziierungsabkommen mit der EG. Einen entsprechenden Antrag reichte er am 9. Februar 1962 ein. Erst 1966 begannen die Verhandlungen, die sich vor allem wegen politischer Vorbehalte der damals noch sechs Staaten bis zum Abschluss eines ersten Abkommens im Jahr 1970 hinauszögerten.

## Wirtschaft

Bevölkerungsbewegungen in Spanien zwischen 1950 und 1981 (von blau zu rot)

Auch ökonomisch lassen sich – ähnlich wie in der Außenpolitik – zwei Phasen unterscheiden: Zunächst die Autarkiepolitik während und nach Ende des Bürgerkriegs und später die wirtschaftsliberalen Reformen ab Ende der 1950er Jahre (die Bernecker als „technokratische Phase“ bezeichnet), die binnen weniger Jahre ein spanisches Wirtschaftswunder nach sich zogen.
Die Autarkiepolitik hatte verschiedene Ursachen. In ihren Anfängen war sie aus der Not geboren worden, da Spanien außenpolitisch als Paria galt und das auch zu spüren bekam. Hatten die westlichen Alliierten auch den Vorschlag Stalins nicht gutgeheißen, die alliierten Waffen bis nach Madrid zu tragen, wurde Spanien doch von der Mitgliedschaft in der UNO ferngehalten und vor allen Dingen von der Teilnahme am Marshallplan und generell von billigen Krediten aus dem Ausland ausgeschlossen. Die Jahre nach dem Zweiten Weltkrieg waren für die spanische Bevölkerung eine Zeit der Knappheit und selbst des Hungers. Bis 1951 blieben die Grundnahrungsmittel in Spanien bei äußerst kleinen, phasenweise unter dem Existenzminimum liegenden Zuteilungen rationiert.
Zudem war die staatsinterventionistische, mit hohen Schutzzöllen bewehrte Autarkiepolitik ein zentraler Punkt des ideologischen Programms der Falange, welche die Vorstellung hegte, dass die Wirtschaft sich der Politik unterzuordnen und sich in den Dienst am Vaterland zu stellen habe. Franco strebte im Sinne dieser ideologisch motivierten Wirtschaftspolitik danach, Spanien von Einfuhren unabhängig zu machen und im Wesentlichen nur für den eigenen Bedarf des Landes zu produzieren. Er unterzog zu diesem Zweck die spanische Wirtschaft einer Anzahl einschneidender Maßnahmen wie staatlicher Lenkung und der Festsetzung von Höchstpreisen. Ein wichtiges Instrument dieser Politik war der 1941 gegründete Instituto Nacional de Industria (INI). Diese Politik führte, abgesehen davon, dass Spanien ein Agrarland mit einer international nicht konkurrenzfähigen Wirtschaft blieb, zu einer lange Jahre anhaltenden Stagnation bei stetig sinkenden Reallöhnen und den typischen Folgeerscheinungen einer Mangelwirtschaft wie Schwarzmärkten, hoher (offiziell aber inexistenter) Arbeitslosigkeit, Nepotismus und Herstellung von Waren mangelhafter Qualität. Während der gesamten fünfziger Jahre bewegte sich Spanien am Rande des Staatsbankrotts.
Um 1957 spitzte sich die Krise zu, als die Inflation Rekordhöhen erreichte, die von Lohnsteigerungen höchst ungenügend aufgefangen wurden. Streiks, die sich auch durch dekretierte Lohnerhöhungen nicht beschwichtigen ließen, brachten die spanische Wirtschaft fast zum Erliegen. Franco sah sich dazu veranlasst, das Steuer herumzuwerfen. Dahinter stand auch amerikanischer Druck, da die USA Interesse daran hatten, ihre Stützpunkte in einem einigermaßen stabilen Umfeld zu unterhalten, und darauf drängten, Spanien ausländischem Kapital zu öffnen und somit die bisherige Autarkiepolitik zu beenden. Die falangistische Wirtschaftspolitik wurde aufgegeben und mit der Zulassung eines Wirtschaftsliberalismus die entgegengesetzte Strategie verfolgt. Die neue Politik stand unter dem Schlagwort des desarrollo („Entwicklung“). Im Rahmen einer Kabinettsumbildung im Jahre 1962, in deren Zuge zwei Drittel des Kabinetts auf einen Schlag ausgetauscht wurden, installierte Franco ein Technokratenkabinett, in dem Mitglieder des Opus Dei führende Posten einnahmen.

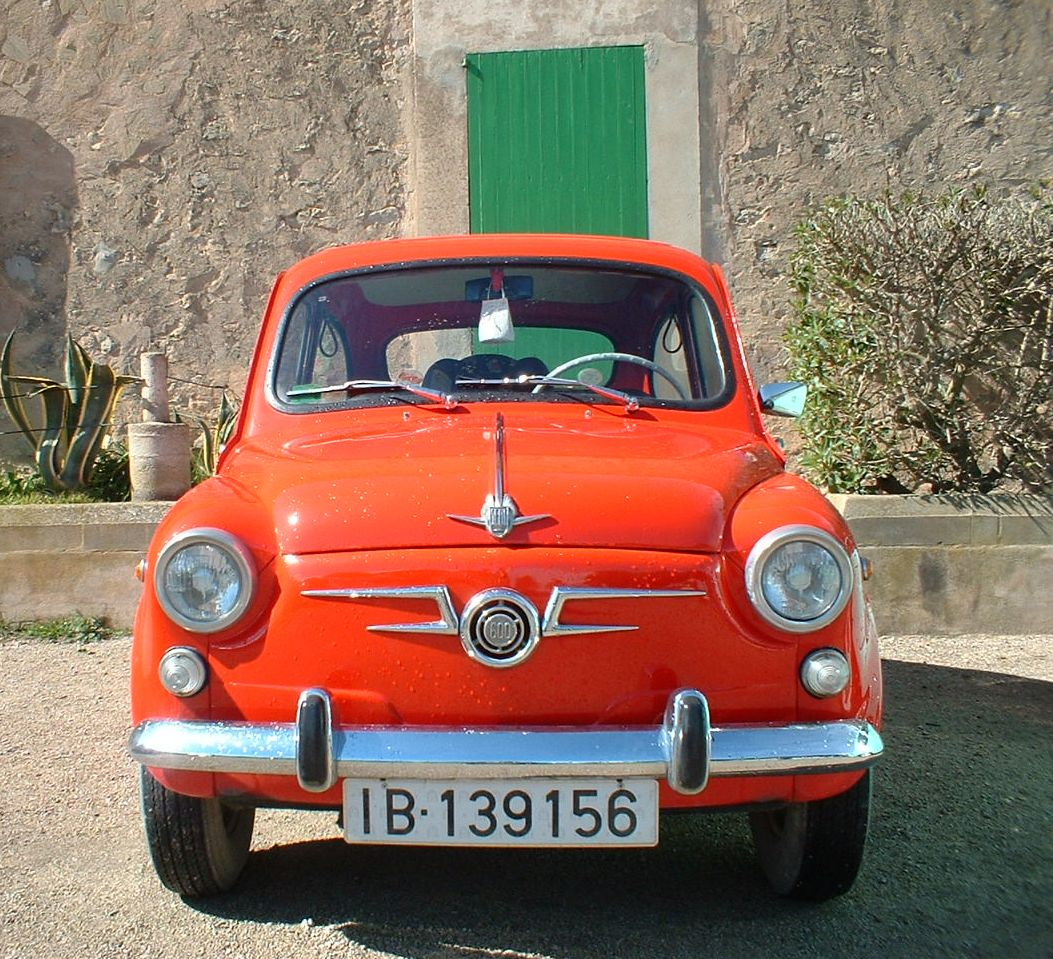
Ein SEAT 600

Der franquistische Autarkismus wurde umgehend durch wirtschaftlichen Liberalismus ersetzt. Im Zuge dieser Reformpolitik wurde eine Reihe alter Zöpfe abgeschnitten. Unter anderem trat Spanien dem Internationalen Währungsfonds, der Weltbank und der OECD bei, die mit den heimischen Technokraten ein „klassisches“ Stabilisierungs- und Liberalisierungsprogramm ausarbeiteten, das ab 1959 umgesetzt wurde. Um 1962 waren die Mitglieder des Opus bereits in einer Position, die es erlaubte, die spanische Wirtschaft sehr weitgehend zu kontrollieren.
Der rasante wirtschaftliche Aufschwung in den Folgejahren rettete das Regime und legitimierte Francos Herrschaft nun auch ökonomisch. Die Industrialisierung erfolgte mit hohem Tempo: 1974 sank der Anteil des Agrarsektors an der heimischen Wirtschaft auf unter zehn Prozent. Der Anteil Berufstätiger in der Landwirtschaft sank von 50 % auf 28 %. Dies führte zu einer rapiden Verstädterung, da viele ehemalige Bauern in die Großstädte wie Madrid oder Barcelona zogen, so wuchs die Bevölkerungszahl Madrids in zwei Jahrzehnten von 1,6 Millionen auf 3,2 Millionen Einwohner an. Spanien, das jahrelang die neben Japan zweitgrößten Wachstumsraten der westlichen Welt aufwies, war zur zehntgrößten Industrienation der Welt aufgerückt. Ferner wurde Spanien als Touristenziel entdeckt – 35.000 Touristen im Jahr 1951 und 1,4 Millionen Touristen im Jahr 1955 standen 6 Millionen im Jahr 1960 und 33 Millionen im Jahr 1972 gegenüber – und konkurrierte bald mit Italien um den Mittelmeertourismus.
Symbol des spanischen Wirtschaftswunders wurde der Seat 600, für viele Spanier das erste Auto, das sie ihr Eigen nennen konnten. Das durchschnittliche Pro-Kopf-Einkommen der Spanier hatte sich von 315 Dollar im Jahr 1960 auf 827 Dollar im Jahr 1971 steigern können. Dieses Durchschnittseinkommen war jedoch sehr ungleich verteilt, was in der Praxis bedeutete, dass zahlreiche Spanier mehreren Beschäftigungen nachgingen. Noch krasser war dieses Missverhältnis zwischen Land und Ballungsgebieten sowie zwischen Nord- und Südspanien. Hinzu kam, dass sich zahlreiche Spanier – Anfang der 1970er Jahre waren es eine Million – als Gastarbeiter im Ausland verdingten. Die Rücküberweisung ihrer Ersparnisse war mit etwa 700 Millionen Dollar sehr wichtig für die spanische Zahlungsbilanz.
Im Ergebnis führten die Reformen zu einer wirtschaftlichen Liberalisierung, der freilich keine politische Öffnung entsprach. In diesem Sinne hat Spanien den Weg einer Anzahl heutiger Schwellenländer vorweggenommen.

## Grundgesetze des Franquismus

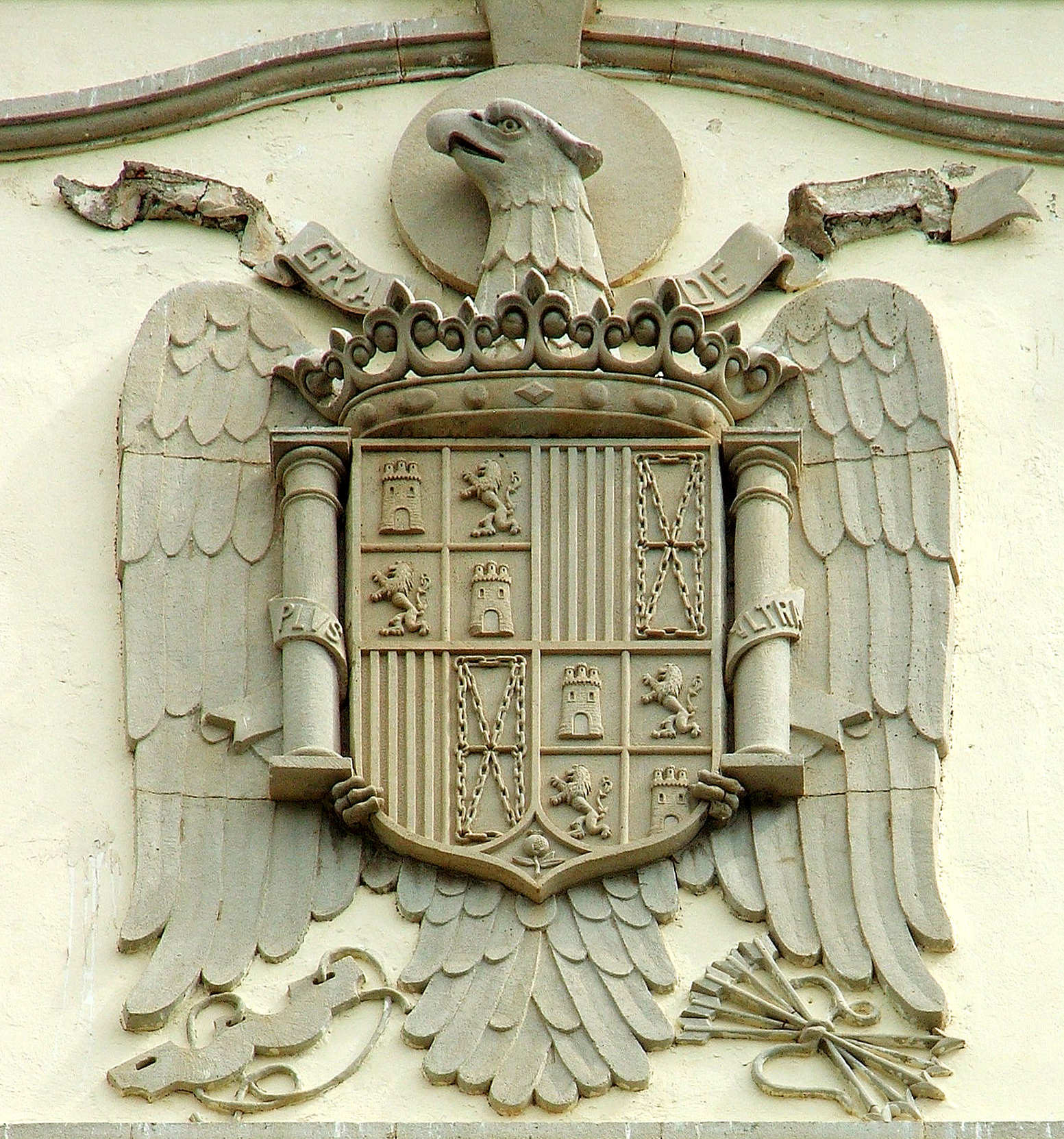
Wappen an der Fassade der Post von La Orotava auf Teneriffa. Das Wappen wurde im Jahr 2007 durch das Zeichen der Post (Correos) ersetzt.

Der Estado Nuevo zog seine Legitimation aus dem Bürgerkrieg und dem traditionalistischen Katholizismus und bedurfte nach Ansicht seiner Eliten deswegen keiner demokratischen Verfassung und keiner Gewaltenteilung. Eine zusammenhängende Verfassung besaß der Franco-Staat bis zuletzt nicht; stattdessen bestand das spanische Verfassungsrecht aus grundlegenden Gesetzen, die erst nach und nach erlassen wurden. Sie können nach ihrem Inhalt in ideologisch-staatsphilosophische und staatsrechtlich-organisatorische Grundgesetze unterteilt werden. Die Grundgesetze des franquistischen Staats wurden durch Schlussbestimmungen der Verfassung von 1978 aufgehoben.

„Franco triumphierte deshalb, weil ihm die Verhältnisse die absolute Gewalt anboten, die er seinerseits in den Grundgesetzen definierte, die mit äußerster Sorgfalt formuliert waren, so dass sie seine Allmacht in nichts beschränkten; der Gesetzesapparat, der ganz dem Kopf seines Autors entsprungen war, verkündet die völlige Ohnmacht der Nation und die völlige Allmacht des Despoten.“

Im franquistischen Staat war die Rechtsprechung nicht unabhängig. Streiks galten als Aufruhr und wurden als solcher bestraft. Hinzu kam eine Zensurbehörde, die für Medien aller Art zuständig war. Das Gesetz gegen „Banditentum“ und „Terror“ vom 18. April 1947, das sich gegen politische Gegner richtete, wurde durch Militärgerichtshöfe umgesetzt, die Urteile im Rahmen eines summarischen Verfahrens aussprechen konnten.

### Gesetz über die Prinzipien des Movimiento Nacional (1937/1958)
„Zwischen Volk und Staat vermittelt[e]“ nach einem Erlass vom 19. April 1937 die Falange Española Tradicionalista y de las JONS. Anführer dieser Organisation war Franco selbst. Am 17. Mai 1958 wurde zusätzlich das „Gesetz über die Prinzipien des Movimiento Nacional“ (Ley de Principios del Movimiento Nacional) erlassen, das nicht nur dem Movimiento als solchem galt, sondern darüber hinaus Auswirkungen hatte. Denn der ganze Staat sollte auf den Prinzipien der Bewegung fußen, die das Gesetz als „Gemeinschaft aller Spanier im Glauben an die Ideale, derentwegen der Kreuzzug geführt wurde“ definierte. Von den verschiedenen „Grundgesetzen“, die im franquistischen Staat im Lauf der Zeit erlassen wurden, war dieses Gesetz das ranghöchste, da kein anderes Gesetz gegen die Prinzipien des Movimiento Nacional verstoßen durfte. Diese unwandelbaren Prinzipien waren im Einzelnen: der Konfessionalismus des Staates, die monarchische Staatsform und die ständestaatliche Vertretung.

### Gesetz zur Organisation der Zentralverwaltung (1938)
Nach dem am 30. Januar 1938 erlassenen Gesetz zur Organisation der Zentralverwaltung hatten die Entscheidungen des Staatschefs Gesetzeskraft, sofern es sich um staatsrechtliche Fragen handelte. Aus dieser grundlegenden Zuständigkeit leiteten sich alle weiteren Befugnisse ab. Durch dieses Grundgesetz wurden zudem die Ministerien eingerichtet. Der spanische Staat selbst hatte keine eigentliche rechtliche Grundlage; vielmehr beruhte er allein auf Franco, der nur „vor Gott und der Geschichte“ verantwortlich war. Seine Macht unterlag keinen Schranken. Nicht nur Minister, sondern die Inhaber aller wichtigen Staatsämter bis hin zu den Provinzgouverneuren konnte er nach Belieben ernennen und entlassen. Franco behielt sich im Rahmen seiner persönlichen und außerordentlichen „Magistratur“ insbesondere die folgenden Ämter vor:
- das Amt des Staatsoberhaupts,
- das Amt des Regierungschefs (später auf Luis Carrero Blanco und nach dessen Tod auf Carlos Arias Navarro übertragen)
- das Amt des Generalísimo im Sinne eines Oberbefehlshabers der Streitkräfte,
- das Amt des Anführers der Staatspartei F.E.T. y de las JONS, die später in Movimiento Nacional umbenannt wurde.

### Grundgesetz der Arbeit (1938)

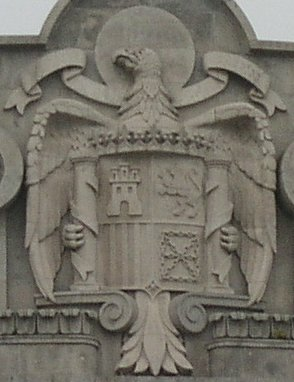
Franquistisches Emblem, der Águila de San Juan

Im Jahr 1938 wurde ferner das Fuero del Trabajo „Grundgesetz der Arbeit“ erlassen, das erst am 26. Juli 1947 als Verfassungsgesetz verkündet wurde. Dieses Gesetz richtete sich als Ausdruck der falangistischen syndikalistischen Ordnung sowohl gegen Kapitalismus als auch Marxismus. Seit dem Ley de Unidad Sindical „Gesetz über die syndikale Einheit“ von 1940 wurden – getreu den Vorstellungen José Antonio Primo de Riveras, der sich hierbei an italienische Vorbilder anlehnte – Arbeitskräfte und Unternehmer in einer Art Einheitsgewerkschaft, der Organización Sindical, zusammengefasst, deren Vorsitzender Ministerrang hatte. Die Organización Sindical umfasste nach Produktionszweigen gegliederte sindicatos verticales „vertikale Gewerkschaften“, in denen Arbeiter und Arbeitgeber zwangsvereint wurden. Die Syndikate sollten bestimmungsgemäß ein Werkzeug des Staates sein, mit dem dieser Einfluss auf die Wirtschaft ausüben konnte. Dies geschah über enlaces „Verbindungsleute“ und über Betriebsräte (jurados de empresa). Diese Strukturen erwiesen sich nicht zuletzt wegen der unklaren Verteilung der Verantwortlichkeiten als ineffektiv und wurden bereits vor Francos Tod durch die CC.OO weitgehend unterlaufen. Ihr endgültiges Ende fanden die Syndikate im Jahr 1977 durch die Aufhebung der Zwangsmitgliedschaft.

### Gesetz zur Einrichtung der Cortes (1942)
1942 erließ Franco das „Gesetz zur Einrichtung der Cortes“ (Ley de la Creación de las Cortes), durch das die Cortes Generales wieder institutionalisiert wurden und ein Vorschlagsrecht für Gesetze erhielten. Über Annahme und Ablehnung der Gesetzesvorhaben bestimmte Franco. Die Cortes traten zwei- oder dreimal im Jahr auf Ladung ihres durch Franco berufenen Vorstehers zusammen. Franco stand es auch zu, zwei Drittel der Mitglieder der Cortes direkt und das letzte Drittel indirekt zu bestimmen – durch Wahlen ständischer und kommunaler Kreise nämlich, bei denen wenig dem Zufall überlassen wurde. 1967 reduzierte eine Reform die Anzahl der ernannten Abgeordneten erheblich und legte ein stärkeres Gewicht auf Wahlen, wobei allerdings die Hürden für die Ausübung des passiven Wahlrechts so hoch lagen, dass andere als regimetreue Kandidaten kaum eine Chance hatten.

### Grundgesetz der Spanier und Gesetz über Plebiszite (1945)
1945 wurden – als Ausdruck der Bemühungen Francos, die außenpolitische Isolation der unmittelbaren Nachkriegszeit, als Spanien von den Siegermächten ausdrücklich von der Teilnahme an der UNO und dem Marshallplan ausgeschlossen worden war, wenigstens abzuschwächen – am 17. Juli das „Grundgesetz der Spanier“ (Fuero de los Españoles) und am 22. Oktober das Gesetz über Plebiszite (Ley del Referendum) erlassen. Mit dem ersten wurden im Bestreben, angesichts der starken außenpolitischen Bedrängnis dieser Jahre den Gegnern des Systems den Wind etwas aus den Segeln zu nehmen, einige Grundrechte garantiert. Die Anerkennung dieser Grundrechte war allerdings davon abhängig, dass ihre Ausübung systemkonform geschah. Zudem standen ihnen generalklauselartige Pflichten wie die „Treue zum Staatsoberhaupt“ gegenüber. Die Schwelle für die Aufhebung der Grundrechte blieb bei alldem niedrig, Franco machte von dieser Möglichkeit nicht selten Gebrauch. Durch das „Grundgesetz der Spanier“ wurde politische Betätigung zwar zugelassen, allerdings ausdrücklich auf Familie, Kommune und Syndikat beschränkt.
Das Gesetz über Plebiszite diente dazu, den Entscheidungen Francos durch Akklamation einen Anschein demokratischer Legitimität zu verleihen, da ausschließlich er selbst solche Plebiszite ansetzen konnte und dies in der Praxis nur veranlasste, wenn er sich seiner Sache sicher sein konnte.
Zudem hielten die Plebiszite Mindestanforderungen an eine faire Abstimmung nicht stand. So war die Abstimmung über das Ley Orgánica del Estado von 1966 von massiven Unregelmäßigkeiten begleitet. Es wurde nach Angaben von Manfred von Conta nach massiver Propaganda, vorgedruckten „Ja“-Stimmzetteln und zwei Millionen mehr abgegebenen Stimmen, als überhaupt Wahlberechtigte vorhanden waren, mit einer Mehrheit von offiziell angeblich 95 % der Stimmen angenommen.

### Nachfolgegesetz (1947)
Das „Nachfolgegesetz“ vom 28. Juli 1947 (Ley de Sucesión a la Jefatura de Estado) erklärte Spanien zu einem „katholischen und sozialen“ Staat, der „sich in Übereinstimmung mit seiner Tradition zu einer Monarchie erklärt“. Mit diesem Gesetz wurde also – nach einem Jahrzehnt, in dem Franco die Frage der Staatsform mit Rücksicht auf die antimonarchistische Falange bewusst offen gelassen hatte – die Monarchie wieder eingeführt. Der Thron blieb jedoch zu Lebzeiten Francos vakant – ein deutliches Zeichen, dass die Zeiten des größten Einflusses der Falange sich ihrem Ende zuneigten. Bereits der darauf folgende Artikel allerdings sah vor, dass die Macht im Staate Franco selbst zustand. Anstelle eines Monarchen wurde in diesem Gesetz ein Regentschaftsrat bestimmt.

### Pressegesetz (1966)
1966 wurde ein reformiertes „Pressegesetz“ (umgangssprachlich nach dem Informationsminister als „Fraga-Gesetz“ bekannt) erlassen. Es löste dasjenige aus der Zeit des Bürgerkriegs ab. Die Zensur wurde etwas gelockert. Obwohl die Pressefreiheit damit noch immer keineswegs gewährleistet war, sollte es in der Praxis dennoch erhebliche Auswirkungen auf die spanische Gesellschaft haben, da diese erstmals seit Jahrzehnten den Zeitungen in Form von Berichten über Streiks und Unruhen entnehmen konnte, dass nicht alles im Lande so problemlos verlief, wie die falangistisch kontrollierten Medien es glauben machen wollten. Es wurde allgemein bekannt, wie viele verschiedene Kräfte sich mit ihren jeweiligen Anliegen gegen das Regime stellten, so viele Studenten, Basken und Katalanen, der Klerus der späten Jahre, und diejenigen, die Koalitions- und Streikrechte für Arbeitnehmer forderten.

### Staatsorganisationsgesetz (1967)
Den Abschluss der franquistischen Staatsverfassung bildete das am 11. Januar 1967 erlassene „Staatsorganisationsgesetz“ (Ley Orgánica del Estado). Neben einigen weiteren Modifikation der Staatsorganisation, welche die Zuständigkeiten verschiedener Gremien wie des Nationalrats und des Rates des Königreichs neu regelten, wurden im Wesentlichen die Ämter des Staatsoberhaupts und des Haupts der Exekutive (des Ministerpräsidenten) getrennt. Staatsoberhaupt blieb Franco, das Amt des Ministerpräsidenten blieb zunächst vakant. Bedeutung hatte das Gesetz für Francos Nachfolge. Zu einer konkreten Regelung der Sukzession in das Amt des Staatsoberhaupts kam es jedoch erst zwei Jahre später, als Juan Carlos I. auch offiziell für Francos Nachfolge ausgewählt wurde.

## Opposition gegen Franco

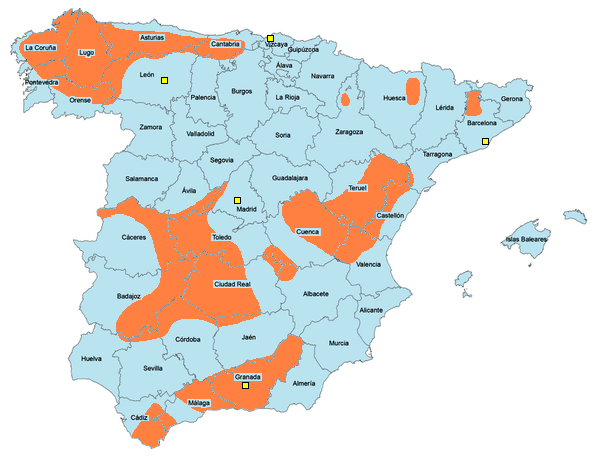
Hochburgen des Maquis in Spanien

Im franquistischen System gab es keine legale Opposition, wohl aber, insbesondere in den ersten Jahren des Regimes, Widerstandsgruppen der traditionellen Linken, die den Guerillakampf gegen Franco aufnahmen. Sie mussten allerdings spätestens in der Zeit der Entfaschisierung in den fünfziger Jahren infolge des Desinteresses der Bevölkerung, aber auch deren Ablehnung einer neuerlichen bewaffneten Auseinandersetzung, die Waffen vollends strecken. Als sich herausstellte, dass das Regime bis auf weiteres weder von innen noch durch Interventionen von außen zu stürzen war, besannen sich diese Gruppen auf andere Vorgehensweisen, die allerdings Franco nie ernsthaft gefährlich wurden.
Durch alle Jahre des Franquismus existierte bis in das Jahr 1977 eine Exilregierung der Republik in Mexiko, die sich erst unmittelbar nach den ersten freien Wahlen auflöste. Im Zuge der ökonomischen Krise Ende der 1950er Jahre, die das Opus Dei in seiner Machtrolle beförderte, sah sich auch die Opposition außerhalb Spaniens zu einigen Aktionen berufen und gab ein viel beachtetes Lebenszeichen von sich, als alle oppositionellen spanischen Parteien mit Ausnahme der Kommunisten einen Kongress in München abhielten.
In den späteren Jahren des Franco-Regimes bildeten sich von diesen traditionellen Parteien und Bewegungen weitgehend unabhängige oppositionelle Gruppen heraus. Widerstand war selbst – und sogar vor allem – unter den nominellen Verbündeten Francos zu finden. Bereits erwähnt wurden die kirchliche Opposition gegen Franco in den letzten Jahren seines Regimes und die Oppositionshaltung der Altfalangisten.

### Die Comisiones Obreras (CC.OO)
Als eine neue Form der Opposition, die nicht allgemeinpolitisch tätig war und von der traditionellen Linken und Teilen der katholischen Kirche unterstützt wurde, sind insbesondere die illegalen freien Gewerkschaften anzusehen. Diese Gewerkschaften konnten im franquistischen Staat insoweit Erhebliches bewirken, als sie einer tragenden Säule des franquistischen Regimes – nämlich den vertikalen Syndikaten – und damit dem System des Franco-Regimes ganz konkret gefährlich wurden.
Neben der HOAC und der USO sind hier besonders die Comisiones Obreras (CC.OO, Arbeiterkommissionen) hervorzuheben. Sie wurden von 1956 an, als das franquistische System gerade durch Streiks und Wirtschaftskrise gelähmt wurde, als freie Gewerkschaftsbewegung zu einer der bedeutsamsten oppositionellen Gruppierungen. In ihnen verbanden sich Sozialisten, Kommunisten und die katholische Arbeiterbewegung, zumeist unter kommunistischer Federführung. Ihr gelang es in noch höherem Maße als den anderen illegalen Gewerkschaften, die Zwangskorporation der Arbeiter unter staatlicher Aufsicht – den Syndikalismus – zu unterlaufen und die Arbeiterschaft recht weitgehend der Kontrolle durch den franquistischen Staat zu entziehen. Die CC.OO machten gewissermaßen die Prinzipien des Guerillakampfes dem Gebiet des Arbeitskampfes dienlich: sie organisierten zum Kampf für jeweils konkrete, fest umrissene Ziele die Arbeiterschaft in Versammlungen, die anschließend sofort wieder aufgelöst wurden. Aus diesem Grund waren die CC.OO für die Obrigkeit kaum zu fassen. Dennoch kam es in den letzten Jahren des Regimes zu Verhaftungen und zu Verurteilungen, zu langjährigen Haftstrafen, wie insbesondere im Falle der „11 von Carabanchel“ oder 1972/73 im „Prozess Tausendeins“ gegen die Führungsmannschaft der CC.OO.

### Der Franquismus und die nichtkastilischen Gebiete Spaniens

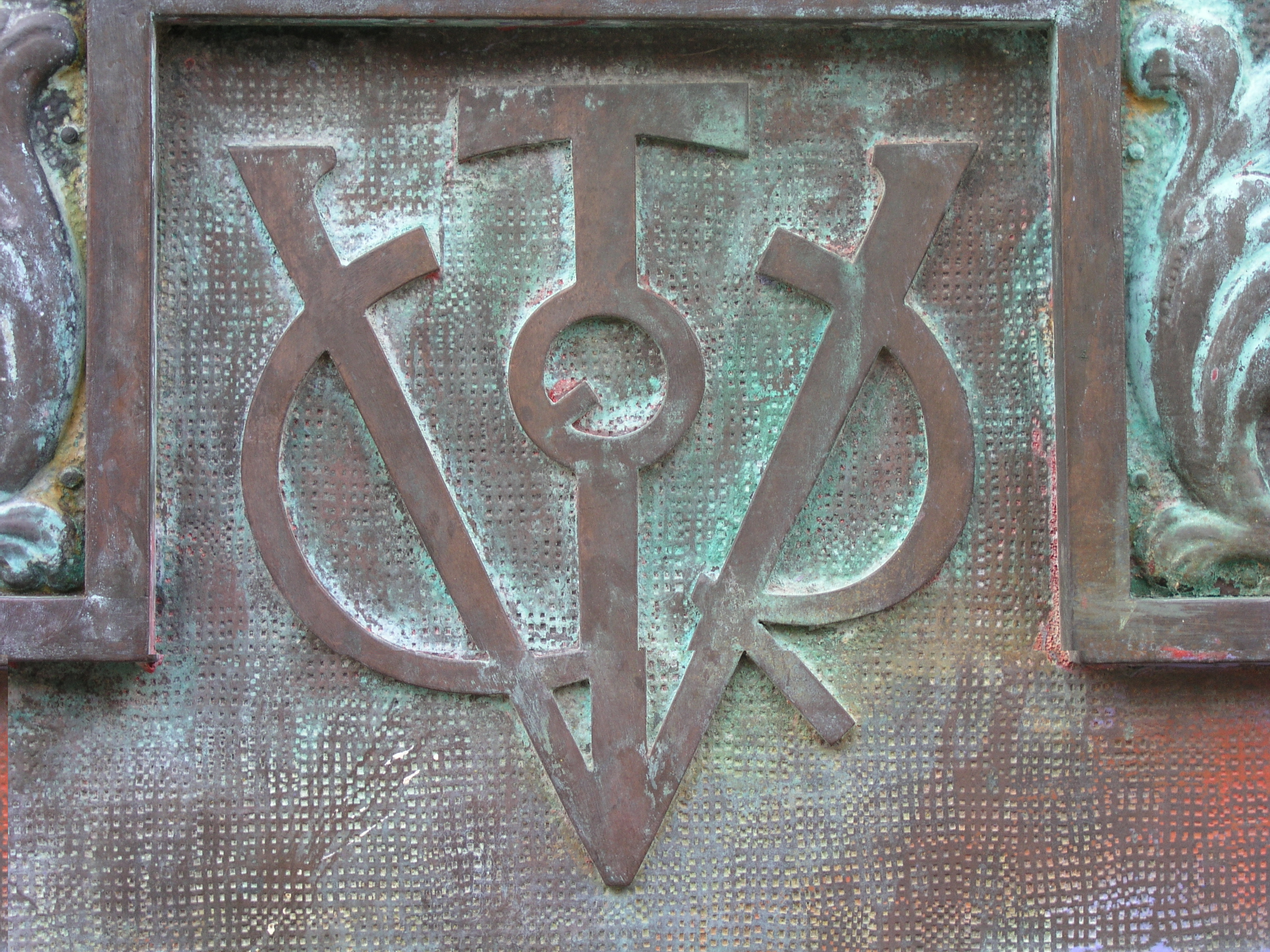
Emblem der Franco-Zeit, das sich aus den Buchstaben VICTOR („Sieger“) zusammensetzt

Der Franquismus war streng zentralistisch ausgerichtet und stand Autonomiebestrebungen der seit jeher weniger fest in den spanischen Staat integrierten nichtkastilischen Gebiete Spaniens, insbesondere Kataloniens und des Baskenlands, mit größtem Misstrauen gegenüber. Diese Gebiete hatten zudem während des Bürgerkriegs die Republik unterstützt, weshalb die Repressionsmaßnahmen hier besonders hart ausfielen – am stärksten hatte das Baskenland, dessen drei Provinzen Franco wegen ihrer Rolle im Spanischen Bürgerkrieg als „Verräterprovinzen“ bezeichnete, zu leiden. Unter Franco konnte bereits ein katalanischer Volkstanz, die Sardana, oder das Zeigen der baskischen Flagge, der Ikurriña, als Zeichen zum Umsturz aufgefasst werden.
Die Repression bezog sich auch auf den öffentlichen Sprachgebrauch. Der Unterricht in nichtkastilischen Sprachen wurde abgeschafft, so dass alleine noch der Unterricht in „christlicher“ (kastilischer) Sprache zulässig war. Ortsnamen wurden hispanisiert, und der Gebrauch der katalanischen, baskischen und galicischen Sprache wurde unter Einsatz des Slogans „Wenn du Spanier bist, sprich spanisch!“ bei Behörden und in der Öffentlichkeit verboten. Das ging so weit, dass der bereits nominierte Sänger Joan Manuel Serrat nicht beim Eurovision Song Contest 1968 antreten durfte, weil er den Song La, la, la in katalanischer Sprache singen wollte. Die Regionen reagierten zuerst, indem die spezifische Landeskultur im privaten Bereich gepflegt wurde und indem sie sich bei Volksabstimmungen aller Art massenhaft der Stimme enthielten.
In Katalonien überwog dieser passive Widerstand bis in die 1970er Jahre und fand ab Anfang der 1960er Jahre Ausdruck in der Nova Cançó, dem „Neuen Lied“. Vorbilder fanden die zuerst anonymen Liedermacher beim angelsächsischen Folk, beim Chanson und im eigenen Volksliedgut.
In Katalonien kam der Brauch auf, in Kneipenhinterzimmern in der aus der Öffentlichkeit verbannten katalanischen Sprache Lieder zu singen. Die Liedermacher verfassten ihre Werke selbst und traten wegen der stets drohenden Repression zumeist im bescheidenen Rahmen auf. Die Lieder hatten oft Zusammenhalt und Gemeinschaftsgefühl zum Thema. Berühmte Vertreter der Nova Cançó waren Lluís Llach (nicht zuletzt mit seinem Lied L’Estaca – „Der morsche Pfahl“ –, mit dem er auf das Franco-Regime anspielte), Francesc Pi de la Serra, Maria del Mar Bonet und Raimon. In Katalonien ist bis heute der Auftritt Raimons am 18. Mai 1968 legendär (bekannt als 18 de maig a la villa), zu dem trotz um sich knüppelnder Polizei Hunderttausende strömten. Die Nova Cançó wurde nach dem Ende des Franquismus zunächst voreilig als überholt abgetan, setzte sich aber auch in der Folgezeit durch, als Lluís Llach in den Achtzigern daran mit Liedern wie No es aixó („Kein solches Spanien war gemeint“) anknüpfte.
Im Baskenland begann sich ab etwa 1960 – dem Jahr der Gründung der ETA in Bilbao – aktiver Widerstand zu formieren, der sich ab 1967 in Bombenanschlägen äußerte. Das Mittel gewaltsamer Anschläge zur sukzessiven Erreichung einer Autonomie bzw. Unabhängigkeit vom Nationalstaat war jedoch unter der baskischen Bevölkerung bereits damals keineswegs unumstritten. Die hierauf einsetzenden Repressionsmaßnahmen des Regimes trugen dazu bei, Franco im Baskenland noch verhasster zu machen.
Im Zuge des Burgos-Prozesses von 1970, in dem 16 etarras vor Gericht gestellt wurden, erlitt das Franco-Regime einen erheblichen innen- wie außenpolitischen Gesichtsverlust, als die unerschrockenen Angeklagten vor dem Gericht unter den Augen der Weltöffentlichkeit die antibaskische Politik und die Foltermethoden des Regimes anprangerten.

## Mythologie des Franquismus
Der militärische Sieg Francos im Spanischen Bürgerkrieg diente als zentrale Legitimationsquelle des Regimes. Der Franquismus zielte darauf ab, jedermann fortwährend an diesen Sieg zu erinnern. Der Krieg und die Begebenheiten, die sich zur heroischen Stilisierung eigneten, wurden zum Gründungsmythos der Franco-Diktatur. In diesem Sinne wurde zum 1. April, dem Tag des Sieges und wichtigstem Anlass im franquistischen Jahreslauf, alljährlich eine Militärparade (desfile de la Victoria) abgehalten.

### „¡El Alcázar no se rinde!“
(„Der Alcázar ergibt sich nicht!“)

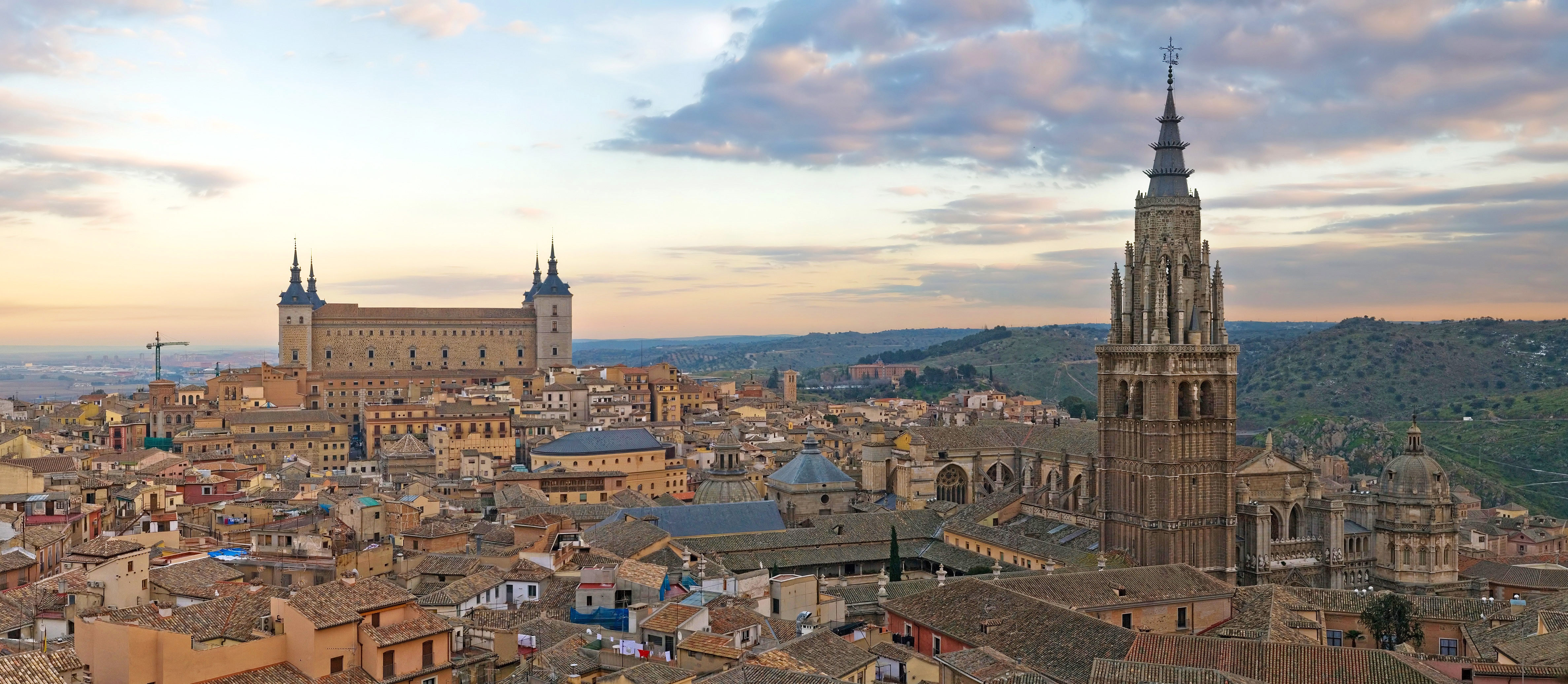
Toledo mit dem Alcàzar

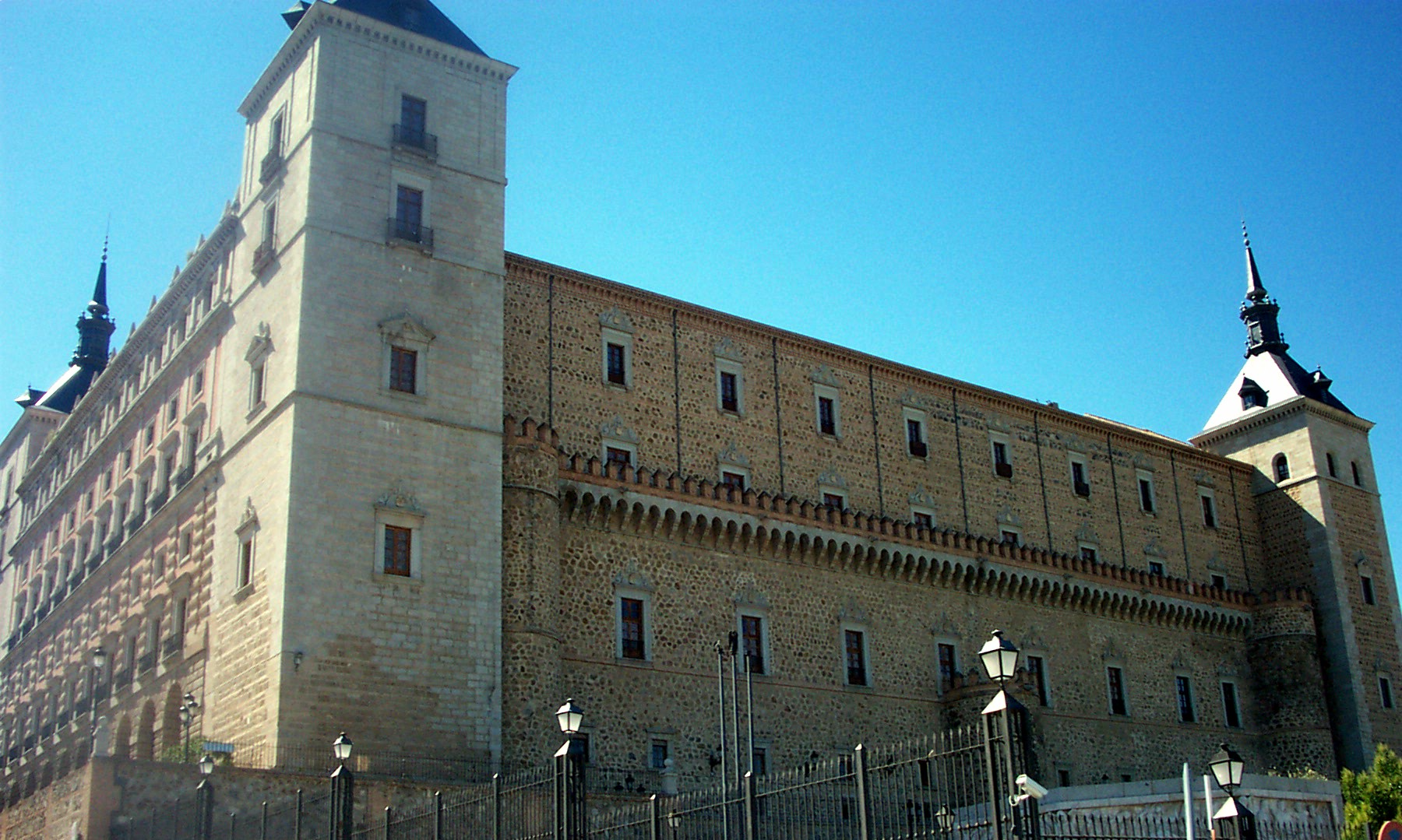
Der Alcázar von Toledo

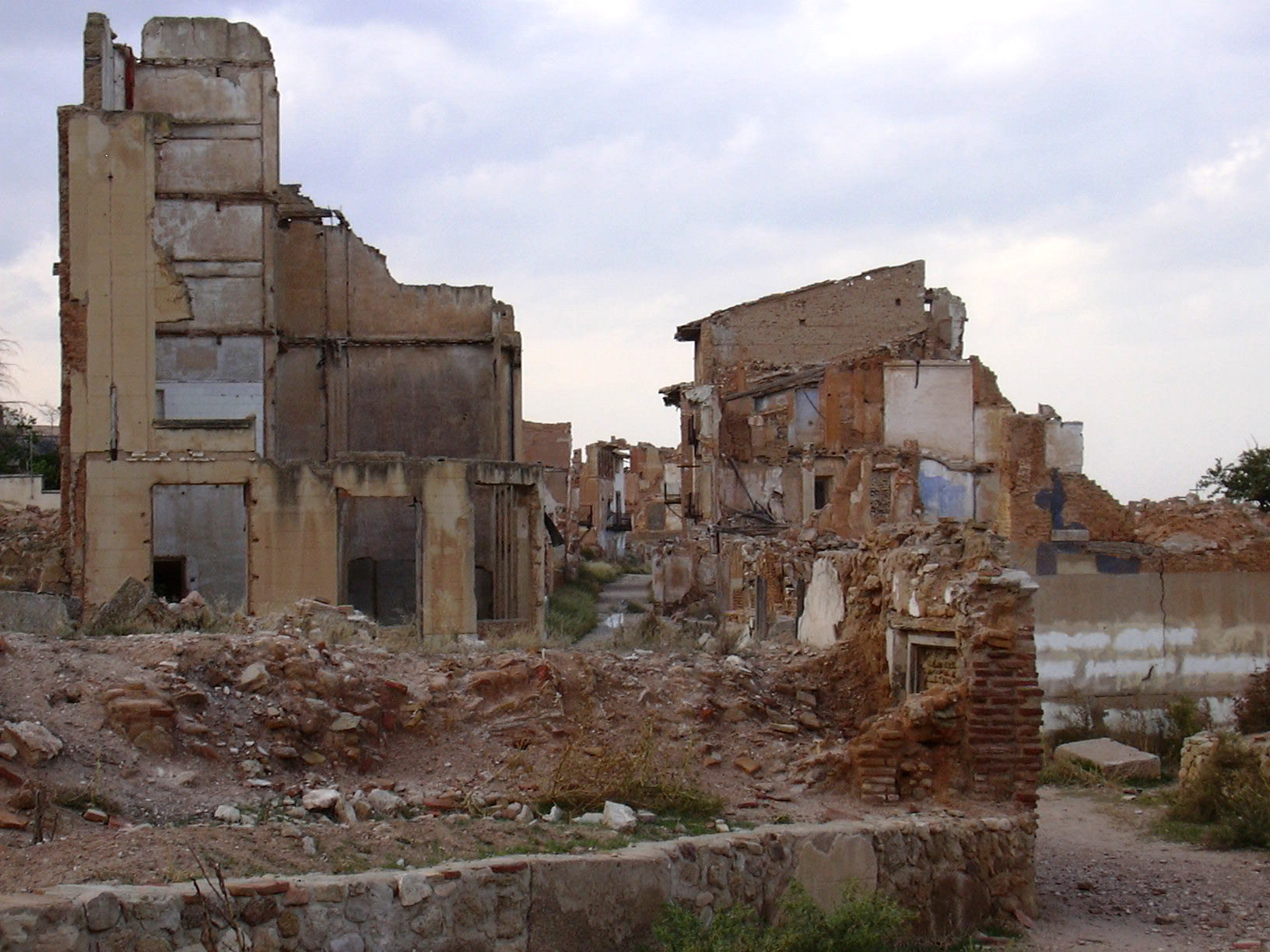
Ruinen von Belchite

Eine zentrale franquistische Weihestätte, in der die nationalistischen Leistungen im Bürgerkrieg verherrlicht wurden, war der Alcázar von Toledo. Diese alte Festung, die das Stadtbild Toledos dominiert, war von Oberst José Moscardó 1936 unter großen Entbehrungen durch zwei Monate gegen die republikanischen Streitkräfte verteidigt worden. Franco hatte den Heeresteil unter Oberst José Varela im September 1936, als die nationalspanischen Truppen sich Toledo hinreichend genähert hatten, nicht zuletzt unter propagandistischen Gesichtspunkten mit dem Auftrag entsandt, den Alcázar vor dem Fall zu bewahren. Seine Rechnung ging auf: die Kämpfe in Toledo, das Ausharren des Alcázars und seine Entsetzung aus höchster Not – die Besatzung, unter ihnen Frauen und Kinder, lebte zuletzt von 180 Gramm Brot am Tag und kratzte als Ersatz für das Speisesalz den Salpeter von den Wänden – wurde zu einem Bürgerkriegsmythos des Franco-Regimes, der auch außerhalb Spaniens Beachtung fand. Der Slogan ¡El Alcázar no se rinde! („Der Alcázar ergibt sich nicht!“) wurde zu einem franquistischen Gegenstück des von Dolores Ibárruri geprägten republikanischen Slogans ¡No pasarán! („Sie werden nicht durchkommen!“).
Der Kampf um Toledo und den Alcázar wurde zu einem Monument des Siegs im Bürgerkrieg. In den Kellergängen des Alcazar, wo die Besatzung ausgeharrt hatte, hingen Grußtafeln der Regimenter des spanischen Heers, und in den oberen Räumen wurden republikanische Geschosse, Bilder der bei der Verteidigung Gefallenen und ähnliche Objekte gezeigt.
Insbesondere war im Alcázar noch lange nach Francos Tod das Büro Moscardós zu sehen, das man eigens in dem halbzerstörten, einschussübersäten Zustand belassen hatte, in dem es nach der Durchbrechung der republikanischen Belagerung vorgefunden worden war. In diesem Raum zeichneten Tafeln in zahlreichen Sprachen den Dialog nach, den Moscardó telefonisch mit seinem gefangen genommenen Sohn Luis hielt. Dieser war Faustpfand der republikanischen Truppen, welche die Kapitulation des Alcázars forderten: Der Sohn sollte für den Fall getötet werden, dass der Alcázar nicht übergeben werden würde. Moscardó war sich allerdings gewärtig, dass das Leben seines Sohnes im spanischen Juli 1936 (als Antoine de Saint-Exupéry notierte: „Man erschießt hier, wie man Bäume fällt“) wohl auf jeden Fall verloren und dass äußerst ungewiss war, wie mit der Besatzung des Alcázars nach ihrer Kapitulation verfahren werden würde. Der Dialog gipfelt darin, dass Moscardó seinem Sohn rät, seine Seele Gott zu empfehlen, Viva España zu rufen und wie ein Patriot zu sterben (Pues encomienda tu alma á Dios, dà un grito de ¡Viva España! y muere como un patriota). Nachdem sein Sohn sich verabschiedet hat, lässt Moscardó dem republikanischen Befehlshaber ausrichten: Puede ahorrarse el plazo que me ha dado, puesto que el Alcázar no se rendirá jamás („Sie können sich die mir eingeräumte Bedenkzeit sparen, denn der Alcázar wird sich niemals ergeben“). Diese Episode fand weltweit besondere Beachtung. So verfasste der Südafrikaner Roy Campbell, dessen Sympathien bei Franco lagen und der den Ausbruch des Bürgerkriegs und den anschließenden Kampf um Toledo selbst erlebt hatte, ein längeres Gedicht mit dem Titel „Flowering Rifle“, worin er Moscardó mit Gott vergleicht, da er wie jener seinen eigenen Sohn hingegeben habe.
Ein anderes derartiges Denkmal ist der Ort Belchite in der Provinz Saragossa. Dieser war zwischen dem 24. August und dem 6. September 1937 Schauplatz eines Häuserkampfes infolge einer republikanischen Offensive auf Saragossa. Die hierdurch beinahe vollständig zerstörte Stadt, die Francos Truppen 1938 zurückeroberten, wurde als ein Symbol für die „rote Barbarei“ nicht wieder aufgebaut. 1954 eröffnete Franco in einem Gedenkakt das in der Nachbarschaft neu aufgebaute „neue Belchite“.

### „¡Viva Cristo Rey!“
(„Es lebe Christus, unser König!“)
Ein weiterer politischer Mythos, der vom Franquismus als Stütze seiner Legitimation verwendet wurde, bezieht sich auf die gegen Klerus, Laien und das Eigentum der Kirche gerichtete Gewalt, die, vor allem durch anarcho-syndikalistische Aktivisten, bereits zu Zeiten der Zweiten Republik (wie in den Tagen nach dem 10. Mai 1931) begonnen hatte. Während der ersten Zeit des spanischen Bürgerkriegs äußerte sich diese Gewalt gegen den spanischen Klerus in Brandstiftungen und Bilderstürmereien in spanischen Kirchen und Klöstern. Auch H. Thomas räumt ein, dass man „[nie] in der europäischen Geschichte oder sogar Weltgeschichte […] einen so leidenschaftlichen Hass gegen die Religion und alles damit Zusammenhängende gesehen“ habe. Auch wenn die massiven Verfolgungen – unter anderem durch Todesschwadronen, die sich selbst als „Tschekas“ bezeichneten – nach einigen Monaten stark abebbten, war der nationalspanische Mythos und das propagandistische Instrument einer fanatischen Religionsfeindlichkeit der republikanischen Seite geboren.

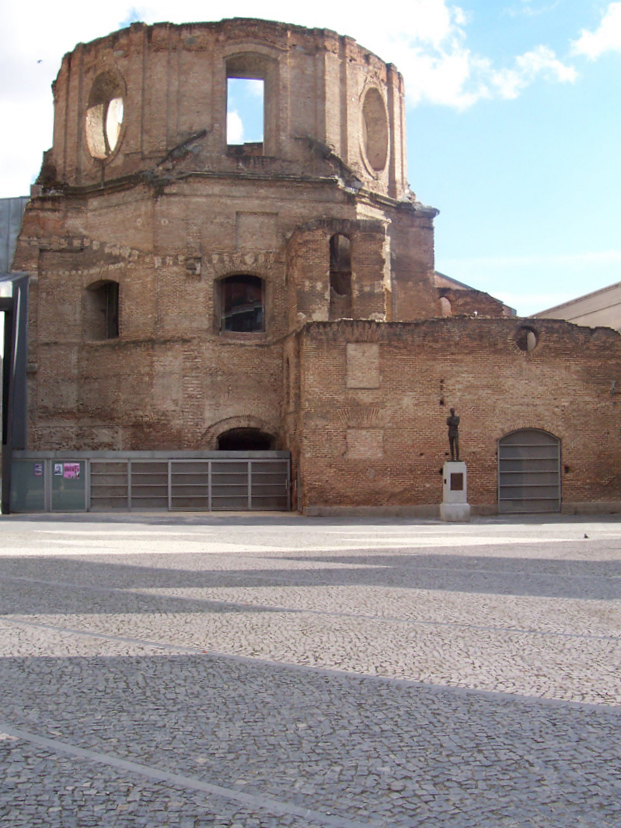
Die während des Bürgerkriegs zerstörte Iglesia de las Escuelas Pías in Madrid

Unter den Begriff der Christenverfolgung werden hier nicht nur jene Gewaltakte gegen die katholische Kirche und ihre Gläubigen gefasst, die oft von erheblicher Grausamkeit geprägt und an blasphemischen Elementen nicht arm waren, sondern auch gegen die Religionsfreiheit gerichtete Akte wie die praktisch vollständige Einstellung der Gottesdienste, die Zweckentfremdung zahlreicher Kirchen als Warenhäuser und Markthallen oder zugunsten anderer profaner Zwecke und selbst die Vernichtung privater Devotionalien als „Kultobjekte“. Wenngleich die großen Kunstschätze im Bürgerkrieg erhalten blieben, wurden dennoch zahlreiche Kunstwerke nicht zuletzt durch derartige Übergriffe unwiederbringlich zerstört.
Gerald Brenan führte in den 1940er Jahren aus, dass man

„kaum falsch in der Behauptung [gehe], daß alle in der letzten Zeit in Spanien niedergebrannten Kirchen von Anarchisten angezündet wurden und dass die meisten getöteten Priester von ihrer Hand starben.“

Das erkläre sich, so Brenan,

„aus dem Haß eines Häretikers gegen die Kirche, aus der er hervorging. Denn in den Augen spanischer Anarchisten nimmt die katholische Kirche einen ähnlichen Platz ein, wie im christlichen Denken der Antichrist. Sie bedeutet ihnen weit mehr als nur ein Hindernis zur Revolution. Sie erkennen in ihr die Quelle allen Übels, die Verführerin der Jugend mit ihrer Lehre von der Erbsünde, die Leugnerin von Natur und Naturgesetz, das sie salud, Heil, nannten. Auch karikiert die Kirche mit ihrer angeblich brüderlichen Liebe und gegenseitigen Vergebung das große Ideal menschlicher Solidarität.“

Ein häufig wiedergegebenes Erklärungsmuster für diesen fanatischen Antiklerikalismus ist das Folgende. In den vergangenen hundert Jahren war der Kirche zunächst der materielle Boden entzogen worden, als 1836 die Orden und 1841 die Kirche selbst enteignet wurden; im Konkordat von 1851 hatte die Kirche auf diesen enteigneten Besitz auch formell verzichtet. Das allerdings geschah gegen das Zugeständnis, dass der Staat für den Unterhalt der Kirche und der Geistlichkeit aufkam und sie seinem besonderen Schutz unterstellte. Im Konkordat vollends wurde die katholische Konfession als „Religion der spanischen Nation“ anerkannt, und der Staat hatte für Religionsunterricht in den Schulen zu sorgen. In der Verfassung von 1876 wurde der Katholizismus wie bereits 1812 endgültig wieder zur Staatsreligion erklärt und die Kirche sukzessive in ihre alten Rechte wieder eingesetzt.
Hatten sich zumindest Teile der Kirche, insbesondere die Angehörigen mancher Orden, in früheren Jahrhunderten noch an die Seite der unteren Schichten der spanischen Gesellschaft gestellt, so nahm sie, die nun vom Wohlwollen des Staats abhängig geworden war, betont Rücksicht auf die Oberschicht, um sich gut mit ihr zu stellen. Die Oberschicht vergalt es ihr damit, dass sie es der Kirche gestattete, regelrechte Konzerne aufzubauen und zu betreiben, womit die Kirche ihre wirtschaftliche Handlungsfähigkeit bald wiederherstellen konnte. In den Augen der unteren Schichten aber hatte die Kirche sie vergessen und verraten und war habgierig geworden. Diese neue Sicht setzte sich vor allem in der Tagelöhnerwirtschaft des Südens durch. Gerade der Süden aber – vor allem Andalusien – wurde zur Hochburg der anarchosyndikalistischen Bewegung. Salvador de Madariaga zitiert einen katalanischen Priester mit den folgenden Worten: „Die Roten haben unsere Kirchen verbrannt, doch zuerst haben wir Priester die Kirche zerstört.“
Die Außenwelt war nicht immer geneigt, zwischen der Republik als solcher und den Urhebern der Gewalt gegen die katholische Kirche zu unterscheiden, deren in Spanien einflussreiche politische Stellung im Ausland wenig bekannt war. Im republikanischen Gebiet wurden die exzessiven Gewaltakte in der Regel – soweit unter den gegebenen Umständen möglich – eingedämmt, sobald die chaotischen Zustände der ersten Wochen vorbei waren. Im Unterschied dazu wurde im nationalspanischen Gebiet gegen Gewalttätigkeiten im Hinterland kaum etwas unternommen. Die unleugbaren Gräuel verursachten jedoch einen nicht wieder gutzumachenden Schaden am Image der Republik. Denn der Umstand, dass es sich um militärisch nicht gebotene und somit um politisch motivierte Gewalthandlungen und Tötungen handelte, lag hierbei auf der Hand, weshalb die Zahl der getöteten religiosos sehr viel größere Aufmerksamkeit auf sich zog als die absolut oft bedeutend höheren Zahlen der Getöteten aus anderen gesellschaftlichen Gruppen. Relativ war die Zahl der getöteten Kleriker indessen beachtlich hoch: Salvador de Madariaga geht davon aus, dass 13 Prozent des Klerus und 23 Prozent der Ordensangehörigen getötet worden seien.
Nach Hugh Thomas soll sich die Zahl der getöteten Geistlichen, die er mit 7.937 Geistlichen angibt, in der Größenordnung der „sechzehntausend Priester“ jener Hymne Paul Claudels Aux Martyrs Espagnols („An die spanischen Märtyrer“) halten:
| On nous met le ciel et l’enfer dans la main et nous avons quarante secondes pour choisir. Quarante secondes, c’est trop! Sœur Espagne, sainte Espagne, tu as choisi! Onze évêques, seize mille prêtres massacrés et pas une apostasie! | Man legt uns Himmel und Hölle in die Hände und gibt uns vierzig Sekunden, uns zu entscheiden. Vierzig Sekunden sind noch zu viel! Schwester Spanien, heiliges Spanien, du hast gewählt! Elf Bischöfe, sechzehntausend Priester wurden massakriert und doch ist keiner vom Glauben abgefallen! |

Sechzehntausend entspräche allerdings glatt der doppelten von Hugh Thomas genannten Opferzahl. Diese Angabe geht offenbar auf die vom Vatikan im Jahr 1937 veröffentlichte, damals zu hoch gegriffene Zahl getöteter Kleriker zurück. Der Vatikan geht heute von 6.845 getöteten Geistlichen aus, zu denen er allerdings mehrere tausend Laien zählt, deren genaue Zahl nicht bestimmbar sei. Auch andere Quellen geben gegen 7.000 ermordete Geistliche an.

Flagge Nationalspaniens während des Bürgerkriegs

Der nationalspanischen Seite war mit diesen Vorfällen ein propagandistisch bestens verwertbares Argument für ihren Kampf gegen die Republik an die Hand gegeben, die in den Augen vieler Betrachter innerhalb und außerhalb Spaniens sogar den eher großspurigen Ausdruck der cruzada („Kreuzzug“) und den Ehrgeiz rechtfertigen konnte, in Spanien das christliche Abendland mit der Waffe in der Hand gegen die „rote Barbarei“ zu verteidigen. Das Schlagwort von der cruzada wurde rasch zu einem wirksamen Element der nationalspanischen Propaganda, besonders nachdem im September 1936 auch der Bischof von Salamanca, Enrique Pla y Deniel, in einem Hirtenbrief offiziell zum „Kreuzzug“ aufrief.
So konnte eine moralische Rechtfertigung dem republikanischen Anspruch entgegengesetzt werden, dass in Spanien die Demokratie gegen den Faschismus verteidigt werde – ein Mythos auch dies, war doch in der Republik alsbald eine „durchgreifende soziale Revolution […] vierspännig über die Verfassung von 1931 hinweggefahren“.
Die dramatischen Geschehnisse erweckten bei zahlreichen Zeitgenossen den Eindruck, als ginge geradezu ein endzeitlicher Kampf vor sich, und die Wirkung auf die Katholiken nicht nur Spaniens, sondern Europas war beträchtlich. Viele Kämpfer auf nationalspanischer Seite zogen darum mit dem bereits im Zuge der antiklerikalen Mexikanischen Revolution während des Cristero-Kriegs bekannt gewordenen Ruf „¡Viva Cristo Rey!“ („Es lebe Christus, unser König“) auf den Lippen in die Schlacht. Sogar die Falange entwickelte einen bis dahin bei ihr nicht feststellbaren religiösen Eifer; „die Propaganda stellte den idealen Falangisten als halb Mönch, halb Krieger dar“. Hinzu kam der erwähnte am 1. Juli 1937 von den meisten spanischen Bischöfen veröffentlichte Hirtenbrief, in dem die Kriegsführung der nationalistischen Seite als Verteidigung der Religion gerechtfertigt wurde. Neben dem Umstand, dass die nationalspanische Seite alles tat, um die Sympathien dieser mächtigen Verbündeten auf ihre Seite zu ziehen – was nicht allzu schwierig war, da wenig Zweifel daran statthaft waren, welcher Seite die Abneigung der Kirche von vorneherein zukam – wird man gewiss den Eindruck in Rechnung zu stellen haben, welchen die Morde an ihren Amtskollegen im Klerus hervorrufen mussten.
Die zahlreichen Fälle von Priestern und Ordensangehörigen, aber auch von Laien, von denen viele noch im Angesicht ihrer Mörder ihren Glauben bezeugten (233 von ihnen wurden von der katholischen Kirche im Jahr 2001 seliggesprochen), wurden in Francos Spanien (und nicht nur dort) unter der Bezeichnung „Christkönigshelden“ an den Schulen gelehrt. Von dem Historiker Hugh Thomas wird die Geschichte des Priesters von Navalmoral geschildert, den seine Peiniger mit Auspeitschen, Dornenkrone und einem mit Essig getränkten Schwamm die Passion Christi nachleiden ließen, bevor sie die Lust an der Sache verloren und ihn, der seine Mörder segnete und ihnen vergab, erschossen, statt ihn an ein Kreuz zu heften. Obgleich es unbestreitbar zu derartigen Glaubensbezeugungen kam, sind im Einzelfall Tatsachen und propagandistische Fiktion mitunter schwer auseinanderzuhalten. So scheinen die Berichte über angeblich vergewaltigte Nonnen, die erhebliche propagandistische Wirkungen im Ausland hervorriefen, praktisch vollständig dem Reich der Phantasie entsprungen.
Eine unter dem Franquismus besonders häufig kolportierte, aber ebenfalls mindestens ausgeschmückt anmutende Geschichte eines „Christkönigshelden“ ist zum Beispiel der Bericht vom Schicksal des jungen Carlisten António Molle Lazo, der einem Zug von „Marxisten“, die „¡Muera España! ¡Viva Rusia!“ („Tod Spanien! Hoch Russland!“) gerufen haben sollen, ein „¡Viva España! ¡Viva Cristo Rey!“ („Es lebe Spanien! Es lebe Christus, der König!“) entgegensetzte. Hierauf soll dem Anführer die Idee gekommen sein, Molle so lange zu foltern, bis er „¡Viva el comunismo!“ von sich geben würde, wobei Molle der Geschichte zufolge starb, ohne sich dieses Wort entringen zu lassen.
Das Bild des damit einhergehenden, von Franco gepflegten und für seinen Führerkult in vieler Hinsicht verwendeten Mythos einer spanischen Kirche von Märtyrern ist jedoch unvollständig. So ist festzustellen, dass in der Republik keineswegs alle Priester umgebracht oder vertrieben wurden, sondern der Mehrheit der Kleriker – was freilich ebenfalls ein Eingriff in elementare Rechte war – lediglich die Ausübung ihrer Arbeit und das Tragen geistlicher Tracht untersagt wurde. Zudem kam es auch auf Seiten der Nationalen zu Übergriffen gegen den Klerus, besonders gegen baskische Priester, die mit der Republik kooperiert hatten. Bereits vor dem Spanischen Bürgerkrieg hatte ferner die Falange selbst Kirchengebäude angezündet, um die Tat dann den Anarchosyndikalisten anzuhängen, und beim Fall der Stadt Badajoz fanden die Eroberer wenig dabei, Milizionäre der republikanischen Seite noch auf den Stufen des Hochaltars der Kathedrale zu töten.

### „¡Tenemos un Caudillo!“
(„Wir haben einen Anführer/Heerführer!“)

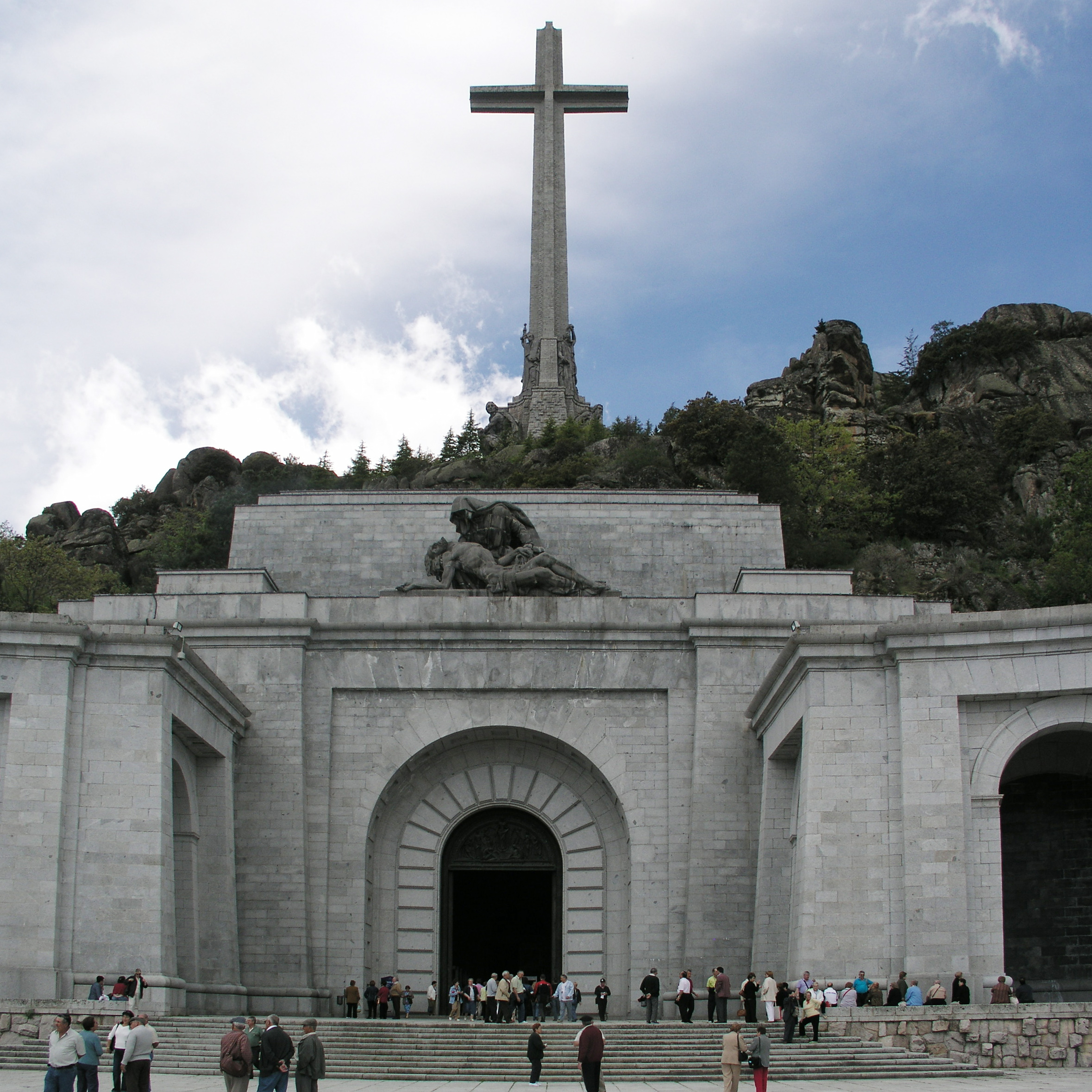
Valle de los Caídos

Franco selbst wurde zum Gegenstand der Mythologisierung. Der Führerkult um Franco bediente sich nicht selten religiöser Vergleiche, indem er Franco als auserwählten Retter Spaniens und sogar als vom Heiligen Geist erleuchtet darstellte. Franco wurde von seinen Anhängern ferner mit Alexander dem Großen, Napoléon Bonaparte oder dem Erzengel Gabriel verglichen. Der Diktator, dessen Geburtsstadt Ferrol in „El Ferrol del Caudillo“ umbenannt wurde, war in den größeren spanischen Städten mit einem Standbild hoch zu Ross als Anführer der cruzada und in zahllosen weiteren spanischen Städten und Dörfern als Namensgeber der Hauptstraßen vertreten.
Als Beispiel für den Führerkult soll auszugsweise das folgende Lied der Jugendorganisation des Movimiento Nacional dienen, das aus der Zeit vor dem Umbau des Staats Ende der 1950er Jahre stammt. Es stammt von José Antonio Medrano, trägt den Titel Tenemos un Caudillo („Wir haben einen Caudillo“) und kann für eine Anzahl von Liedern dieser Zeit als typisch angesehen werden:

«Nuestro guía y capitán:
 unidos en la guerra
 hermanados en la paz,
 tan solo a ti juramos
 como guía y capitán
 que prometemos
 seguir con lealtad. […]
Tenemos un Caudillo
 forjador de nueva historia
 es Franco, ¡Franco! ¡Franco!,
 nuestro guía y capitán
 es Franco ¡Franco! ¡Franco!
 en la guerra y en la paz.»

„Unser Führer und Hauptmann:
 im Krieg vereinigt,
 im Frieden verbrüdert
 nur dir allein schwören wir
 als Führer und Kapitän
 dass wir versprechen,
 dir in Treue zu folgen. […]
Wir haben einen Caudillo
 den Schmied der neuen Geschichte
 es ist Franco! Franco! Franco!
 unser Führer und Kapitän
 es ist Franco! Franco! Franco!
 in Krieg und Frieden.“

Der franquistische Führerkult und das franquistische Bürgerkriegsgedenken kommen in dem franquistischen Bauwerk par excellence – dem Valle de los Caídos („Tal der Gefallenen“) bei El Escorial – am reinsten zum Ausdruck. Das Valle de los Caídos wurde von Kriegs- und politischen Gefangenen in den Felsen der Sierra de Guadarrama gehauen. In diesem Mahnmal wurden neben den Gebeinen zehntausender auf Seiten Nationalspaniens sowie der Republik gefallener Krieger nicht nur Franco selbst, sondern auch der (der franquistischen Darstellung zufolge – ein weiterer Gründungsmythos – als Märtyrer ums Leben gekommene) Gründer der Falange José Antonio Primo de Rivera beigesetzt. Nach offizieller Darstellung des Franco-Regimes handle es sich um einen Ausdruck der „Versöhnung“, da auch Spanier der anderen Seite dort ihre letzte Ruhestätte fanden – einer vordergründigen Versöhnung allerdings, die nicht nur architektonisch zu den Bedingungen des Siegers geschah und neben der Apotheose Francos und des jüngeren Primo de Rivera eher wie ein Almosen anmutet. Zudem ist die Basilika mit Szenen aus der Apokalypse des Johannes ausgeschmückt, wobei die Anspielungen auf das Tier mit den sieben Hörnern oder den Antichristen kaum missverständlich sind.

## Ende des Franquismus

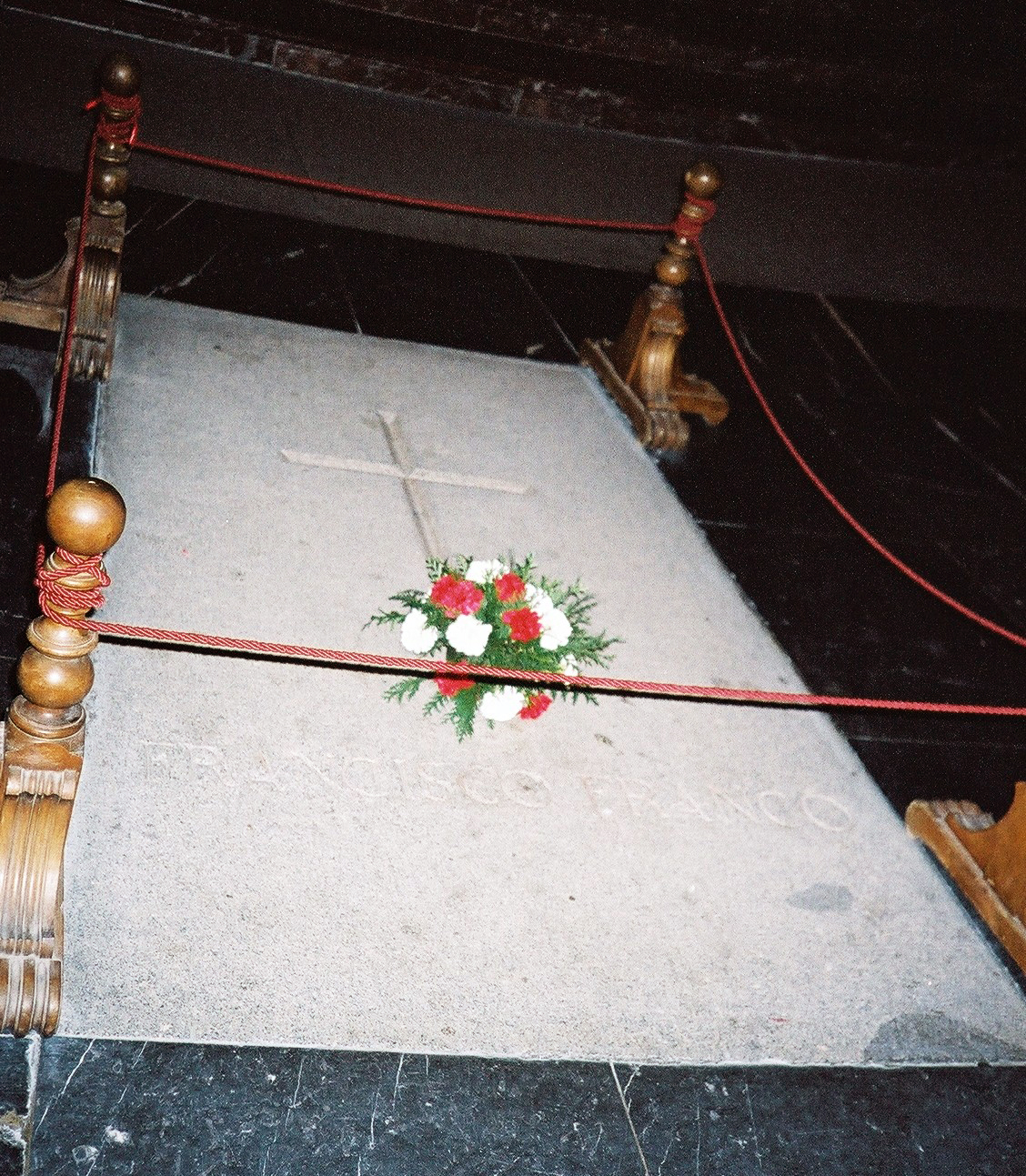
Francos Grab im Valle de los Caídos

Mitte Oktober 1975 erkrankte Franco, der immer deutlichere Zeichen von Senilität gezeigt hatte, an Grippe und erlitt hierauf drei Herzinfarkte. Wochenlang lag der Diktator in Agonie, das Elektroenzephalogramm zeigte längst kein Leben mehr an. Erst am 20. November 1975 (in Spanien als „20-N“ bekannt) – dem 39. Todestag José Antonio Primo de Riveras – wurde Francos Tod bekannt gegeben. In seinem Testament ermahnte er die Spanier, dass „die Feinde Spaniens und der christlichen Zivilisation“ nicht ruhen würden und dass sie, die Spanier, sich um den zukünftigen König Spaniens scharen und die Einheit Spaniens bewahren sollten.
Mit Francos Tod war der Franquismus noch nicht am Ende. Die maßgeblichen Stellen des franquistischen Staats, der Nationalrat, der Königliche Rat und die Cortes, waren durch seine Anhänger besetzt. Entsprechend gering war der Spielraum des Königs Juan Carlos I., der noch im selben Jahr 1975 inthronisiert wurde und eine beherzte Thronrede hielt, in der er ausführte, dass „eine freie und moderne Gesellschaft die Beteiligung aller in den Entscheidungszentren, den Medien, den unterschiedlichen Ebenen des Erziehungswesens und der Kontrolle des nationalen Wohlstands“ erfordere. Er sah sich, wie er weiter ausführte, als „König aller Spanier, Wächter der Verfassung und Kämpfer für die Gerechtigkeit“.
Es war keine leichte Aufgabe für Juan Carlos, die Umgestaltung (transición) Spaniens ins Werk zu setzen. Zunächst blieben der Premier Carlos Arias Navarro – der ausdrücklich kundtat, den Franquismus weiterführen zu wollen – und seine Regierung im Amt. Juan Carlos sah sich gleichsam zwischen Hammer und Amboss: der Linken und der Mitte, die ihn zu einem radikalen Bruch mit dem alten Regime aufforderten, und Guardia Civil, Militär und Movimiento Nacional, die den König wissen ließen, nur kleine Reformen, keineswegs aber einen vollständigen Umbau des Staates mittragen zu wollen.
Unter dem Eindruck von Massendemonstrationen und auf nachdrückliches Verlangen des Königs reichte Arias schließlich seinen Rücktritt ein. Neuer Premier wurde Adolfo Suárez, der letzte Generalsekretär des Movimiento Nacional. Zwar war er ein Mann des alten Regimes, und die Enttäuschung der Reformkräfte war zunächst groß, doch gerade in dieser Eigenschaft, als ein Mann, dem die Stützen des Systems vertrauten, konnte Suárez den entscheidenden Schritt wagen. Sein Programm umschrieb er wie folgt: „Die Krone hat ihrem Wunsch Ausdruck verliehen, aus Spanien eine moderne Demokratie zu formen. Es ist mein fester Entschluss, dem zu dienen.“
1976 wurde im Zuge einer Strafrechtsreform die Bildung von Parteien wieder legalisiert. Im Zentrum der von Suárez angestoßenen Reform aber stand eine neue Verfassung, die aus den Cortes, die zuvor ein Ständeparlament gewesen waren, ein allgemein, frei, gleich und geheim gewähltes Zweikammerparlament machte. Juan Carlos’ Anteil an diesen Reformen bestand nicht zuletzt darin, dass er sich hinter seinen Premier stellte, seine eigene Reputation für ihn in die Waagschale warf und bei den alten Stützen des Systems für die Neubegründung des spanischen Staats warb. Ein Referendum sprach dem neuen System eine Zustimmung von nicht weniger als 95 % der Stimmen aus. Damit war es in Spanien gelungen, aus dem herrschenden System heraus einen Demokratisierungsprozess umzusetzen. In diesem Sinne wurde der Franquismus nicht gestürzt und brach auch nicht zusammen: Er machte einem neuen System in einer unblutigen Weise Platz.
Die Jahre zwischen Francos Tod und dem Militärputsch von 1981 („23-F“) waren jedoch durchaus nicht ohne Spannungen. So kam es zu Bombenattentaten vermutlich rechtsgerichteter Kräfte gegen Carlisten des Partido Carlista (PC) auf dem Montejurra, und Anfang 1977 kam es zur Semana negra, der schwarzen Woche: Am 23. Januar wurde der Student Arturo Ruiz García nach einer Demonstration von einem Rechtsextremisten erschossen. Am folgenden Tag starb Mari Luz Néjera bei einer Protestdemonstration durch den Treffer einer Rauchbombe gegen ihren Kopf. Einige Stunden später verübten falangistische Terroristen das Blutbad von Atocha gegen Anwälte der CC.OO. In diesen Jahren waren von linker Seite außerdem die erst 2007 für aufgelöst erklärte linksextremistische Terrororganisation GRAPO mit ihren marxistisch-leninistischen Zielsetzungen und auch weiterhin die ETA aktiv.
Die wichtigste Nachfolgeorganisation der historischen Falange, die von Blas Piñar geleitete Fuerza Nueva (später Frente Nacional) spielte seit den 1980ern keine Rolle mehr, nicht zuletzt, weil der Partido Popular das Spektrum rechts des PSOE erfolgreich abdeckte und die Nachfolgeorganisationen „mit dem untüchtigen und verhassten Franco-Regime identifiziert wurden. […] Selbst jene, die Francos Regime unterstützt hatten, mussten zugeben, dass sich in den letzten Jahrzehnten eine politische, soziale und wirtschaftliche Revolution in Spanien vollzogen hatte und dass das Franco-Regime nicht wiederzuerwecken war.“

## Nachwirkungen des Franquismus
Insbesondere der Spanische Bürgerkrieg und die Nachkriegsjahre werden in der spanischen Gesellschaft bis heute ungern thematisiert, und erst seit Beginn der 2000er Jahre ist ein gesteigertes Interesse an den damaligen Vorkommnissen festzustellen. Einen breitenwirksamen Impuls zur Aufarbeitung des Bürgerkriegs von 1936 setzte in den 1990er Jahren der Film Land and Freedom.
Aber erst seit etwa der Jahrtausendwende werden die Massengräber aus der Zeit während und nach dem Bürgerkrieg geöffnet. Eine öffentlichkeitswirksame Exhumierung von dreizehn Bürgerkriegsopfern im Herbst 2000 führte zur Gründung der Asociación para la Recuperación de la Memoria Histórica (ARMH) („Vereinigung zur Rückgewinnung des historischen Gedächtnisses“), die sich um die Exhumierung und würdige Neubestattung ihrer Überreste kümmert. Eines der vermutlich größten Massengräber wurde 2003 in El Carrizal bei Granada entdeckt; dort waren 5000 Hinrichtungsopfer vergraben worden. Die Zahl der unidentifizierten Opfer wird landesweit auf 30.000 geschätzt.
Im November 2002 verurteilte das spanische Parlament einstimmig die franquistische Diktatur und versprach denjenigen Angehörigen, die ihre damals „verschwundenen“ Angehörigen (siehe auch Desaparecidos) aufzufinden und zu exhumieren wünschten, finanzielle Unterstützung. Seit November 2007 sieht das „Gesetz über das historische Gedenken“ vor, dass die Kommunen die private Initiative der Exhumierungsarbeiten unterstützen. Der oppositionelle Partido Popular kritisiert dieses Gesetz allerdings, weil es „alte Wunden aufreiße und nur den Zweck habe, die spanische Nation zu spalten“. In vielen Gemeinden und Regionen stellte er sich bereits gegen die Auffindung und Umbettung der ermordeten Opfer Francos.

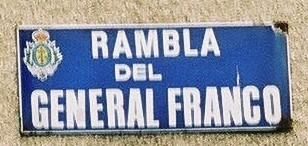
Straßenschild 2004

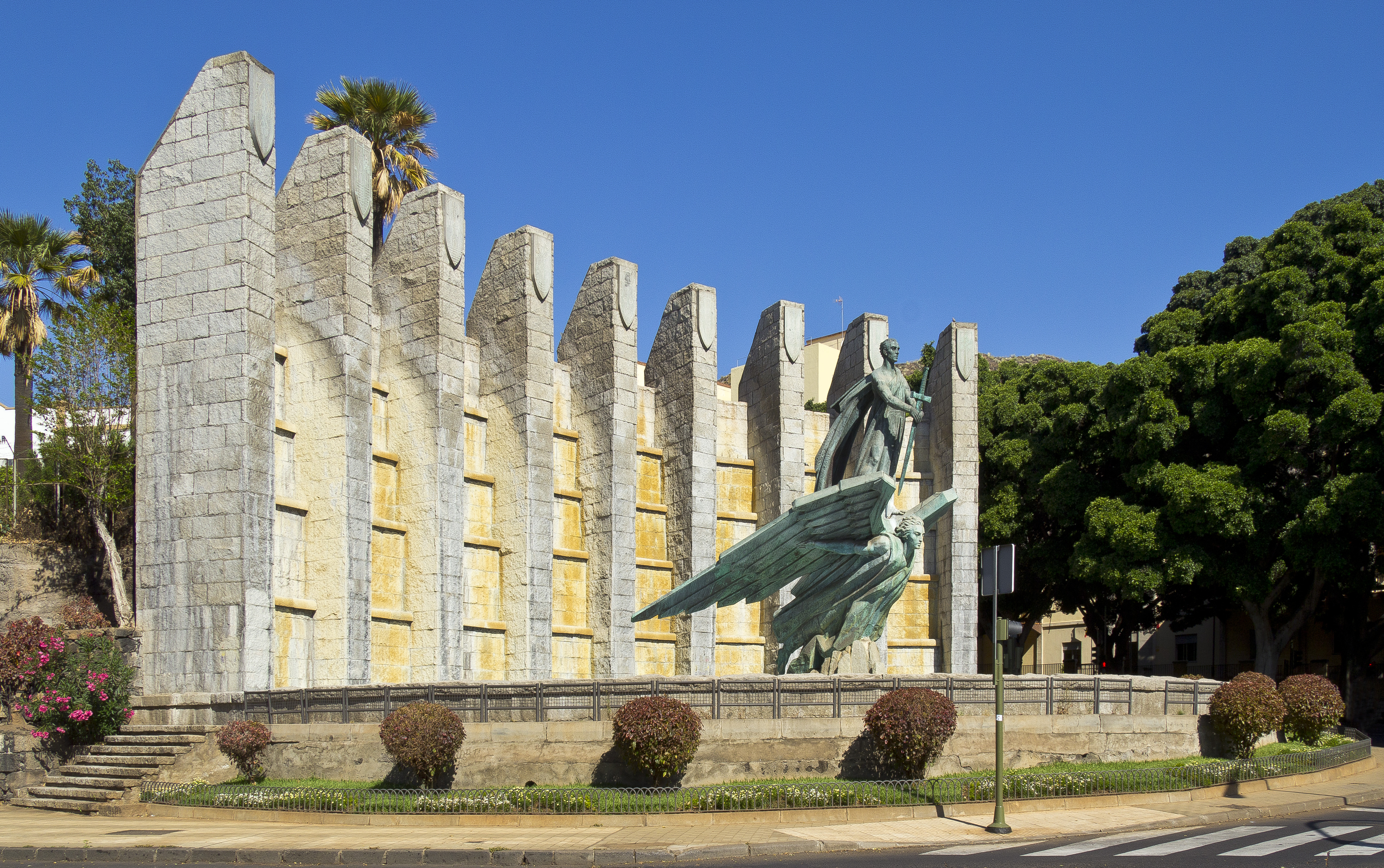
Früher: Monumento al General Franco; heute: Monumento al Ángel Caído in Santa Cruz de Tenerife

Erst seit diesen Arbeiten wird darüber debattiert, dass an zahlreichen Stellen das falangistische Pfeilbündel und auf Straßentafeln der Name des Diktators zu sehen sind. In der ersten Jahreshälfte 2005 kam es auf Betreiben der PSOE-Regierung zur Entfernung zweier verbliebener Franco-Statuen aus Madrid und Guadalajara, was nicht ohne Zwischenfälle vor sich ging. Auf Betreiben der sozialistischen Regierung von Zapatero verabschiedete das spanische Parlament ein Gesetz, in dem die Unrechtsurteile der Franco-Zeit für unrechtmäßig erklärt werden und die letzten Symbole und Denkmäler der Diktatur auch gegen den Widerstand der Gemeinden entfernt werden dürfen.
Der Artikel 15 des Ley de Memoria Histórica vom 26. Dezember 2007 (ley 52/2007), schreibt die Entfernung von öffentlichen Symbolen und Denkmälern vor, die den Militäraufstand, den Bürgerkrieg und die Unterdrückung während der Diktatur verherrlichen. Für den Valle de los Caídos mit dem Grab Francos schreibt der Artikel 16 des Gesetzes vor, dass dieser Ort nach den allgemeinen Regeln für Friedhöfe zu behandeln sei.
Die Durchführung dieses Gesetzes wird von verschiedenen Stadtverwaltungen nur zögerlich betrieben. Die Stadtverwaltung von Santa Cruz de Tenerife änderte den Namen der Rambla del General Franco erst, als sie durch einen Gerichtsbeschluss dazu verpflichtet wurde. In einem anderen Fall wurde ein Denkmal einfach umbenannt. Für den Entwurf des Denkmals war dem Künstler im Jahr 1964 als Thema vorgegeben: „Franco verlässt die Insel, um ganz Spanien zu retten“ (Franco saliendo desde la isla para salvar a toda España). Das Denkmal wurde umbenannt in „Denkmal des Gefallenen Engels“ (Monumento al Ángel Caído). Bei dem Gefallenendenkmal (Monumento de los Caídos) auf der Plaza de España (Santa Cruz de Tenerife) wurden verschiedene Inschriften und Plaketten entfernt, so dass nur noch eine nicht eindeutige Widmung verblieb: „Teneriffa zu Ehren Aller, die ihr Leben für Spanien gaben“ (Tenerife en honor al todos los que dieron su vida por España). Diese Inschrift kann sich sowohl auf die Opfer der einen als auch die der anderen Seite beziehen.
Eine weitere Wiedergutmachung franquistischen Unrechts besteht in der Möglichkeit für Flüchtlinge des Bürgerkriegs und der Nachkriegszeit sowie ihrer Nachkommen, die spanische Staatsangehörigkeit anzunehmen bzw. zurückzuerhalten. Es wird angenommen, dass eine halbe Million oder mehr Personen vor allem aus lateinamerikanischen Ländern dieses Angebot wahrnehmen möchten.

### Grundgesetze des franquistischen Staats
Die Grundgesetze (hier eine Auswahl) sind als TIF-Dateien unter den nachfolgenden Weblinks Seite für Seite aufrufbar. Quelle: Suchseite für spanische Gesetzestexte (offizielle BOE-Seite) von 1875 bis 1967. Eine Auswahl auf Spanisch in HTML-Format gibt es hier.
- Decreto aprobando el Fuero del Trabajo (mit Text desselben): BOE 505/1938, S. 6178–6181 (Burgos). 6178, 6179, 6180, 6181.
- Ley de creación de las Cortes Españolas: BOE 200/1942, S. 5301–5303: 5301, 5302, 5303.
- Fuero des los Españoles: BOE 199/1945, S. 358–350: boe.es, boe.es, boe.es (sowie in Wikisource)
- Ley de 22 de octubre de 1945 por la que el Jefe del Estado podrá someter a reférendum aquellas Leyes que su transcendencia lo aconseje o el interés público lo demande (Ley de Referéndum Nacional), BOE 297/1945, S. 2522.
- Ley de Sucesión en la Jefatura del Estado: BOE 208/1947, S. 4238–4239, 4238, 4239.
- Ley de Principios del Movimiento Nacional: BOE 119/1958, S. 4511–4513, 4511 (Memento vom 1. September 2007 im Internet Archive), 4512 (Memento vom 1. Oktober 2007 im Internet Archive), 4513 (Memento vom 30. September 2007 im Internet Archive) 1064 (Memento vom 30. September 2007 im Internet Archive)
- Ley Orgánica del Estado, número 1/1967, de 10 de enero, BOE 9/1967, S. 466–477 466, 467, 468, 469, 470, 471, 472, 473, 474, 475, 476, 477.